# Danh sách buổi hòa nhạc K-pop tổ chức bên ngoài châu Á
Danh sách này không đầy đủ, bạn cũng có thể giúp mở rộng danh sách.

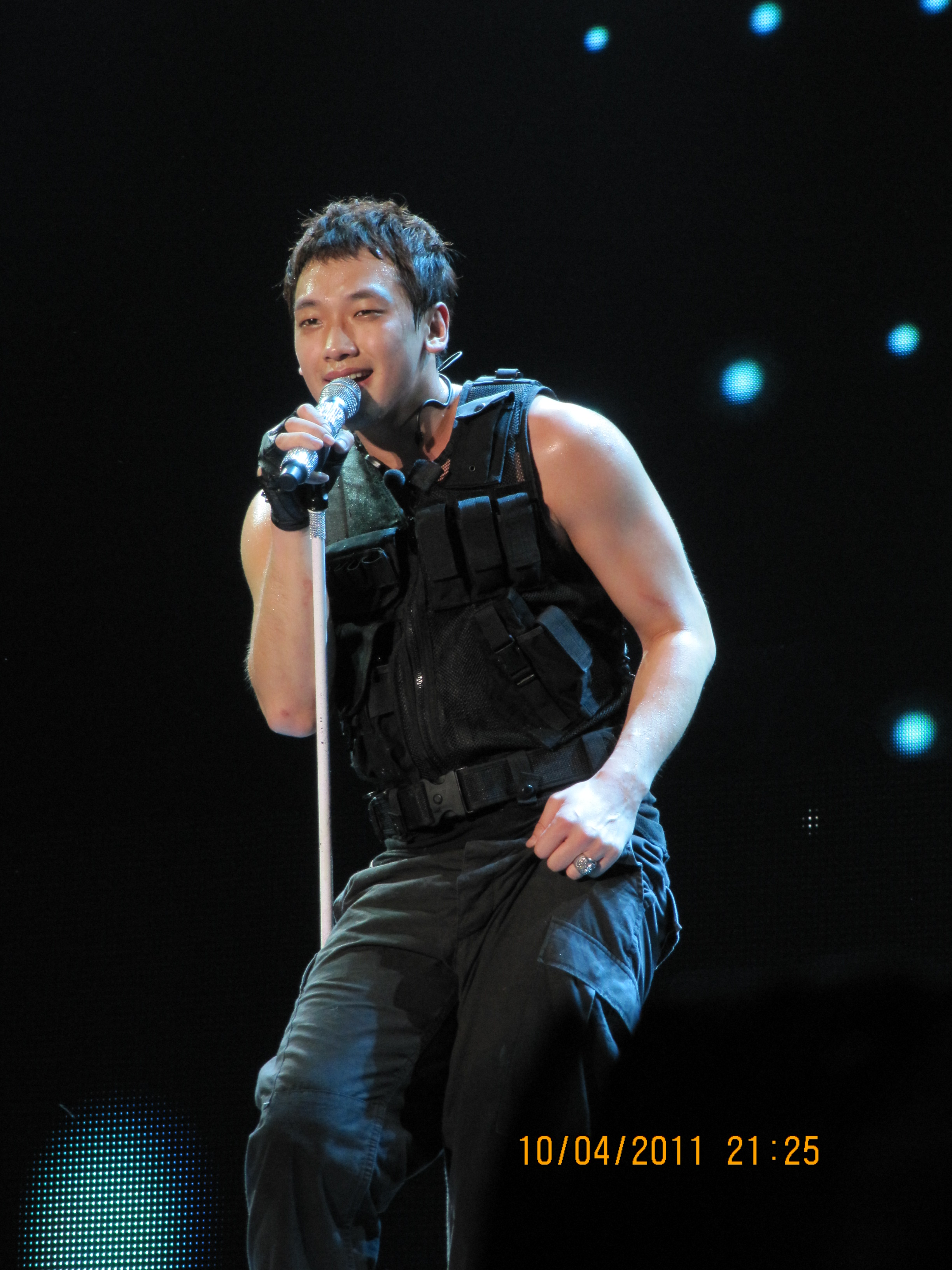
Nam ca sĩ Rain tại buổi hòa nhạc sau F1 2011 tại Trường đua quốc tế Sepang, Malaysia

Xuyên suốt Làn sóng Hàn Quốc (Hallyu), các nghệ sĩ K-pop đã tổ chức nhiều buổi hòa nhạc của mình bên ngoài phạm vi Hàn Quốc, và ngày càng cho thấy đó là một thành công to lớn ở nhiều thị trường châu Á khác. Ngay sau đó, các hãng thu âm bắt đầu thử nghiệm việc mở rộng phạm vi hoạt động sang các thị trường âm nhạc phương Tây vốn nằm ngoài lãnh thổ châu Á. Cụm từ "Hallyu" (韓流; 한류 Hàn lưu) ban đầu xuất phát từ các nhà báo ở Trung Quốc trong thập niên 1990 khi họ bị ấn tượng bởi cái cách mà nhạc Hàn lan tỏa nhanh chóng trên khắp Trung Quốc.
Dưới đây là danh sách toàn bộ các buổi hòa nhạc K-pop tiêu biểu được tổ chức bên ngoài lục địa châu Á.

## 2006–2009
| Ngày                 | Nghệ sĩ | Chuyến lưu diễn                 | Thành phố          | Quốc gia | Địa điểm                              |
| -------------------- | ------- | ------------------------------- | ------------------ | -------- | ------------------------------------- |
| 2 tháng 2 năm 2006   | Rain    | Rainy Day 2005 Tour             | Thành phố New York | Hoa Kỳ   | The Theater tại Madison Square Garden |
| 3 tháng 2 năm 2006   | Rain    | Rainy Day 2005 Tour             | Thành phố New York | Hoa Kỳ   | The Theater tại Madison Square Garden |
| 23 tháng 12 năm 2006 | Rain    | Rain's Coming World Tour        | Las Vegas          | Hoa Kỳ   | The Colosseum tại Caesars Palace      |
| 24 tháng 12 năm 2006 | Rain    | Rain's Coming World Tour        | Las Vegas          | Hoa Kỳ   | The Colosseum tại Caesars Palace      |
| 14 tháng 4 năm 2007  | Rain    | Rain's Coming World Tour        | Sydney             | Úc       | Acer Arena                            |
| 24 tháng 12 năm 2009 | Rain    | The Legend of Rainism Asia Tour | Las Vegas          | Hoa Kỳ   | The Colosseum tại Caesars Palace      |
| 25 tháng 12 năm 2009 | Rain    | The Legend of Rainism Asia Tour | Las Vegas          | Hoa Kỳ   | The Colosseum tại Caesars Palace      |

## 2010

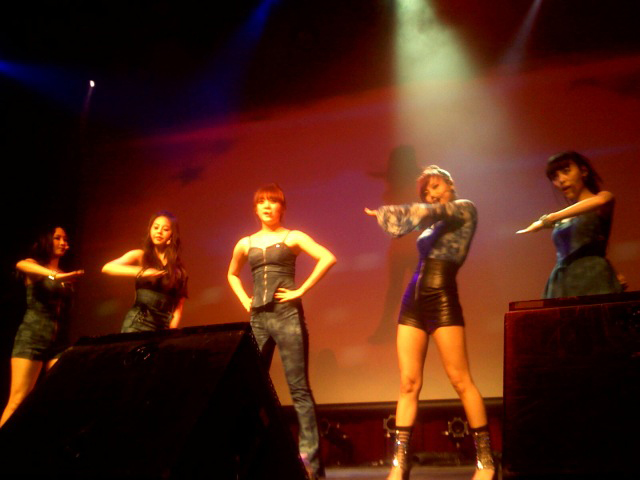
Wonder Girls tại Wonder Girls World Tour San Francisco 2010

| Ngày                   | Nghệ sĩ         | Chuyến lưu diễn             | Thành phố          | Quốc gia | Địa điểm                   |
| ---------------------- | --------------- | --------------------------- | ------------------ | -------- | -------------------------- |
| 24–27 tháng 1 năm 2010 | f(x), Epik High | Midem's K-pop Night Out     | Cannes             | Pháp     | Không biết                 |
| 4 tháng 6 năm 2010     | Wonder Girls    | Wonder Girls World Tour     | Washington, D.C.   | Hoa Kỳ   | Nhà hát Warner             |
| 5 tháng 6 năm 2010     | Wonder Girls    | Wonder Girls World Tour     | Atlanta            | Hoa Kỳ   | The Tabernacle             |
| 6 tháng 6 năm 2010     | Wonder Girls    | Wonder Girls World Tour     | Thành phố New York | Hoa Kỳ   | Phòng khiêu vũ Hammerstein |
| 8 tháng 6 năm 2010     | Wonder Girls    | Wonder Girls World Tour     | Chicago            | Hoa Kỳ   | House of Blues             |
| 9 tháng 6 năm 2010     | Wonder Girls    | Wonder Girls World Tour     | Houston            | Hoa Kỳ   | House of Blues             |
| 10 tháng 6 năm 2010    | Wonder Girls    | Wonder Girls World Tour     | Dallas             | Hoa Kỳ   | House of Blues             |
| 11 tháng 6 năm 2010    | Wonder Girls    | Wonder Girls World Tour     | Los Angeles        | Hoa Kỳ   | House of Blues             |
| 12 tháng 6 năm 2010    | Wonder Girls    | Wonder Girls World Tour     | Anaheim            | Hoa Kỳ   | House of Blues             |
| 13 tháng 6 năm 2010    | Wonder Girls    | Wonder Girls World Tour     | San Francisco      | Hoa Kỳ   | The Fillmore               |
| 29 tháng 6 năm 2010    | Wonder Girls    | Wonder Girls World Tour     | Vancouver          | Canada   | Nhà hát Vogue              |
| 30 tháng 6 năm 2010    | Wonder Girls    | Wonder Girls World Tour     | Seattle            | Hoa Kỳ   | Nhà hát Moore              |
| 1 tháng 7 năm 2010     | Wonder Girls    | Wonder Girls World Tour     | San Francisco      | Hoa Kỳ   | The Fillmore               |
| 2 tháng 7 năm 2010     | Wonder Girls    | Wonder Girls World Tour     | San Diego          | Hoa Kỳ   | House of Blues             |
| 3 tháng 7 năm 2010     | Wonder Girls    | Wonder Girls World Tour     | Las Vegas          | Hoa Kỳ   | House of Blues             |
| 6 tháng 7 năm 2010     | Wonder Girls    | Wonder Girls World Tour     | Englewood          | Hoa Kỳ   | Nhà hát Gothic             |
| 7 tháng 7 năm 2010     | Wonder Girls    | Wonder Girls World Tour     | Chicago            | Hoa Kỳ   | House of Blues             |
| 10 tháng 7 năm 2010    | Wonder Girls    | Wonder Girls World Tour     | Toronto            | Canada   | Nhà hát Mod Club           |
| 12 tháng 7 năm 2010    | Wonder Girls    | Wonder Girls World Tour     | Mississauga        | Canada   | Hội trường Hammerson       |
| 16 tháng 7 năm 2010    | Wonder Girls    | Wonder Girls World Tour     | Honolulu           | Hoa Kỳ   | Pipeline Cafe              |
| 17 tháng 7 năm 2010    | Wonder Girls    | Wonder Girls World Tour     | Honolulu           | Hoa Kỳ   | Pipeline Cafe              |
| 4 tháng 9 năm 2010     | SM Town         | SM Town Live '10 World Tour | Los Angeles        | Hoa Kỳ   | Trung tâm Staples          |

## 2011

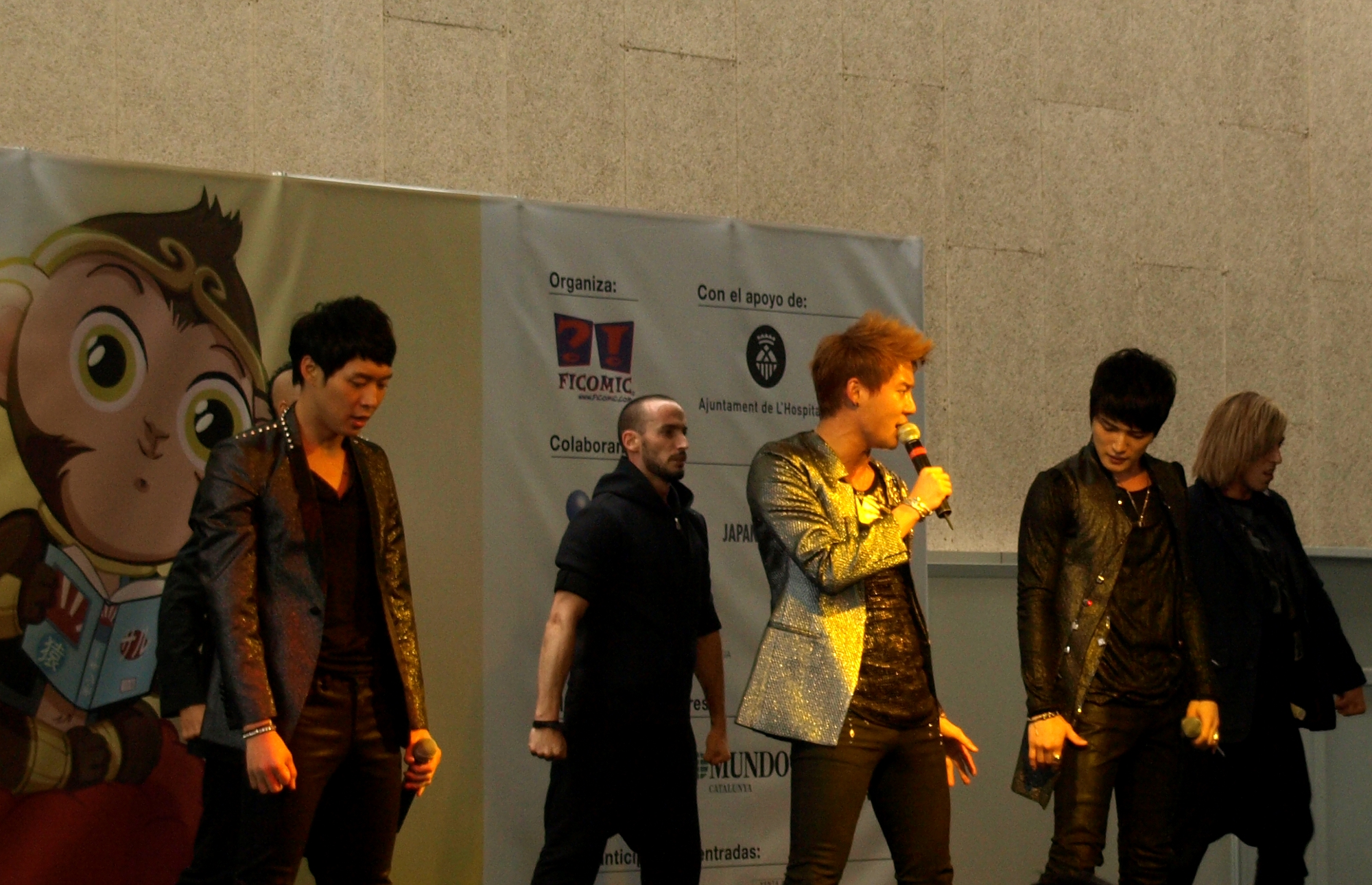
JYJ tại JYJ Worldwide Concert Barcelona 2011

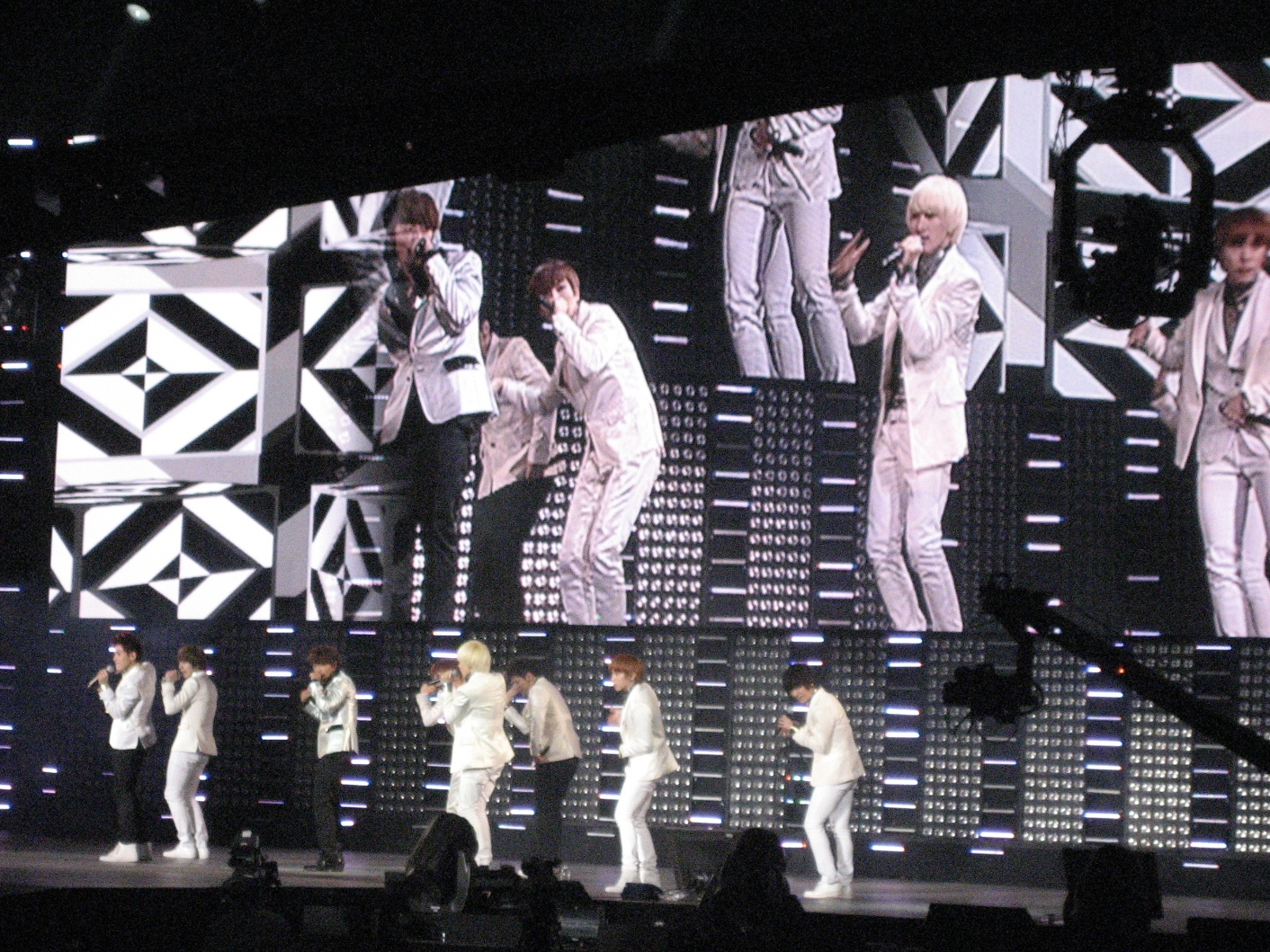
Super Junior tại SM Town Live '10 World Tour New York City 2011

| Ngày                 | Nghệ sĩ | Chuyến lưu diễn             | Thành phố          | Quốc gia    | Địa điểm              |
| -------------------- | ------- | --------------------------- | ------------------ | ----------- | --------------------- |
| 10 tháng 6 năm 2011  | SM Town | SM Town Live '10 World Tour | Paris              | Pháp        | Zénith de Paris       |
| 11 tháng 6 năm 2011  | SM Town | SM Town Live '10 World Tour | Paris              | Pháp        | Zénith de Paris       |
| 23 tháng 10 năm 2011 | SM Town | SM Town Live '10 World Tour | Thành phố New York | Hoa Kỳ      | Madison Square Garden |
| 29 tháng 10 năm 2011 | JYJ     | JYJ World Tour              | Barcelona          | Tây Ban Nha | Poble Espanyol        |

## 2012

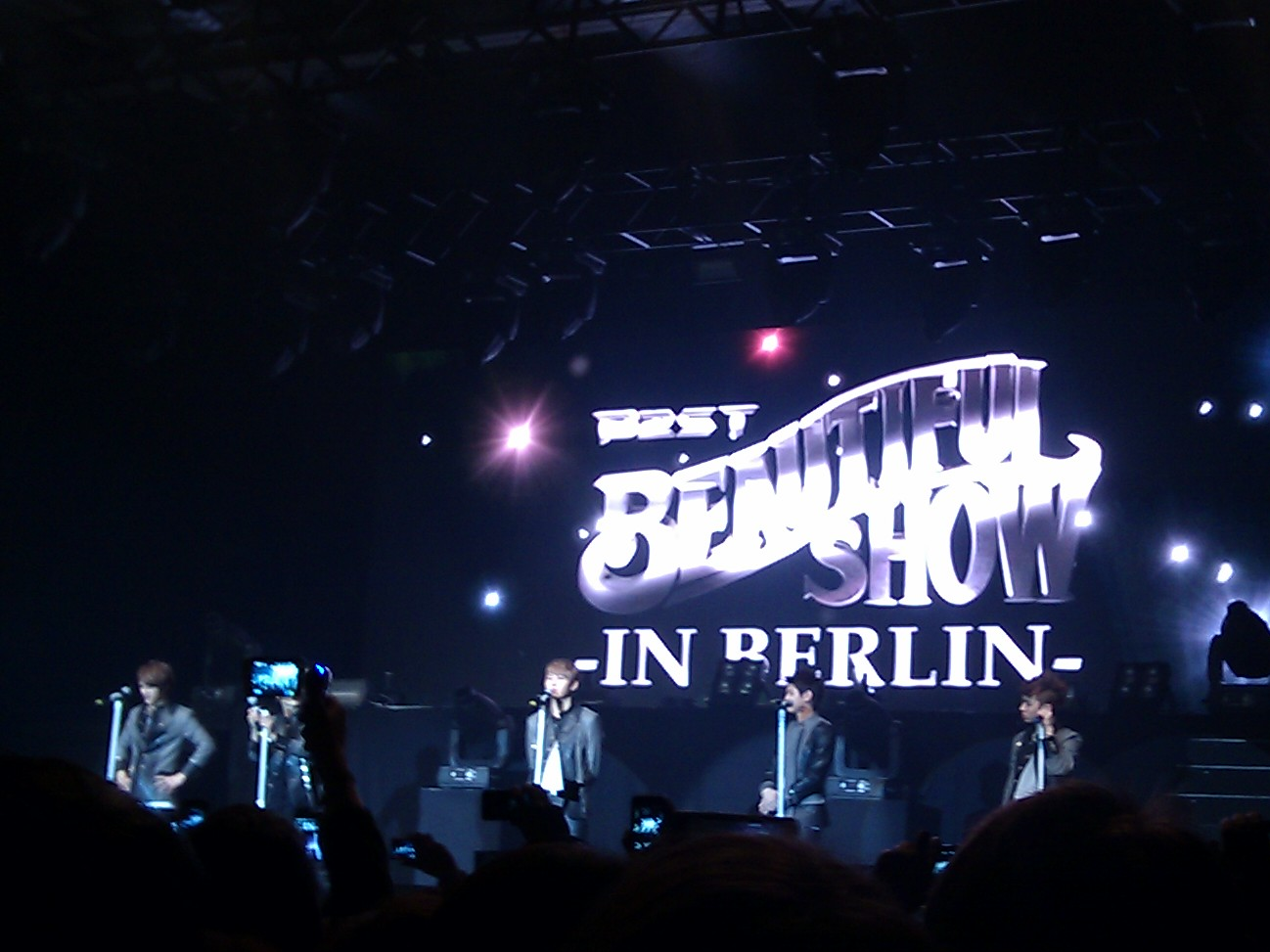
BEAST at 2012 Beautiful Show in Berlin

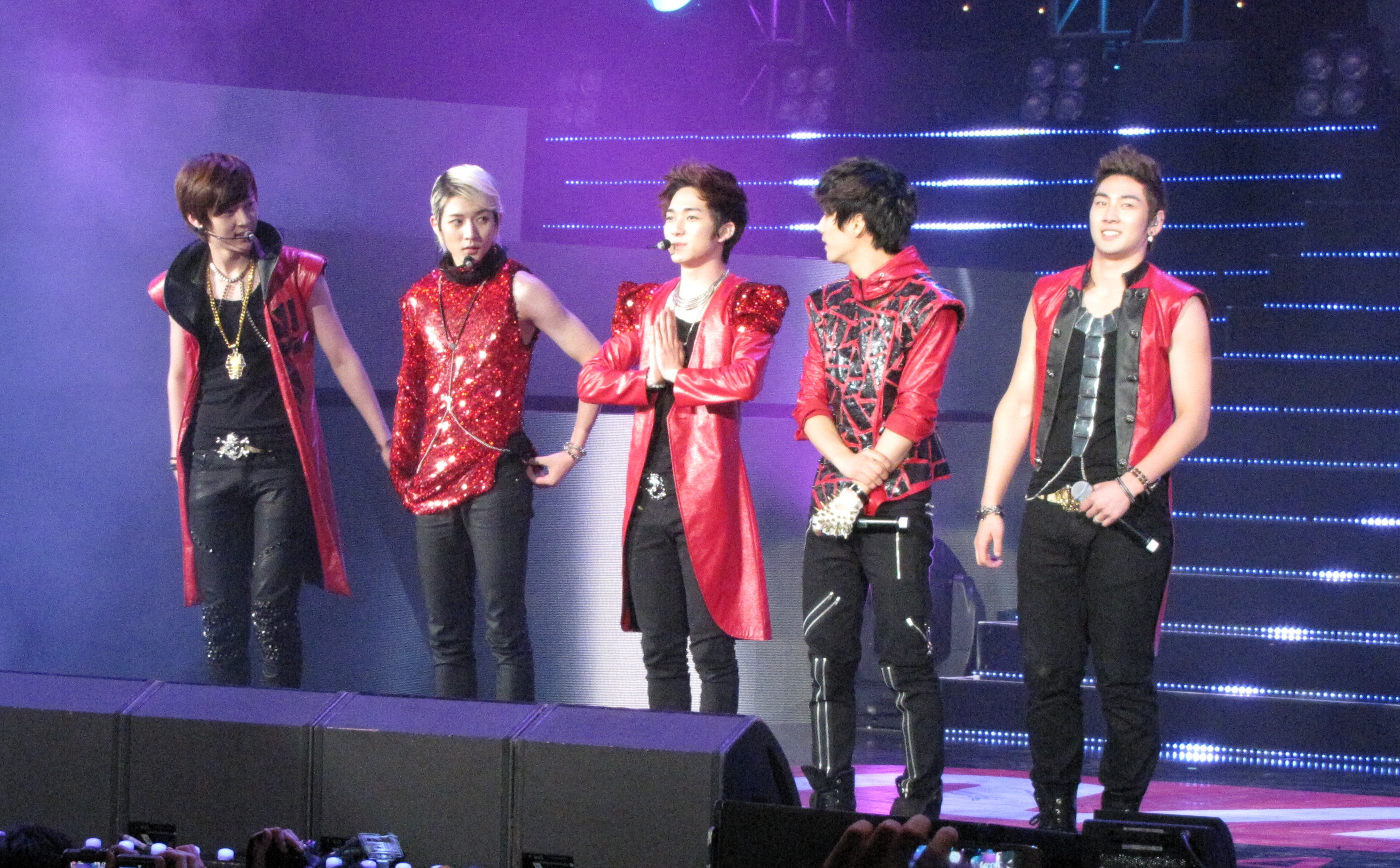
NU'EST at KCON 2012

| Date               | Artist                                                                | Tour                        | City          | Country       | Venue                            |
| ------------------ | --------------------------------------------------------------------- | --------------------------- | ------------- | ------------- | -------------------------------- |
| February 8, 2012   | BEAST, SHINee, Girls' Generation, 4minute, SISTAR, T-ARA, 2PM, U-KISS | Music Bank World Tour       | Paris         | France        | Palais Omnisports de Paris-Bercy |
| February 12, 2012  | BEAST                                                                 | Beautiful Show              | Berlin        | Germany       | Columbiahalle                    |
| March 9, 2012      | JYJ                                                                   | JYJ Worldwide Concert       | Santiago      | Chile         | Teatro Caupolicán                |
| March 11, 2012     | JYJ                                                                   | JYJ Worldwide Concert       | Lima          | Peru          | Explanada del Estadio Monumental |
| March 21, 2012     | Various                                                               | 2K12 Korea Night            | Toronto       | Canada        | Kool Haus                        |
| April 6, 2012      | Super Junior                                                          | Super Show 4                | Paris         | France        | Zénith Paris                     |
| May 20, 2012       | SM Town                                                               | SM Town Live World Tour III | Anaheim       | Hoa Kỳ        | Honda Center                     |
| May 21, 2012       | Various                                                               | Korean Music Wave in Google | Mountain View | Hoa Kỳ        | Shoreline Amphitheatre           |
| August 17, 2012    | 2NE1                                                                  | New Evolution Global Tour   | Newark        | United States | Trung tâm Prudential             |
| August 24, 2012    | 2NE1                                                                  | New Evolution Global Tour   | Los Angeles   | United States | Nokia Theatre L.A. Live          |
| August 30, 2012    | Junsu                                                                 | XIA 1st World Tour Concert  | New York City | United States | Hammerstein Ballroom             |
| September 2, 2012  | Junsu                                                                 | XIA 1st World Tour Concert  | Los Angeles   | United States | Hollywood Palladium              |
| September 6, 2012  | Junsu                                                                 | XIA 1st World Tour Concert  | Mexico City   | Mexico        | Blackberry Auditorium            |
| September 8, 2012  | Junsu                                                                 | XIA 1st World Tour Concert  | São Paulo     | Brazil        | Espacio Victory                  |
| September 10, 2012 | Junsu                                                                 | XIA 1st World Tour Concert  | Santiago      | Chile         | Teatro Caupolicán                |
| October 13, 2012   | 4Minute, B.A.P, Exo-M, G.NA, NU'EST, VIXX                             | KCON 2012                   | Irvine        | United States | Verizon Wireless Amphitheatre    |
| November 2, 2012   | Super Junior, CNBLUE, After School, MBLAQ, Davichi, RaNia             | Music Bank World Tour       | Viña del Mar  | Chile         | Quinta Vergara                   |
| November 2, 2012   | Big Bang                                                              | Alive Galaxy Tour           | Anaheim       | United States | Honda Center                     |
| November 3, 2012   | Big Bang                                                              | Alive Galaxy Tour           | Anaheim       | United States | Honda Center                     |
| November 8, 2012   | Big Bang                                                              | Alive Galaxy Tour           | Newark        | United States | Trung tâm Prudential             |
| November 9, 2012   | Big Bang                                                              | Alive Galaxy Tour           | Newark        | United States | Trung tâm Prudential             |
| November 10, 2012  | 4minute, SISTAR, Karmin, CNBLUE, BEAST, KARA, 2NE1, Girls' Generation | SBS K-Pop Super Concert     | Irvine        | United States | Verizon Wireless Amphitheatre    |
| November 14, 2012  | Big Bang                                                              | Alive Galaxy Tour           | Lima          | Peru          | Jockey Club del Perú             |
| November 30, 2012  | Junsu                                                                 | XIA 1st World Tour Concert  | Oberhausen    | Germany       | Turbinenhalle                    |
| December 14, 2012  | Big Bang                                                              | Alive Galaxy Tour           | London        | England       | Wembley Arena                    |
| December 15, 2012  | Big Bang                                                              | Alive Galaxy Tour           | London        | England       | Wembley Arena                    |

## 2013
| Date                | Artist                                                                                              | Tour                                    | City          | Country              | Venue                             |
| ------------------- | --------------------------------------------------------------------------------------------------- | --------------------------------------- | ------------- | -------------------- | --------------------------------- |
| January 26–29, 2013 | Drunken Tiger, Bizzy, Yoon Mirae, Block B                                                           | Midem's K-pop Night Out                 | Cannes        | France               | Không biết                        |
| February 2, 2013    | TEEN TOP                                                                                            | TEEN TOP SHOW! Live Tour in Europe 2013 | Munich        | Germany              | Backstage                         |
| February 3, 2013    | TEEN TOP                                                                                            | TEEN TOP SHOW! Live Tour in Europe 2013 | Dortmund      | Germany              | FZW                               |
| February 8, 2013    | TEEN TOP                                                                                            | TEEN TOP SHOW! Live Tour in Europe 2013 | London        | England              | The Forum                         |
| February 9, 2013    | TEEN TOP                                                                                            | TEEN TOP SHOW! Live Tour in Europe 2013 | Paris         | France               | Le Trianon                        |
| February 10, 2013   | TEEN TOP                                                                                            | TEEN TOP SHOW! Live Tour in Europe 2013 | Barcelona     | Spain                | Sala Apollo                       |
| February 24, 2013   | Various                                                                                             | 2K13 Feel Korea                         | São Paulo     | Brazil               | Clube Esperia                     |
| March 13, 2013      | Various                                                                                             | K-Pop Night Out at SXSW                 | Austin        | United States        | Elysium                           |
| April 21, 2013      | Super Junior                                                                                        | Super Show 5 World Tour                 | São Paulo     | Brazil               | Credicard Hall                    |
| April 23, 2013      | Super Junior                                                                                        | Super Show 5 World Tour                 | Buenos Aires  | Argentina            | Luna Park Arena                   |
| April 25, 2013      | Super Junior                                                                                        | Super Show 5 World Tour                 | Santiago      | Chile                | Movistar Arena                    |
| April 27, 2013      | Super Junior                                                                                        | Super Show 5 World Tour                 | Lima          | Peru                 | Jockey Club del Perú              |
| June 31, 2013       | CNBLUE                                                                                              | Blue Moon World Tour                    | Melbourne     | Australia            | Festival Hall                     |
| June 1, 2013        | CNBLUE                                                                                              | Blue Moon World Tour                    | Sydney        | Australia            | Big Top                           |
| July 5, 2013        | TVXQ                                                                                                | TVXQ! World Tour "Catch Me"             | Los Angeles   | United States        | Nokia Theatre                     |
| July 7, 2013        | TVXQ                                                                                                | TVXQ! World Tour "Catch Me"             | Santiago      | Chile                | Teatro Caupolicán                 |
| August 8, 2013      | MBLAQ                                                                                               | MBLAQ en Mexico                         | Mexico City   | Mexico               | Pepsi Center                      |
| August 24, 2013     | 2AM, Dynamic Duo, Exo, f(x), G-Dragon, Crayon Pop, Henry Lau, Missy Elliott, Teen Top, Yu Seung Woo | KCON 2013                               | Los Angeles   | United States        | Los Angeles Memorial Sports Arena |
| August 25, 2013     | 2AM, Dynamic Duo, Exo, f(x), G-Dragon, Crayon Pop, Henry Lau, Missy Elliott, Teen Top, Yu Seung Woo | KCON 2013                               | Los Angeles   | United States        | Los Angeles Memorial Sports Arena |
| September 1, 2013   | 4minute                                                                                             | 4Minute Party Rock Concert in Australia | Sydney        | Australia            | The Metro Theatre                 |
| September 7, 2013   | Super Junior, MBLAQ, F.T. Island, BEAST, miss A & Ailee                                             | Music Bank World Tour                   | Istanbul      | Turkey               | Ülker Sports Arena                |
| September 14, 2013  | Various                                                                                             | 2K13 Feel Korea                         | Vancouver     | Canada               | Malkin Bowl                       |
| September 21, 2013  | Jay Park                                                                                            | Jay Park First European Tour            | London        | England              | Hammersmith Apollo                |
| September 25, 2013  | Jay Park                                                                                            | Jay Park First European Tour            | Amsterdam     | Netherlands          | The Sand Amsterdam                |
| September 28, 2013  | Junsu                                                                                               | XIA 2nd Tour: INCREDIBLE                | Sydney        | Australia            | Big Top                           |
| November 2, 2013    | VIXX                                                                                                | The Milky Way Global Showcase           | Stockholm     | Sweden               | Oscarsteatern                     |
| November 3, 2013    | VIXX                                                                                                | The Milky Way Global Showcase           | Milan         | Italy                | Live Club Milano                  |
| November 7, 2013    | Super Junior                                                                                        | Super Show 5 World Tour                 | Mexico City   | Mexico               | Mexico City Arena                 |
| November 8, 2013    | Infinite                                                                                            | One Great Step                          | Los Angeles   | United States        | Nokia Theatre                     |
| November 8, 2013    | VIXX                                                                                                | The Milky Way Global Showcase           | Grand Prairie | United States        | Verizon Theatre at Grand Prairie  |
| November 9, 2013    | Super Junior                                                                                        | Super Show 5 World Tour                 | London        | England              | Wembley Arena                     |
| November 10, 2013   | VIXX                                                                                                | The Milky Way Global Showcase           | Los Angeles   | United States        | Club Nokia                        |
| November 11, 2013   | Infinite                                                                                            | One Great Step World Tour               | San Jose      | United States        | San Jose State University         |
| November 13, 2013   | Infinite                                                                                            | One Great Step World Tour               | Silver Spring | United States        | The Fillmore                      |
| November 16, 2013   | Infinite                                                                                            | One Great Step World Tour               | New York City | United States        | Hammerstein Ballroom              |
| November 27, 2013   | Infinite                                                                                            | One Great Step World Tour               | London        | England              | Hammersmith Apollo                |
| November 30, 2013   | Various                                                                                             | 2K13 Feel Korea                         | Perth         | Australia            | Challenge Stadium                 |
| December 1, 2013    | Infinite                                                                                            | One Great Step World Tour               | Paris         | France               | L'Olympia                         |
| December 6, 2013    | Infinite                                                                                            | One Great Step World Tour               | Dubai         | United Arab Emirates | Sheikh Rashid Hall                |
| December 15, 2013   | NU'EST                                                                                              | Circuit of K-Pop                        | Curitiba      | Brazil               | Paraná Clube                      |

## 2014

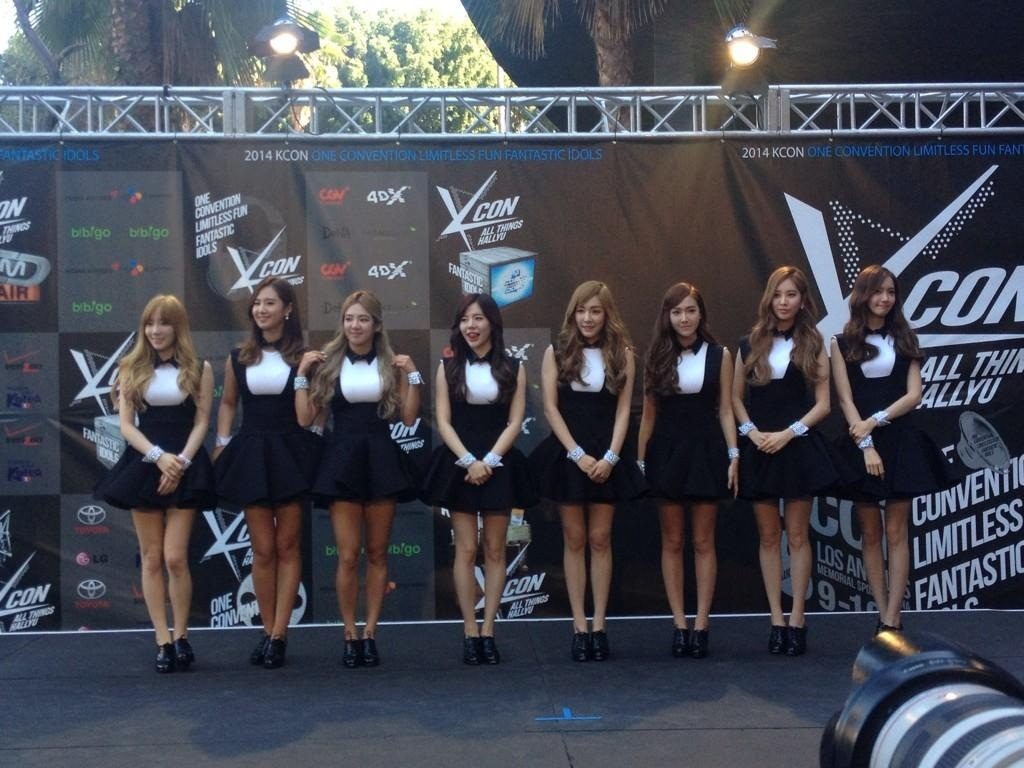
Girls' Generation, minus Soo-young, at KCON 2014

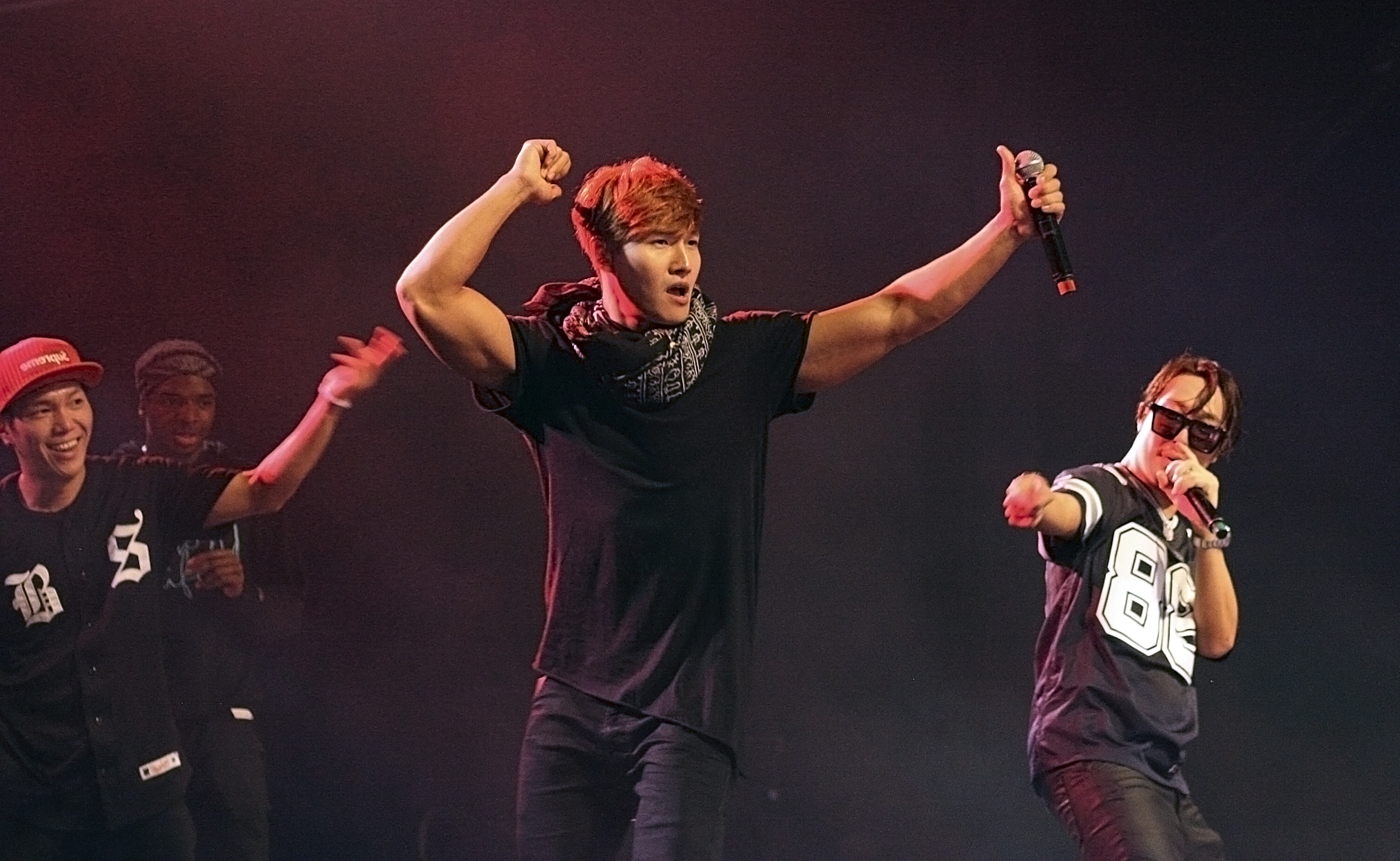
Running Man Brothers, Kim Jong-kook and Haha, Dallas 2014

| Date               | Artist                                                 | Tour                                               | City           | Country       | Venue                             |
| ------------------ | ------------------------------------------------------ | -------------------------------------------------- | -------------- | ------------- | --------------------------------- |
| January 10, 2014   | UKISS                                                  | US Tour                                            | New York City  | United States | Best Buy Theater                  |
| January 12, 2014   | UKISS                                                  | US Tour                                            | San Francisco  | United States | Warfield Theatre                  |
| January 14, 2014   | UKISS                                                  | US Tour                                            | Los Angeles    | United States | Club Nokia                        |
| January 21, 2014   | CNBLUE                                                 | Blue Moon World Tour                               | New York City  | United States | Best Buy Theater                  |
| January 24, 2014   | CNBLUE                                                 | Blue Moon World Tour                               | Pasadena       | United States | Pasadena Civic Auditorium         |
| January 26, 2014   | CNBLUE                                                 | Blue Moon World Tour                               | Mexico City    | Mexico        | Pepsi Center WTC                  |
| January 28, 2014   | CNBLUE                                                 | Blue Moon World Tour                               | Lima           | Peru          | Costa Verde Magdalena             |
| January 31, 2014   | CNBLUE                                                 | Blue Moon World Tour                               | Santiago       | Chile         | Movistar Arena                    |
| February 1–4, 2014 | VIXX, Dynamic Duo, Goonam, Ratios                      | Midem's K-pop Night Out                            | Cannes         | France        | Palais des Festivals              |
| February 8, 2014   | VIXX                                                   | VIXX The Milky Way encore                          | Berlin         | Germany       | C-Club                            |
| February 9, 2014   | VIXX                                                   | VIXX The Milky Way encore                          | Paris          | France        | Palais de Tokyo                   |
| March 11, 2014     | Various                                                | K-Pop Night Out at SXSW                            | Austin         | United States | Elysium                           |
| March 11, 2014     | Boyfriend                                              | Boyfriend First U.S Showcase                       | Chicago        | United States | The Vic Theatre                   |
| March 13, 2014     | Boyfriend                                              | Boyfriend First U.S Showcase                       | Grand Prairie  | United States | Verizon Theatre at Grand Prairie  |
| April 4, 2014      | SHINee                                                 | SHINee World III                                   | Mexico City    | Mexico        | Mexico City Arena                 |
| April 6, 2014      | SHINee                                                 | SHINee World III                                   | Santiago       | Chile         | Movistar Arena                    |
| April 8, 2014      | SHINee                                                 | SHINee World III                                   | Buenos Aires   | Argentina     | Estadio Luna Park                 |
| April 13, 2014     | B.A.P                                                  | B.A.P Live on Earth 2014 Continent Tour            | New York City  | United States | Best Buy Theater                  |
| April 16, 2014     | B.A.P                                                  | B.A.P Live on Earth 2014 Continent Tour            | Grand Prairie  | United States | Verizon Theatre at Grand Prairie  |
| April 19, 2014     | B.A.P                                                  | B.A.P Live on Earth 2014 Continent Tour            | Chicago        | United States | Star Plaza Theater                |
| April 22, 2014     | B.A.P                                                  | B.A.P Live on Earth 2014 Continent Tour            | Los Angeles    | United States | Nokia Theatre L.A. Live           |
| April 27, 2014     | B.A.P                                                  | B.A.P Live on Earth 2014 Continent Tour            | London         | England       | Brixton Academy                   |
| April 30, 2014     | B.A.P                                                  | B.A.P Live on Earth 2014 Continent Tour            | Paris          | France        | Zénith de Paris                   |
| May 3, 2014        | B.A.P                                                  | B.A.P Live on Earth 2014 Continent Tour            | Düsseldorf     | Germany       | Mitsubishi Electric Halle         |
| May 8, 2014        | B.A.P                                                  | B.A.P Live on Earth 2014 Continent Tour            | Melbourne      | Australia     | Festival Hall                     |
| May 10, 2014       | B.A.P                                                  | B.A.P Live on Earth 2014 Continent Tour            | Sydney         | Australia     | Big Top Sydney                    |
| May 23, 2014       | 4Minute                                                | 4Minute Fanbash                                    | Barcelona      | Spain         | Razzmatazz                        |
| May 25, 2014       | 4Minute                                                | 4Minute Fanbash                                    | Stockholm      | Sweden        | Debaser Medis                     |
| June 7, 2014       | Infinite, Ailee, B.A.P, SHINee, MBLAQ, M.I.B           | Music Bank World Tour                              | Rio de Janeiro | Brazil        | HSBC Arena                        |
| July 12, 2014      | M.Pire                                                 | 13TH ANNUAL KOREAN FESTIVAL                        | Honolulu       | United States | Magic Island                      |
| July 27, 2014      | BTS                                                    | 1st fanmeeting in Europe and South America<RWeL8?> | Berlin         | Germany       | Huxleys Neue Welt                 |
| July 29, 2014      | BTS                                                    | 1st fanmeeting in Europe and South America<RWeL8?> | Stockholm      | Sweden        | Fryshuset                         |
| August 1, 2014     | BTS                                                    | 1st fanmeeting in Europe and South America<RWeL8?> | Brazil         | São Paulo     | Via Marquês                       |
| August 9, 2014     | G-Dragon, B1A4, IU, Teen Top, VIXX                     | KCON 2014                                          | Los Angeles    | United States | Los Angeles Memorial Sports Arena |
| August 10, 2014    | Girls' Generation, BTS, CNBLUE, Jung Joon-young, Spica | KCON 2014                                          | Los Angeles    | United States | Los Angeles Memorial Sports Arena |
| September 7, 2014  | Kim Hyun-Joong                                         | Kim Hyun-Joong 2014 World Tour: Phantasm           | Lima           | Peru          | Exposition Park                   |
| September 12, 2014 | VIXX                                                   | VIXX Live Fantasia — Hex Sign                      | Budapest       | Hungary       |                                   |
| September 14, 2014 | VIXX                                                   | VIXX Live Fantasia — Hex Sign                      | Warsaw         | Poland        | Progresja Music Zone              |
| September 18, 2014 | NU'EST                                                 | NU'EST Latin America Tour                          | Mexico City    | Mexico        | Auditorio Blackberry              |
| September 20, 2014 | NU'EST                                                 | NU'EST Latin America Tour                          | Lima           | Peru          | Plaza de San Miguel               |
| September 24, 2014 | NU'EST                                                 | NU'EST Latin America Tour                          | Santiago       | Chile         | Teatro Caupolicán                 |
| September 27, 2014 | NU'EST                                                 | NU'EST Latin America Tour                          | São Paulo      | Brazil        | Clash Club                        |
| September 18, 2014 | B1A4                                                   | B1A4 Road Trip Tour 2014                           | Melbourne      | Australia     | Regent Theatre                    |
| September 20, 2014 | B1A4                                                   | B1A4 Road Trip Tour 2014                           | Sydney         | Australia     | Big Top                           |
| September 20, 2014 | Eric Nam                                               | Eric Nam: Toronto Showcase & Fan Meet & Greet      | Toronto        | Canada        | Winter Garden Theatre             |
| October 3, 2014    | B1A4                                                   | B1A4 Road Trip Tour 2014                           | New York City  | United States | PlayStation Theater               |
| October 5, 2014    | B1A4                                                   | B1A4 Road Trip Tour 2014                           | Rosemont       | United States | Rosemont Theatre                  |
| October 8, 2014    | B1A4                                                   | B1A4 Road Trip Tour 2014                           | Grand Prairie  | United States | Verizon Theatre at Grand Prairie  |
| October 11, 2014   | B1A4                                                   | B1A4 Road Trip Tour 2014                           | San Francisco  | United States | The Warfield                      |
| October 30, 2014   | Ailee, B.A.P, BEAST, Infinite, BTS, Girl's Day, EXO-K  | Music Bank World Tour                              | Mexico City    | Mexico        | Mexico City Arena                 |
| November 14, 2014  | 2PM                                                    | 'Go Crazy' World Tour                              | Newark         | United States | Trung tâm Prudential              |
| November 16, 2014  | 2PM                                                    | 'Go Crazy' World Tour                              | Rosemont       | United States | Rosemont Theatre                  |
| November 18, 2014  | 2PM                                                    | 'Go Crazy' World Tour                              | Grand Prairie  | United States | Verizon Theatre at Grand Prairie  |
| November 21, 2014  | 2PM                                                    | 'Go Crazy' World Tour                              | Los Angeles    | United States | Shrine Auditorium                 |
| November 22, 2014  | VIXX                                                   | VIXX US Tour 2014                                  | Chicago        | United States | Star Plaza Theatre                |
| November 23, 2014  | VIXX                                                   | VIXX US Tour 2014                                  | New York City  | United States | Terminal 5                        |
| November 30, 2014  | Various                                                | Summer K-POP Concert                               | Brisbane       | Australia     | Tivoli Theater                    |
| December 17, 2014  | ILLIONAIRE                                             | ILLIONAIRE TOUR 2015 CANADA                        | Toronto        | Canada        | Guvurnment                        |
| December 18, 2014  | ILLIONAIRE                                             | ILLIONAIRE TOUR 2015 CANADA                        | Vancouver      | Canada        | Harbour Event Centre              |

## 2015

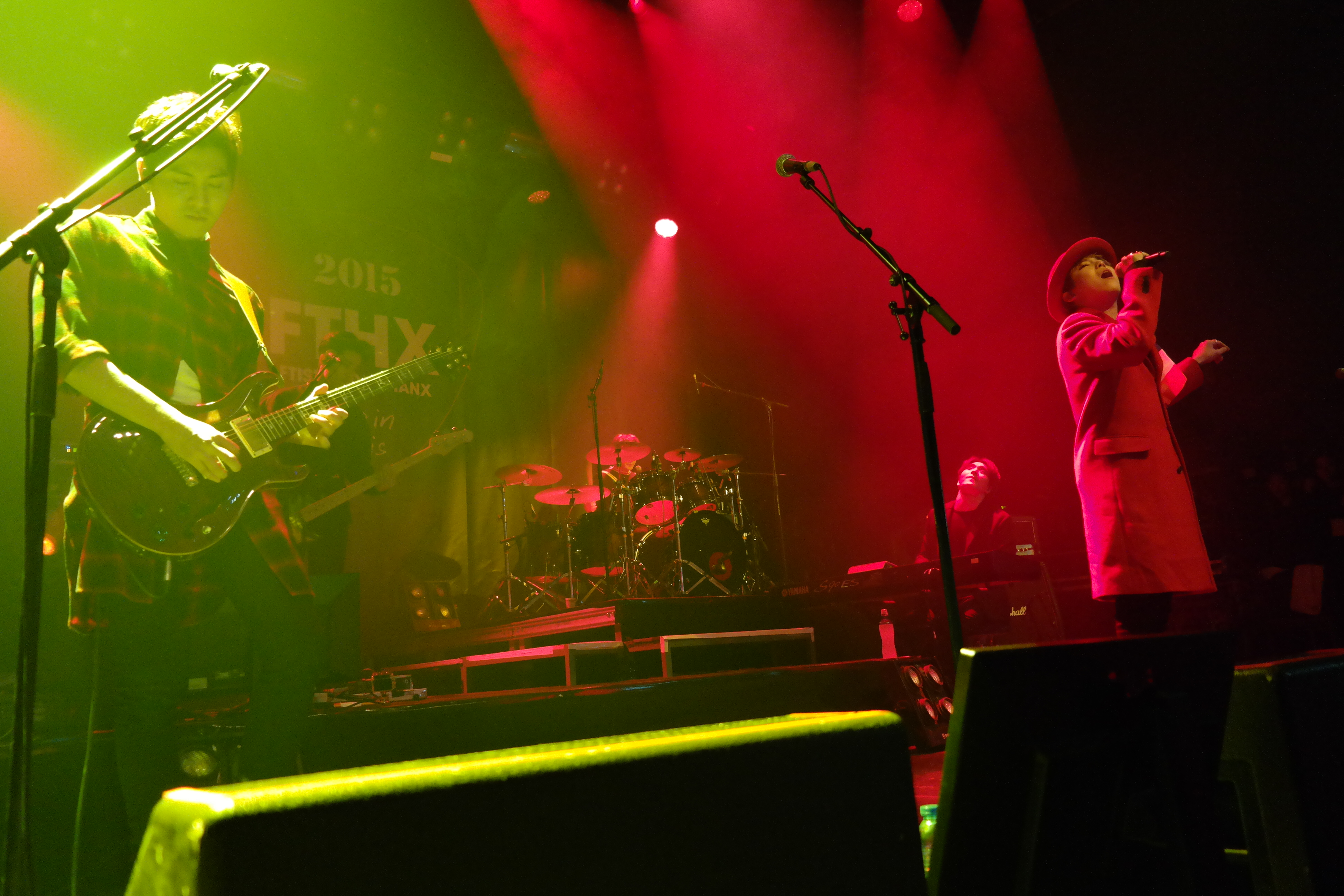
F.T. Island FTHX Live in Paris concert, January 16, 2015 La Cigale

| Date               | Artist                                                                    | Tour                                                   | City           | Country       | Venue                                |
| ------------------ | ------------------------------------------------------------------------- | ------------------------------------------------------ | -------------- | ------------- | ------------------------------------ |
| January 16, 2015   | F.T. Island                                                               | 2015 FTISLAND FTHX Tour                                | Paris          | France        | La Cigale                            |
| January 19, 2015   | F.T. Island                                                               | 2015 FTISLAND FTHX Tour                                | São Paulo      | Brazil        | HSBC Hall                            |
| January 21, 2015   | F.T. Island                                                               | 2015 FTISLAND FTHX Tour                                | Rio de Janeiro | Brazil        | VIVO Rio                             |
| January 23, 2015   | F.T. Island                                                               | 2015 FTISLAND FTHX Tour                                | Santiago       | Chile         | Teatro Caupolicán                    |
| January 25, 2015   | F.T. Island                                                               | 2015 FTISLAND FTHX Tour                                | Mexico City    | Mexico        | Pepsi Center WTC                     |
| January 28, 2015   | F.T. Island                                                               | 2015 FTISLAND FTHX Tour                                | New York City  | United States | Best Buy Theater                     |
| January 30, 2015   | F.T. Island                                                               | 2015 FTISLAND FTHX Tour                                | Los Angeles    | United States | Club Nokia                           |
| March 19, 2015     | Various                                                                   | K-Pop Night Out at SXSW                                | Austin         | United States | Elysium                              |
| May 2, 2015        | NU'EST                                                                    | TORONTO KPOP CON 2015                                  | Toronto        | Canada        | Metro Toronto Convention Centre      |
| May 6, 2015        | GOT7                                                                      | GOT7 First Fanmeeting in the USA 2015                  | San Francisco  | United States | The Warfield                         |
| May 8, 2015        | GOT7                                                                      | GOT7 First Fanmeeting in the USA 2015                  | Chicago        | United States | Riviera Theatre                      |
| May 10, 2015       | GOT7                                                                      | GOT7 First Fanmeeting in the USA 2015                  | Grand Prairie  | United States | Verizon Theatre at Grand Prairie     |
| May 28, 2015       | Epik High                                                                 | Epik High 2015 North American Tour                     | San Francisco  | United States | The Warfield                         |
| May 29, 2015       | Epik High                                                                 | Epik High 2015 North American Tour                     | Los Angeles    | United States | Wiltern Theatre                      |
| May 31, 2015       | Epik High                                                                 | Epik High 2015 North American Tour                     | Vancouver      | Canada        | Vogue Theatre                        |
| June 1, 2015       | Epik High                                                                 | Epik High 2015 North American Tour                     | Vancouver      | Canada        | Vogue Theatre                        |
| June 2, 2015       | Epik High                                                                 | Epik High 2015 North American Tour                     | Seattle        | United States | The Showbox                          |
| June 4, 2015       | Epik High                                                                 | Epik High 2015 North American Tour                     | Chicago        | United States | House of Blues                       |
| June 5, 2015       | Epik High                                                                 | Epik High 2015 North American Tour                     | Dallas         | United States | South Side Music Hall                |
| June 7, 2015       | Epik High                                                                 | Epik High 2015 North American Tour                     | Atlanta        | United States | Center Stage Atlanta                 |
| June 12, 2015      | Epik High                                                                 | Epik High 2015 North American Tour                     | New York City  | United States | Best Buy Theater                     |
| June 13, 2015      | Epik High                                                                 | Epik High 2015 North American Tour                     | New York City  | United States | Best Buy Theater                     |
| June 14, 2015      | Epik High                                                                 | Epik High 2015 North American Tour                     | Toronto        | Canada        | The Music Hall (Toronto)             |
| July 4, 2015       | Boys Republic                                                             | The Royal Tour                                         | London         | England       | Academy                              |
| July 12, 2015      | Boys Republic                                                             | The Royal Tour                                         | Vienna         | Austria       | Szene                                |
| July 10, 2015      | BTS                                                                       | 2015 BTS Live Trilogy Episode II: The Red Bullet       | Sydney         | Australia     | Sydney Roundhouse                    |
| July 12, 2015      | BTS                                                                       | 2015 BTS Live Trilogy Episode II: The Red Bullet       | Melbourne      | Australia     | Melbourne at Plenary                 |
| July 16, 2015      | BTS                                                                       | 2015 BTS Live Trilogy Episode II: The Red Bullet       | New York City  | United States | Best Buy Theater                     |
| July 18, 2015      | BTS                                                                       | 2015 BTS Live Trilogy Episode II: The Red Bullet       | Grand Prairie  | United States | Verizon Theatre at Grand Prairie     |
| July 24, 2015      | BTS                                                                       | 2015 BTS Live Trilogy Episode II: The Red Bullet       | Rosemont       | United States | Rosemont Theatre                     |
| July 26, 2015      | BTS                                                                       | 2015 BTS Live Trilogy Episode II: The Red Bullet       | Los Angeles    | United States | Club Nokia                           |
| July 29, 2015      | BTS                                                                       | 2015 BTS Live Trilogy Episode II: The Red Bullet       | Mexico City    | Mexico        | Pabellon Oeste                       |
| July 31, 2015      | BTS                                                                       | 2015 BTS Live Trilogy Episode II: The Red Bullet       | São Paulo      | Brazil        | Espaço das Américas                  |
| August 2, 2015     | BTS                                                                       | 2015 BTS Live Trilogy Episode II: The Red Bullet       | Santiago       | Chile         | Movistar Arena                       |
| August 1, 2015     | Super Junior, SISTAR, GOT7, Monsta X & Roy Kim                            | KCON 2015                                              | Los Angeles    | United States | Trung tâm Staples                    |
| August 2, 2015     | AOA, Block B, Red Velvet, Shinhwa, Zion.T & Crush                         | KCON 2015                                              | Los Angeles    | United States | Trung tâm Staples                    |
| August 8, 2015     | Girls' Generation, AOA, VIXX & TEEN TOP                                   | KCON 2015                                              | Newark         | United States | Trung tâm Prudential                 |
| September 22, 2015 | BTS                                                                       | Highlight: A Night of Music and Fashion                | San Francisco  | United States | Nourse Theatre                       |
| September 24, 2015 | BTS                                                                       | Highlight: A Night of Music and Fashion                | Houston        | United States | House of Blues                       |
| September 26, 2015 | BTS                                                                       | Highlight: A Night of Music and Fashion                | Atlanta        | United States | Centre Stage                         |
| September 27, 2015 | BTS                                                                       | Highlight: A Night of Music and Fashion                | Toronto        | Canada        | Phoenix Concert Theatre              |
| September 25, 2015 | Illionaire                                                                | Illionaire Canada Tour 2015                            | Vancouver      | Canada        | Vogue Theatre                        |
| September 27, 2015 | Illionaire                                                                | Illionaire Canada Tour 2015                            | Toronto        | Canada        | Danforth Music Hall                  |
| October 2, 2015    | BIGBANG                                                                   | Made World Tour                                        | Las Vegas      | United States | Mandalay Bay Events Center           |
| October 3, 2015    | BIGBANG                                                                   | Made World Tour                                        | Los Angeles    | United States | Trung tâm Staples                    |
| October 4, 2015    | BIGBANG                                                                   | Made World Tour                                        | Anaheim        | United States | Honda Center                         |
| October 7, 2015    | BIGBANG                                                                   | Made World Tour                                        | Mexico City    | Mexico        | Mexico City Arena                    |
| October 10, 2015   | BIGBANG                                                                   | Made World Tour                                        | Newark         | United States | Trung tâm Prudential                 |
| October 11, 2015   | BIGBANG                                                                   | Made World Tour                                        | Newark         | United States | Trung tâm Prudential                 |
| October 13, 2015   | BIGBANG                                                                   | Made World Tour                                        | Toronto        | Canada        | Air Canada Centre                    |
| October 17, 2015   | BIGBANG                                                                   | Made World Tour                                        | Sydney         | Australia     | Allphones Arena                      |
| October 18, 2015   | BIGBANG                                                                   | Made World Tour                                        | Sydney         | Australia     | Allphones Arena                      |
| October 21, 2015   | BIGBANG                                                                   | Made World Tour                                        | Melbourne      | Australia     | Rod Laver Arena                      |
| October 17, 2015   | MBLAQ                                                                     | 50th Anniversary of Friendship South Korea – Venezuela | Caracas        | Venezuela     | Teatro Teresa Carreño                |
| October 31, 2015   | DJ Doc, Cool, R.ef, Jo Sung-mo, Clon, Jinusean, Kim Won-jun, Chuli & Miae | KPOP 90's Legends Super Concert US Tour                | New York City  | United States | The Theater at Madison Square Garden |
| November 11, 2015  | Block B                                                                   | 2015 Block B Blockbuster U.S. Tour                     | San Francisco  | United States | The Warfield                         |
| November 14, 2015  | Ailee                                                                     | Ailee The Show                                         | Rancho Mirage  | United States | Agua Caliente Resort                 |
| November 13, 2015  | Block B                                                                   | 2015 Block B Blockbuster U.S. Tour                     | Rosemont       | United States | Rosemont Theatre                     |
| November 19, 2015  | Block B                                                                   | 2015 Block B Blockbuster U.S. Tour                     | Los Angeles    | United States | Club Nokia                           |

## 2016
| Date              | Artist                                                       | Tour                            | City          | Country       | Venue                              |
| ----------------- | ------------------------------------------------------------ | ------------------------------- | ------------- | ------------- | ---------------------------------- |
| February 10, 2016 | EXO                                                          | EXO Planet ＃2 – The EXO'luXion | Grand Prairie | United States | Verizon Theatre at Grand Prairie   |
| February 12, 2016 | EXO                                                          | EXO Planet ＃2 – The EXO'luXion | Vancouver     | Canada        | Thunderbird Sports Centre          |
| February 14, 2016 | EXO                                                          | EXO Planet ＃2 – The EXO'luXion | Los Angeles   | United States | Los Angeles Memorial Sports Arena  |
| February 19, 2016 | EXO                                                          | EXO Planet ＃2 – The EXO'luXion | Rosemont      | United States | Rosemont Theatre                   |
| February 21, 2016 | EXO                                                          | EXO Planet ＃2 – The EXO'luXion | Newark        | United States | Trung tâm Prudential               |
| March 16, 2016    | Mamamoo, Zion.T, Dean, Love X Stereo, Haihm                  | K-Pop Night Out at SXSW         | Austin, Texas | United States | The Belmont                        |
| June 2, 2016      | Shinee, f(x), BTS, Block B, F.T. Island, I.O.I               | KCON 2016                       | Paris         | France        | AccorHotels Arena                  |
| June 3, 2016      | Ego Function Error, Guckkasten, Eluphant, Idiotape           | Midem's K-pop Night Out         | Cannes        | France        | Grand Salon at Carlton Hotel       |
| June 24, 2016     | SEVENTEEN, BTOB, Ailee, Crush, Dynamic Duo                   | KCON 2016                       | Newark        | United States | Trung tâm Prudential               |
| June 25, 2016     | BTS, Day6, Eric Nam, Mamamoo                                 | KCON 2016                       | Newark        | United States | Trung tâm Prudential               |
| July 1, 2016      | GOT7                                                         | "FLY" 1st World Tour            | Grand Prairie | United States | Verizon Theatre at Grand Prairie   |
| July 3, 2016      | GOT7                                                         | "FLY" 1st World Tour            | Rosemont      | United States | Rosemont Theatre                   |
| July 5, 2016      | GOT7                                                         | "FLY" 1st World Tour            | New York City | United States | PlayStation Theater                |
| July 6, 2016      | GOT7                                                         | "FLY" 1st World Tour            | New York City | United States | PlayStation Theater                |
| July 8, 2016      | GOT7                                                         | "FLY" 1st World Tour            | Atlanta       | United States | Cobb Energy Performing Arts Centre |
| July 10, 2016     | GOT7                                                         | "FLY" 1st World Tour            | Los Angeles   | United States | The Novo by Microsoft              |
| July 11, 2016     | GOT7                                                         | "FLY" 1st World Tour            | Los Angeles   | United States | The Novo by Microsoft              |
| July 30, 2016     | Amber, SHINee, Block B, Dean, GFriend, IOI                   | KCON 2016                       | Los Angeles   | United States | Trung tâm Staples                  |
| July 31, 2016     | Girls' Generation-TTS, BTS, Monsta X, Eric Nam, Twice, ASTRO | KCON 2016                       | Los Angeles   | United States | Trung tâm Staples                  |

## 2017
| Ngày                 | Nghệ sĩ     | Chuyến lưu diễn                                   | Thành phố          | Quốc gia    | Địa điểm                                         |
| -------------------- | ----------- | ------------------------------------------------- | ------------------ | ----------- | ------------------------------------------------ |
| 21 tháng 1 năm 2017  | Got7        | GOT7 Flight Log: Turbulence in USA 2017           | Miami              | Hoa Kỳ      | Fillmore Miami Beach                             |
| 22 tháng 1 năm 2017  | Got7        | GOT7 Flight Log: Turbulence in USA 2017           | Washington, D.C.   | Hoa Kỳ      | Echostage                                        |
| 25 tháng 1 năm 2017  | Got7        | GOT7 Flight Log: Turbulence in USA 2017           | Chicago            | Hoa Kỳ      | Nhà hát Rosemont                                 |
| 27 tháng 1 năm 2017  | Got7        | GOT7 Flight Log: Turbulence in USA 2017           | Houston            | Hoa Kỳ      | Trung tâm âm nhạc Revention                      |
| 29 tháng 1 năm 2017  | Got7        | GOT7 Flight Log: Turbulence in USA 2017           | Los Angeles        | Hoa Kỳ      | Trung tâm hội nghị và khán phòng Pasadena Civic  |
| 15 tháng 2 năm 2017  | B1A4        | B1A4 Four Nights in the U.S. 2017                 | Thành phố New York | Hoa Kỳ      | Stage 48                                         |
| 17 tháng 2 năm 2017  | B1A4        | B1A4 Four Nights in the U.S. 2017                 | Chicago            | Hoa Kỳ      | Trung tâm Copernicus                             |
| 19 tháng 2 năm 2017  | B1A4        | B1A4 Four Nights in the U.S. 2017                 | San Francisco      | Hoa Kỳ      | Nhà hát Warfield                                 |
| 20 tháng 2 năm 2017  | B1A4        | B1A4 Four Nights in the U.S. 2017                 | Los Angeles        | Hoa Kỳ      | The Novo LA Live                                 |
| 22 tháng 2 năm 2017  | Hyuna       | The Queen's Back                                  | Vancouver          | Canada      | Nhà hát The Molson Canadian                      |
| 24 tháng 2 năm 2017  | Hyuna       | The Queen's Back                                  | Toronto            | Canada      | Hội trường âm nhạc Danforth                      |
| 26 tháng 2 năm 2017  | Hyuna       | The Queen's Back                                  | Montréal           | Canada      | L' Olympia de Montréal                           |
| 1 tháng 3 năm 2017   | Hyuna       | The Queen's Back                                  | Chicago            | Hoa Kỳ      | Nhà hát The Vic                                  |
| 3 tháng 3 năm 2017   | Hyuna       | The Queen's Back                                  | Thành phố New York | Hoa Kỳ      | Hội trường The Town                              |
| 6 tháng 3 năm 2017   | Hyuna       | The Queen's Back                                  | Dallas             | Hoa Kỳ      | Nhà hát Granada                                  |
| 9 tháng 3 năm 2017   | Hyuna       | The Queen's Back                                  | San Francisco      | Hoa Kỳ      | Trung tâm Regency                                |
| 10 tháng 3 năm 2017  | Hyuna       | The Queen's Back                                  | Los Angeles        | Hoa Kỳ      | The Novo của Microsoft                           |
| 11 tháng 3 năm 2017  | BTS         | 2017 BTS Live Trilogy Episode III: The Wings Tour | Santiago           | Chile       | Movistar Arena                                   |
| 12 tháng 3 năm 2017  | BTS         | 2017 BTS Live Trilogy Episode III: The Wings Tour | Santiago           | Chile       | Movistar Arena                                   |
| 19 tháng 3 năm 2017  | BTS         | 2017 BTS Live Trilogy Episode III: The Wings Tour | São Paulo          | Brasil      | Hội trường Citibank                              |
| 20 tháng 3 năm 2017  | BTS         | 2017 BTS Live Trilogy Episode III: The Wings Tour | São Paulo          | Brasil      | Hội trường Citibank                              |
| 23 tháng 3 năm 2017  | BTS         | 2017 BTS Live Trilogy Episode III: The Wings Tour | Newark             | Hoa Kỳ      | Trung tâm Prudential                             |
| 24 tháng 3 năm 2017  | BTS         | 2017 BTS Live Trilogy Episode III: The Wings Tour | Newark             | Hoa Kỳ      | Trung tâm Prudential                             |
| 29 tháng 3 năm 2017  | BTS         | 2017 BTS Live Trilogy Episode III: The Wings Tour | Rosemont           | Hoa Kỳ      | Allstate Arena                                   |
| 1 tháng 4 năm 2017   | BTS         | 2017 BTS Live Trilogy Episode III: The Wings Tour | Anaheim            | Hoa Kỳ      | Trung tâm Honda                                  |
| 2 tháng 4 năm 2017   | BTS         | 2017 BTS Live Trilogy Episode III: The Wings Tour | Anaheim            | Hoa Kỳ      | Trung tâm Honda                                  |
| 26 tháng 5 năm 2017  | BTS         | 2017 BTS Live Trilogy Episode III: The Wings Tour | Sydney             | Úc          | Qudos Bank Arena                                 |
| 19 tháng 3 năm 2017  | Shinee      | Shinee World V                                    | Toronto            | Canada      | Trung tâm biểu diễn nghệ thuật Sony              |
| 21 tháng 3 năm 2017  | Shinee      | Shinee World V                                    | Vancouver          | Canada      | Orpheum                                          |
| 24 tháng 3 năm 2017  | Shinee      | Shinee World V                                    | Dallas             | Hoa Kỳ      | Nhà hát Verizon                                  |
| 26 tháng 3 năm 2017  | Shinee      | Shinee World V                                    | Los Angeles        | Hoa Kỳ      | Khán phòng Shrine                                |
| 5 tháng 4 năm 2017   | B.A.P       | B.A.P 2017 World Tour 'Party Baby'                | Atlanta            | Hoa Kỳ      | Trung tâm biểu diễn nghệ thuật Cobb Energy       |
| 8 tháng 4 năm 2017   | B.A.P       | B.A.P 2017 World Tour 'Party Baby'                | Thành phố New York | Hoa Kỳ      | Terminal 5                                       |
| 9 tháng 4 năm 2017   | B.A.P       | B.A.P 2017 World Tour 'Party Baby'                | Washington, D.C.   | Hoa Kỳ      | Nhà hát Warner                                   |
| 12 tháng 4 năm 2017  | B.A.P       | B.A.P 2017 World Tour 'Party Baby'                | Chicago            | Hoa Kỳ      | Nhà hát Rosemont                                 |
| 14 tháng 4 năm 2017  | B.A.P       | B.A.P 2017 World Tour 'Party Baby'                | Dallas             | Hoa Kỳ      | Nhà hát Majestic                                 |
| 16 tháng 4 năm 2017  | B.A.P       | B.A.P 2017 World Tour 'Party Baby'                | Los Angeles        | Hoa Kỳ      | The Novo LA Live                                 |
| 3 tháng 5 năm 2017   | B.A.P       | B.A.P 2017 World Tour 'Party Baby'                | Paris              | Pháp        | Zénith Paris                                     |
| 5 tháng 5 năm 2017   | B.A.P       | B.A.P 2017 World Tour 'Party Baby'                | Frankfurt am Main  | Đức         | Jahrhunderthalle                                 |
| 6 tháng 5 năm 2017   | B.A.P       | B.A.P 2017 World Tour 'Party Baby'                | Warszawa           | Ba Lan      | Progresja                                        |
| 7 tháng 5 năm 2017   | B.A.P       | B.A.P 2017 World Tour 'Party Baby'                | Budapest           | Hungary     | Barba Track                                      |
| 9 tháng 5 năm 2017   | B.A.P       | B.A.P 2017 World Tour 'Party Baby'                | Moskva             | Nga         | Yota Space                                       |
| 25 tháng 4 năm 2017  | EXO         | Exo Planet 3 – The Exo'rdium                      | Newark             | Hoa Kỳ      | Trung tâm Prudential                             |
| 27 tháng 4 năm 2017  | EXO         | Exo Planet 3 – The Exo'rdium                      | Thành phố México   | México      | Mexico City Arena                                |
| 28 tháng 4 năm 2017  | EXO         | Exo Planet 3 – The Exo'rdium                      | Inglewood          | Hoa Kỳ      | The Forum                                        |
| 23 tháng 6 năm 2017  | K.A.R.D     | WILD KARD 2017 The 1st Tour in Brazil             | Fortaleza          | Brasil      | Khách sạn Vila Gale Fortaleza                    |
| 25 tháng 6 năm 2017  | K.A.R.D     | WILD KARD 2017 The 1st Tour in Brazil             | Salvador           | Brasil      | Sheraton da Bahia- Khách sạn Salvador            |
| 27 tháng 6 năm 2017  | K.A.R.D     | WILD KARD 2017 The 1st Tour in Brazil             | Recife             | Brasil      | Khách sạn Manibu Recife                          |
| 29 tháng 6 năm 2017  | K.A.R.D     | WILD KARD 2017 The 1st Tour in Brazil             | Rio de Janeiro     | Brasil      | Trung tâm văn hóa Marista                        |
| 1 tháng 7 năm 2017   | K.A.R.D     | WILD KARD 2017 The 1st Tour in Brazil             | São Paulo          | Brasil      | Tropical Butantã                                 |
| 11 tháng 7 năm 2017  | G-Dragon    | Act III: M.O.T.T.E World Tour                     | Seattle            | Hoa Kỳ      | KeyArena                                         |
| 14 tháng 7 năm 2017  | G-Dragon    | Act III: M.O.T.T.E World Tour                     | San Jose           | Hoa Kỳ      | Trung tâm SAP                                    |
| 16 tháng 7 năm 2017  | G-Dragon    | Act III: M.O.T.T.E World Tour                     | Inglewood          | Hoa Kỳ      | The Forum                                        |
| 19 tháng 7 năm 2017  | G-Dragon    | Act III: M.O.T.T.E World Tour                     | Houston            | Hoa Kỳ      | Trung tâm Toyota                                 |
| 21 tháng 7 năm 2017  | G-Dragon    | Act III: M.O.T.T.E World Tour                     | Chicago            | Hoa Kỳ      | Trung tâm United                                 |
| 25 tháng 7 năm 2017  | G-Dragon    | Act III: M.O.T.T.E World Tour                     | Miami              | Hoa Kỳ      | American Airlines Arena                          |
| 27 tháng 7 năm 2017  | G-Dragon    | Act III: M.O.T.T.E World Tour                     | Brooklyn           | Hoa Kỳ      | Trung tâm Barclays                               |
| 30 tháng 7 năm 2017  | G-Dragon    | Act III: M.O.T.T.E World Tour                     | Toronto            | Canada      | Trung tâm Air Canada                             |
| 5 tháng 8 năm 2017   | G-Dragon    | Act III: M.O.T.T.E World Tour                     | Sydney             | Úc          | Qudos Bank Arena                                 |
| 8 tháng 8 năm 2017   | G-Dragon    | Act III: M.O.T.T.E World Tour                     | Brisbane           | Úc          | Trung tâm giải trí Brisbane                      |
| 12 tháng 8 năm 2017  | G-Dragon    | Act III: M.O.T.T.E World Tour                     | Melbourne          | Úc          | Hisense Arena                                    |
| 16 tháng 8 năm 2017  | G-Dragon    | Act III: M.O.T.T.E World Tour                     | Auckland           | New Zealand | Spark Arena                                      |
| 12 tháng 7 năm 2017  | Monsta X    | Beautiful World Tour                              | Chicago            | Hoa Kỳ      | Nhà hát Rosemont                                 |
| 14 tháng 7 năm 2017  | Monsta X    | Beautiful World Tour                              | Thành phố New York | Hoa Kỳ      | Nhà hát PlayStation                              |
| 16 tháng 7 năm 2017  | Monsta X    | Beautiful World Tour                              | Atlanta            | Hoa Kỳ      | Trung tâm biểu diễn nghệ thuật Cobb Energy       |
| 19 tháng 7 năm 2017  | Monsta X    | Beautiful World Tour                              | Dallas             | Hoa Kỳ      | Nhà hát Verizon                                  |
| 21 tháng 7 năm 2017  | Monsta X    | Beautiful World Tour                              | San Francisco      | Hoa Kỳ      | Nhà hát Warfield                                 |
| 23 tháng 7 năm 2017  | Monsta X    | Beautiful World Tour                              | Los Angeles        | Hoa Kỳ      | The Novo LA Live                                 |
| 9 tháng 8 năm 2017   | Monsta X    | Beautiful World Tour                              | Paris              | Pháp        | L'Olympia                                        |
| 11 tháng 8 năm 2017  | Monsta X    | Beautiful World Tour                              | Berlin             | Đức         | Tempodrom                                        |
| 13 tháng 8 năm 2017  | Monsta X    | Beautiful World Tour                              | Moskva             | Nga         | Stadium Live Club                                |
| 5 tháng 8 năm 2017   | 24K         | 24K ADDICTED TO'ONLY YOU' 2017 Fan Meeting Tour   | Barcelona          | Tây Ban Nha | Sala Apolo                                       |
| 7 tháng 8 năm 2017   | 24K         | 24K ADDICTED TO'ONLY YOU' 2017 Fan Meeting Tour   | Düsseldorf         | Đức         | Stahlwerk                                        |
| 9 tháng 8 năm 2017   | 24K         | 24K ADDICTED TO'ONLY YOU' 2017 Fan Meeting Tour   | Luân Đôn           | Anh         | KOKO                                             |
| 12 tháng 8 năm 2017  | 24K         | 24K ADDICTED TO'ONLY YOU' 2017 Fan Meeting Tour   | Warszawa           | Ba Lan      | Progresja                                        |
| 14 tháng 8 năm 2017  | 24K         | 24K ADDICTED TO'ONLY YOU' 2017 Fan Meeting Tour   | Budapest           | Hungary     | Durer Kert                                       |
| 18 tháng 8 năm 2017  | Seventeen   | 2017 SEVENTEEN 1st World Tour: DIAMOND EDGE       | Chicago            | Hoa Kỳ      | Nhà hát Rosemont                                 |
| 23 tháng 8 năm 2017  | Seventeen   | 2017 SEVENTEEN 1st World Tour: DIAMOND EDGE       | Dallas             | Hoa Kỳ      | Nhà hát Verizon tại Grand Prairie                |
| 25 tháng 8 năm 2017  | Seventeen   | 2017 SEVENTEEN 1st World Tour: DIAMOND EDGE       | Toronto            | Canada      | Hội trường Massey                                |
| 27 tháng 8 năm 2017  | Seventeen   | 2017 SEVENTEEN 1st World Tour: DIAMOND EDGE       | Thành phố New York | Hoa Kỳ      | Terminal 5                                       |
| 29 tháng 8 năm 2017  | Seventeen   | 2017 SEVENTEEN 1st World Tour: DIAMOND EDGE       | Santiago           | Chile       | Movistar Arena                                   |
| 30 tháng 8 năm 2017  | Taeyang     | Taeyang 2017 World Tour "WHITE NIGHT"             | Toronto            | Canada      | Trung tâm Quốc tế                                |
| 1 tháng 9 năm 2017   | Taeyang     | Taeyang 2017 World Tour "WHITE NIGHT"             | Thành phố New York | Hoa Kỳ      | The Theatre tại Madison Square Garden            |
| 3 tháng 9 năm 2017   | Taeyang     | Taeyang 2017 World Tour "WHITE NIGHT"             | Chicago            | Hoa Kỳ      | Phòng khiêu vũ Aragon                            |
| 6 tháng 9 năm 2017   | Taeyang     | Taeyang 2017 World Tour "WHITE NIGHT"             | Atlanta            | Hoa Kỳ      | Trung tâm biểu diễn nghệ thuật Cobb Energy       |
| 8 tháng 9 năm 2017   | Taeyang     | Taeyang 2017 World Tour "WHITE NIGHT"             | Dallas             | Hoa Kỳ      | The Bomb Factory                                 |
| 10 tháng 9 năm 2017  | Taeyang     | Taeyang 2017 World Tour "WHITE NIGHT"             | San Jose           | Hoa Kỳ      | City National Civic                              |
| 12 tháng 9 năm 2017  | Taeyang     | Taeyang 2017 World Tour "WHITE NIGHT"             | Los Angeles        | Hoa Kỳ      | The Wiltern                                      |
| 14 tháng 9 năm 2017  | Taeyang     | Taeyang 2017 World Tour "WHITE NIGHT"             | Vancouver          | Canada      | The Orpheum                                      |
| 15 tháng 9 năm 2017  | Taeyang     | Taeyang 2017 World Tour "WHITE NIGHT"             | Vancouver          | Canada      | The Orpheum                                      |
| 1 tháng 9 năm 2017   | K.A.R.D     | WILD KARD 2017 The 1st Tour in Europe             | Luân Đôn           | Anh         | ULU Live                                         |
| 3 tháng 9 năm 2017   | K.A.R.D     | WILD KARD 2017 The 1st Tour in Europe             | Lisboa             | Bồ Đào Nha  | SALA TIME OUT                                    |
| 5 tháng 9 năm 2017   | K.A.R.D     | WILD KARD 2017 The 1st Tour in Europe             | Madrid             | Tây Ban Nha | SALA BUT                                         |
| 8 tháng 9 năm 2017   | K.A.R.D     | WILD KARD 2017 The 1st Tour in Europe             | Milano             | Ý           | Magazzini Generali                               |
| 10 tháng 9 năm 2017  | K.A.R.D     | WILD KARD 2017 The 1st Tour in Europe             | Rotterdam          | Hà Lan      | Annabel                                          |
| 8 tháng 9 năm 2017   | Hyukoh      | HYUKOH 'tour' 2017 North America                  | Toronto            | Canada      | Nhà hát Opera                                    |
| 10 tháng 9 năm 2017  | Hyukoh      | HYUKOH 'tour' 2017 North America                  | Boston             | Hoa Kỳ      | Middle East                                      |
| 11 tháng 9 năm 2017  | Hyukoh      | HYUKOH 'tour' 2017 North America                  | Thành phố New York | Hoa Kỳ      | Irving Plaza                                     |
| 14 tháng 9 năm 2017  | Hyukoh      | HYUKOH 'tour' 2017 North America                  | Vancouver          | Canada      | Trường đua Hastings (Albatross Music Festival)   |
| 15 tháng 9 năm 2017  | Hyukoh      | HYUKOH 'tour' 2017 North America                  | San Francisco      | Hoa Kỳ      | Hội trường Social                                |
| 17 tháng 9 năm 2017  | Hyukoh      | HYUKOH 'tour' 2017 North America                  | Seattle            | Hoa Kỳ      | Nhà hát Columbia City                            |
| 19 tháng 9 năm 2017  | Hyukoh      | HYUKOH 'tour' 2017 North America                  | Los Angeles        | Hoa Kỳ      | The Mayan                                        |
| 23 tháng 9 năm 2017  | Hyukoh      | HYUKOH 'tour' 2017 North America                  | Arcadia            | Hoa Kỳ      | Santa Anita Park (Modern Sky Festival 2017 – LA) |
| 15 tháng 9 năm 2017  | K.A.R.D     | WILD KARD 2017 The 1st Tour in America Pt. 2      | Minneapolis        | Hoa Kỳ      | Nhà hát State                                    |
| 17 tháng 9 năm 2017  | K.A.R.D     | WILD KARD 2017 The 1st Tour in America Pt. 2      | Washington, D.C.   | Hoa Kỳ      | Nhà hát Warner                                   |
| 20 tháng 9 năm 2017  | K.A.R.D     | WILD KARD 2017 The 1st Tour in America Pt. 2      | Thành phố New York | Hoa Kỳ      | Nhà hát PlayStation                              |
| 22 tháng 9 năm 2017  | K.A.R.D     | WILD KARD 2017 The 1st Tour in America Pt. 2      | Miami              | Hoa Kỳ      | Trung tâm James L. Knight                        |
| 8 tháng 10 năm 2017  | K.A.R.D     | WILD KARD 2017 The 1st Tour in America Pt. 2      | San Francisco      | Hoa Kỳ      | The Warfield                                     |
| 23 tháng 9 năm 2017  | G-Dragon    | Act III: M.O.T.T.E World Tour                     | Birmingham         | Anh         | Genting Arena                                    |
| 24 tháng 9 năm 2017  | G-Dragon    | Act III: M.O.T.T.E World Tour                     | Luân Đôn           | Anh         | The SSE Arena, Wembley                           |
| 26 tháng 9 năm 2017  | G-Dragon    | Act III: M.O.T.T.E World Tour                     | Amsterdam          | Hà Lan      | Ziggo Dome                                       |
| 28 tháng 9 năm 2017  | G-Dragon    | Act III: M.O.T.T.E World Tour                     | Paris              | Pháp        | AccorHotels Arena                                |
| 30 tháng 9 năm 2017  | G-Dragon    | Act III: M.O.T.T.E World Tour                     | Berlin             | Đức         | Mercedes-Benz Arena                              |
| 20 tháng 10 năm 2017 | F.T. Island | F.T. ISLAND [X] IN EUROPE TOUR (2017)             | Moskva             | Nga         | Glavclub                                         |
| 22 tháng 10 năm 2017 | F.T. Island | F.T. ISLAND [X] IN EUROPE TOUR (2017)             | Budapest           | Hungary     | Barba Negra Music Club                           |
| 24 tháng 10 năm 2017 | F.T. Island | F.T. ISLAND [X] IN EUROPE TOUR (2017)             | Warszawa           | Ba Lan      | Palladium                                        |
| 26 tháng 10 năm 2017 | F.T. Island | F.T. ISLAND [X] IN EUROPE TOUR (2017)             | Amsterdam          | Hà Lan      | The Box                                          |
| 27 tháng 10 năm 2017 | F.T. Island | F.T. ISLAND [X] IN EUROPE TOUR (2017)             | Paris              | Pháp        | Élysée Montmartre                                |
| 29 tháng 10 năm 2017 | F.T. Island | F.T. ISLAND [X] IN EUROPE TOUR (2017)             | Istanbul           | Thổ Nhĩ Kỳ  | Volkswagen Arena Istanbul                        |
| 20 tháng 10 năm 2017 | Day6        | DAY6 Live & Meet in North America 2017            | Los Angeles        | Hoa Kỳ      | Nhà hát La Mirada                                |
| 22 tháng 10 năm 2017 | Day6        | DAY6 Live & Meet in North America 2017            | Austin             | Hoa Kỳ      | Emo's Austin                                     |
| 24 tháng 10 năm 2017 | Day6        | DAY6 Live & Meet in North America 2017            | Thành phố New York | Hoa Kỳ      | Hội trường Town                                  |
| 27 tháng 10 năm 2017 | Day6        | DAY6 Live & Meet in North America 2017            | Detroit            | Hoa Kỳ      | Trung tâm Music Hall                             |
| 29 tháng 10 năm 2017 | Day6        | DAY6 Live & Meet in North America 2017            | Toronto            | Canada      | Nhà hát John Bassett                             |
| 15 tháng 11 năm 2017 | SF9         | 2017 SF9 BE MY FANTASY IN USA                     | Dallas             | Hoa Kỳ      | The Bomb Factory                                 |
| 17 tháng 11 năm 2017 | SF9         | 2017 SF9 BE MY FANTASY IN USA                     | Seattle            | Hoa Kỳ      | Showbox SoDo                                     |
| 19 tháng 11 năm 2017 | SF9         | 2017 SF9 BE MY FANTASY IN USA                     | Boston             | Hoa Kỳ      | The Wilbur                                       |

## 2018
| Date               | Artist                                                                               | Tour                                                     | City               | Country        | Venue                                        |
| ------------------ | ------------------------------------------------------------------------------------ | -------------------------------------------------------- | ------------------ | -------------- | -------------------------------------------- |
| February 2, 2018   | ASTRO                                                                                | 2018 ASTRO Global Fan Meeting – USA                      | San Francisco      | United States  | The Regency Ballroom                         |
| February 4, 2018   | ASTRO                                                                                | 2018 ASTRO Global Fan Meeting – USA                      | Los Angeles        | United States  | The Novo                                     |
| February 7, 2018   | ASTRO                                                                                | 2018 ASTRO Global Fan Meeting – USA                      | Washington, D.C.   | United States  | Lincoln Theatre                              |
| February 9, 2018   | ASTRO                                                                                | 2018 ASTRO Global Fan Meeting – USA                      | New York City      | United States  | The Town Hall                                |
| February 14, 2018  | Dreamcatcher                                                                         | Dreamcatcher 1st World Tour – Fly High in Europe         | London             | United Kingdom | ULU Live                                     |
| February 16, 2018  | Dreamcatcher                                                                         | Dreamcatcher 1st World Tour – Fly High in Europe         | Lisbon             | Portugal       | Lisboa ao Vivo                               |
| February 18, 2018  | Dreamcatcher                                                                         | Dreamcatcher 1st World Tour – Fly High in Europe         | Madrid             | Spain          | Sala Riviera                                 |
| February 21, 2018  | Dreamcatcher                                                                         | Dreamcatcher 1st World Tour – Fly High in Europe         | Amsterdam          | Netherlands    | Melkweg                                      |
| February 22, 2018  | Dreamcatcher                                                                         | Dreamcatcher 1st World Tour – Fly High in Europe         | Berlin             | Germany        | Columbia Theater                             |
| February 23, 2018  | Dreamcatcher                                                                         | Dreamcatcher 1st World Tour – Fly High in Europe         | Warsaw             | Poland         | Palladium                                    |
| February 25, 2018  | Dreamcatcher                                                                         | Dreamcatcher 1st World Tour – Fly High in Europe         | Paris              | France         | Le Trianon                                   |
| February 19, 2018  | 24K                                                                                  | 24K 'Still With 24U' 2018 World Tour in US               | Dallas             | United States  | Granada Theater                              |
| February 21, 2018  | 24K                                                                                  | 24K 'Still With 24U' 2018 World Tour in US               | Chicago            | United States  | The Royal George Theatre                     |
| February 22, 2018  | 24K                                                                                  | 24K 'Still With 24U' 2018 World Tour in US               | Atlanta            | United States  | Buckhead Theatre                             |
| February 24, 2018  | 24K                                                                                  | 24K 'Still With 24U' 2018 World Tour in US               | San Juan           | United States  | Teatro Francisco Arrivi                      |
| February 25, 2018  | 24K                                                                                  | 24K 'Still With 24U' 2018 World Tour in US               | Brooklyn           | United States  | Music Hall of Williamsburg                   |
| March 1, 2018      | HALO                                                                                 | HALO European Tour 2018 "Here I Am"                      | Lisbon             | Portugal       | LAV – Lisboa ao Vivo                         |
| March 3, 2018      | HALO                                                                                 | HALO European Tour 2018 "Here I Am"                      | Bucharest          | Romania        | Palatul National al Copiilor (Kompas Events) |
| March 4, 2018      | HALO                                                                                 | HALO European Tour 2018 "Here I Am"                      | Helsinki           | Finland        | Gloria                                       |
| March 6, 2018      | HALO                                                                                 | HALO European Tour 2018 "Here I Am"                      | Paris              | France         | Le Trabendo                                  |
| March 8, 2018      | HALO                                                                                 | HALO European Tour 2018 "Here I Am"                      | Cologne            | Germany        | Die Kantine                                  |
| March 10, 2018     | HALO                                                                                 | HALO European Tour 2018 "Here I Am"                      | Warsaw             | Poland         | Progresja                                    |
| March 11, 2018     | HALO                                                                                 | HALO European Tour 2018 "Here I Am"                      | London             | United Kingdom | The Venue                                    |
| March 13, 2018     | HALO                                                                                 | HALO European Tour 2018 "Here I Am"                      | Sofia              | Bulgaria       | Universiada Hall                             |
| March 16, 2018     | Crush, Lee Hi, K.A.R.D, DPR Live, CIFIKA, Junoflo & Say Sue Me                       | Korea Spotlight                                          | Austin, Texas      | United States  | The Belmont                                  |
| March 16, 2018     | Zion.T                                                                               | ZION.T Live in US & CANADA 2018                          | New York City      | United States  | PlayStation Theater                          |
| March 18, 2018     | Zion.T                                                                               | ZION.T Live in US & CANADA 2018                          | Toronto            | Canada         | Queen Elizabeth Theatre                      |
| March 21, 2018     | Zion.T                                                                               | ZION.T Live in US & CANADA 2018                          | Dallas             | United States  | Granada Theater                              |
| March 23, 2018     | Zion.T                                                                               | ZION.T Live in US & CANADA 2018                          | San Jose           | United States  | California Theatre                           |
| March 25, 2018     | Zion.T                                                                               | ZION.T Live in US & CANADA 2018                          | Los Angeles        | United States  | The Novo                                     |
| March 28, 2018     | Zion.T                                                                               | ZION.T Live in US & CANADA 2018                          | Vancouver          | Canada         | Hard Rock Casino Theatre                     |
| March 23, 2018     | Taemin, Twice, Wanna One, VIXX, B.A.P & SF9                                          | Music Bank World Tour                                    | Santiago           | Chile          | Movistar Arena                               |
| April 1, 2018      | Jay Park                                                                             | Jay Park Live in Hawaii <Above Ordinary Hawaii>          | Honolulu           | United States  | Blaisdell Concert Hall                       |
| April 5, 2018      | Mad Clown & San E                                                                    | Mad Clown & San E: 2018 US Tour 'We Want You'            | Duluth             | United States  | lbiza                                        |
| April 6, 2018      | Mad Clown & San E                                                                    | Mad Clown & San E: 2018 US Tour 'We Want You'            | New York City      | United States  | Highline Ballroom                            |
| April 7, 2018      | Mad Clown & San E                                                                    | Mad Clown & San E: 2018 US Tour 'We Want You'            | Washington, D.C.   | United States  | Howard Theatre                               |
| April 8, 2018      | Mad Clown & San E                                                                    | Mad Clown & San E: 2018 US Tour 'We Want You'            | Cleveland          | United States  | Grog Shop                                    |
| April 10, 2018     | Mad Clown & San E                                                                    | Mad Clown & San E: 2018 US Tour 'We Want You'            | Pittsburgh         | United States  | August Wilson Center                         |
| April 11, 2018     | Mad Clown & San E                                                                    | Mad Clown & San E: 2018 US Tour 'We Want You'            | Tallahassee        | United States  | Club Downunder                               |
| April 12, 2018     | Mad Clown & San E                                                                    | Mad Clown & San E: 2018 US Tour 'We Want You'            | Tampa              | United States  | The Orpheum                                  |
| April 13, 2018     | Mad Clown & San E                                                                    | Mad Clown & San E: 2018 US Tour 'We Want You'            | Oxford             | United States  | Miami Univ Hall Auditorium                   |
| April 15, 2018     | Mad Clown & San E                                                                    | Mad Clown & San E: 2018 US Tour 'We Want You'            | Cambridge          | United States  | Middle East                                  |
| April 19, 2018     | Mad Clown & San E                                                                    | Mad Clown & San E: 2018 US Tour 'We Want You'            | Seattle            | United States  | The Crocodile                                |
| April 20, 2018     | Mad Clown & San E                                                                    | Mad Clown & San E: 2018 US Tour 'We Want You'            | Los Angeles        | United States  | Union                                        |
| April 21, 2018     | Mad Clown & San E                                                                    | Mad Clown & San E: 2018 US Tour 'We Want You'            | Oakland            | United States  | Complex Oakland                              |
| April 25, 2018     | Mad Clown & San E                                                                    | Mad Clown & San E: 2018 US Tour 'We Want You'            | San Antonio        | United States  | Jack Rabbit                                  |
| April 26, 2018     | Mad Clown & San E                                                                    | Mad Clown & San E: 2018 US Tour 'We Want You'            | Dallas             | United States  | Trees                                        |
| April 27, 2018     | Mad Clown & San E                                                                    | Mad Clown & San E: 2018 US Tour 'We Want You'            | Champaign          | United States  | City Center                                  |
| April 29, 2018     | Mad Clown & San E                                                                    | Mad Clown & San E: 2018 US Tour 'We Want You'            | Chicago            | United States  | Park West                                    |
| May 1, 2018        | Mad Clown & San E                                                                    | Mad Clown & San E: 2018 US Tour 'We Want You'            | Durham             | United States  | Motorco                                      |
| April 18, 2018     | TEEN TOP                                                                             | TEEN TOP 2018 Europe Tour                                | Moscow             | Russia         | Arbat Hall                                   |
| April 20, 2018     | TEEN TOP                                                                             | TEEN TOP 2018 Europe Tour                                | Berlin             | Germany        | SO36                                         |
| April 21, 2018     | TEEN TOP                                                                             | TEEN TOP 2018 Europe Tour                                | Paris              | France         | YOYO Palais de Tokyo                         |
| April 22, 2018     | TEEN TOP                                                                             | TEEN TOP 2018 Europe Tour                                | Helsinki           | Finland        | Nosturi                                      |
| April 20, 2018     | Super Junior                                                                         | Super Show 7                                             | Buenos Aires       | Argentina      | Luna Park                                    |
| April 22, 2018     | Super Junior                                                                         | Super Show 7                                             | Lima               | Peru           | Jockey Club del Perú                         |
| April 24, 2018     | Super Junior                                                                         | Super Show 7                                             | Santiago           | Chile          | Movistar Arena                               |
| April 27, 2018     | Super Junior                                                                         | Super Show 7                                             | Mexico City        | Mexico         | Mexico City Arena                            |
| April 29, 2018     | Red Velvet                                                                           | Red Velvet Fanmeet In Chicago                            | Chicago            | United States  | Rosemont Theatre                             |
| May 19, 2018       | The Rose                                                                             | THE ROSE 2018 Paint It Rose World Tour                   | New York City      | United States  | Irving Plaza                                 |
| May 20, 2018       | The Rose                                                                             | THE ROSE 2018 Paint It Rose World Tour                   | Boston             | United States  | The Sinclair                                 |
| May 23, 2018       | The Rose                                                                             | THE ROSE 2018 Paint It Rose World Tour                   | Chicago            | United States  | Park West                                    |
| May 25, 2018       | The Rose                                                                             | THE ROSE 2018 Paint It Rose World Tour                   | Atlanta            | United States  | Center Stage                                 |
| May 27, 2018       | The Rose                                                                             | THE ROSE 2018 Paint It Rose World Tour                   | Seattle            | United States  | The Showbox                                  |
| May 30, 2018       | The Rose                                                                             | THE ROSE 2018 Paint It Rose World Tour                   | San Francisco      | United States  | The Social Hall SF                           |
| June 1, 2018       | The Rose                                                                             | THE ROSE 2018 Paint It Rose World Tour                   | Los Angeles        | United States  | The Fonda Theatre                            |
| June 8, 2018       | The Rose                                                                             | THE ROSE 2018 Paint It Rose World Tour                   | Monterrey          | Mexico         | Escena                                       |
| June 10, 2018      | The Rose                                                                             | THE ROSE 2018 Paint It Rose World Tour                   | Mexico City        | Mexico         | Auditorio Blackberry                         |
| June 13, 2018      | The Rose                                                                             | THE ROSE 2018 Paint It Rose World Tour                   | São Paulo          | Brazil         | Espaco Eventos Hakka                         |
| June 15, 2018      | The Rose                                                                             | THE ROSE 2018 Paint It Rose World Tour                   | Rio de Janeiro     | Brazil         | Teatro Odisseia                              |
| June 5, 2018       | Eric Nam                                                                             | Eric Nam Honestly- 2018 North American Tour              | Los Angeles        | United States  | The Fonda Theatre                            |
| June 6, 2018       | Eric Nam                                                                             | Eric Nam Honestly- 2018 North American Tour              | San Francisco      | United States  | August Hall                                  |
| June 9, 2018       | Eric Nam                                                                             | Eric Nam Honestly- 2018 North American Tour              | Vancouver          | Canada         | The Rio Theatre                              |
| June 10, 2018      | Eric Nam                                                                             | Eric Nam Honestly- 2018 North American Tour              | Seattle            | United States  | Neumos                                       |
| June 13, 2018      | Eric Nam                                                                             | Eric Nam Honestly- 2018 North American Tour              | Minneapolis        | United States  | Cedar Cultural Center                        |
| June 14, 2018      | Eric Nam                                                                             | Eric Nam Honestly- 2018 North American Tour              | Chicago            | United States  | Thalia Hall                                  |
| June 16, 2018      | Eric Nam                                                                             | Eric Nam Honestly- 2018 North American Tour              | Toronto            | Canada         | Phoenix Concert Theatre                      |
| June 18, 2018      | Eric Nam                                                                             | Eric Nam Honestly- 2018 North American Tour              | Boston             | United States  | Brighton Music Hall                          |
| June 19, 2018      | Eric Nam                                                                             | Eric Nam Honestly- 2018 North American Tour              | New York City      | United States  | Irving Plaza                                 |
| June 21, 2018      | Eric Nam                                                                             | Eric Nam Honestly- 2018 North American Tour              | New York City      | United States  | Irving Plaza                                 |
| June 22, 2018      | Eric Nam                                                                             | Eric Nam Honestly- 2018 North American Tour              | Philadelphia       | United States  | The Foundry                                  |
| June 23, 2018      | Eric Nam                                                                             | Eric Nam Honestly- 2018 North American Tour              | Washington         | United States  | U Street Music Hall                          |
| June 26, 2018      | Eric Nam                                                                             | Eric Nam Honestly- 2018 North American Tour              | Atlanta            | United States  | Buckhead Theatre                             |
| June 28, 2018      | Eric Nam                                                                             | Eric Nam Honestly- 2018 North American Tour              | Dallas             | United States  | Trees                                        |
| June 29, 2018      | Eric Nam                                                                             | Eric Nam Honestly- 2018 North American Tour              | Houston            | United States  | House of Blues Houston                       |
| June 6, 2018       | GOT7                                                                                 | Eyes On You Tour                                         | Moscow             | Russia         | Adrenaline Stadium                           |
| June 8, 2018       | GOT7                                                                                 | Eyes On You Tour                                         | Berlin             | Germany        | Velodrom                                     |
| June 10, 2018      | GOT7                                                                                 | Eyes On You Tour                                         | Paris              | France         | Zénith Paris                                 |
| July 3, 2018       | GOT7                                                                                 | Eyes On You Tour                                         | Toronto            | Canada         | Air Canada Centre                            |
| July 6, 2018       | GOT7                                                                                 | Eyes On You Tour                                         | Los Angeles        | United States  | The Forum                                    |
| July 8, 2018       | GOT7                                                                                 | Eyes On You Tour                                         | Houston            | United States  | NRG Arena                                    |
| July 11, 2018      | GOT7                                                                                 | Eyes On You Tour                                         | New York City      | United States  | Barclays Center                              |
| July 13, 2018      | GOT7                                                                                 | Eyes On You Tour                                         | Mexico City        | Mexico         | Palacio de los Deportes                      |
| July 15, 2018      | GOT7                                                                                 | Eyes On You Tour                                         | Buenos Aires       | Argentina      | DirecTV Arena                                |
| July 17, 2018      | GOT7                                                                                 | Eyes On You Tour                                         | Santiago           | Chile          | Movistar Arena                               |
| June 15, 2018      | UP10TION                                                                             | UP10TION 1st US Meet & Live Tour "Candyland"             | Seattle            | United States  | Moore Theatre                                |
| June 17, 2018      | UP10TION                                                                             | UP10TION 1st US Meet & Live Tour "Candyland"             | Chicago            | United States  | Copernicus Center                            |
| June 19, 2018      | UP10TION                                                                             | UP10TION 1st US Meet & Live Tour "Candyland"             | Dallas             | United States  | Granada Theater                              |
| June 21, 2018      | UP10TION                                                                             | UP10TION 1st US Meet & Live Tour "Candyland"             | Atlanta            | United States  | Center Stage- The Loft- Vinyl                |
| June 23, 2018      | UP10TION                                                                             | UP10TION 1st US Meet & Live Tour "Candyland"             | Cayey, Puerto Rico | United States  | Teatro Municipal De Cayey                    |
| June 25, 2018      | UP10TION                                                                             | UP10TION 1st US Meet & Live Tour "Candyland"             | Jersey City        | United States  | White Eagle Hall                             |
| June 27, 2018      | UP10TION                                                                             | UP10TION 1st US Meet & Live Tour "Candyland"             | Los Angeles        | United States  | The Mayan                                    |
| June 29, 2018      | UP10TION                                                                             | UP10TION 1st US Meet & Live Tour "Candyland"             | San Jose           | United States  | Montgomery Theater                           |
| June 17, 2018      | Monsta X                                                                             | The Connect World Tour                                   | London             | United Kingdom | Eventim Apollo                               |
| June 20, 2018      | Monsta X                                                                             | The Connect World Tour                                   | Amsterdam          | Netherlands    | AFAS Live                                    |
| June 23, 2018      | Monsta X                                                                             | The Connect World Tour                                   | Madrid             | Spain          | Palacio Vistalegre                           |
| July 20, 2018      | Monsta X                                                                             | The Connect World Tour                                   | Chicago            | United States  | Rosemont Theatre                             |
| July 22, 2018      | Monsta X                                                                             | The Connect World Tour                                   | Newark             | United States  | New Jersey Performing Arts Center            |
| July 25, 2018      | Monsta X                                                                             | The Connect World Tour                                   | Atlanta            | United States  | Cobb Energy Performing Arts Centre           |
| July 27, 2018      | Monsta X                                                                             | The Connect World Tour                                   | Dallas             | United States  | Verizon Theater                              |
| July 29, 2018      | Monsta X                                                                             | The Connect World Tour                                   | Houston            | United States  | Smart Financial Centre                       |
| August 1, 2018     | Monsta X                                                                             | The Connect World Tour                                   | San Francisco      | United States  | Warfield Theatre                             |
| August 3, 2018     | Monsta X                                                                             | The Connect World Tour                                   | Los Angeles        | United States  | Microsoft Theater                            |
| June 21, 2018      | Wanna One                                                                            | Wanna One World Tour – One: The World                    | San Jose           | United States  | Event Center Arena                           |
| June 26, 2018      | Wanna One                                                                            | Wanna One World Tour – One: The World                    | Dallas             | United States  | Verizon Theatre at Grand Prairie             |
| June 29, 2018      | Wanna One                                                                            | Wanna One World Tour – One: The World                    | Chicago            | United States  | Rosemont Theatre                             |
| July 2, 2018       | Wanna One                                                                            | Wanna One World Tour – One: The World                    | Atlanta            | United States  | Cobb Energy Performing Arts Centre           |
| August 17, 2018    | Wanna One                                                                            | Wanna One World Tour – One: The World                    | Melbourne          | Australia      | Hisense Arena                                |
| June 23, 2018      | Super Junior, Heize, Red Velvet, PENTAGON & Stray Kids                               | KCON 2018 NY                                             | Newark             | United States  | Trung tâm Prudential                         |
| June 24, 2018      | Wanna One, EXID, NCT 127, Golden Child & fromis 9                                    | KCON 2018 NY                                             | Newark             | United States  | Trung tâm Prudential                         |
| July 27, 2018      | Dreamcatcher                                                                         | Dreamcatcher Welcome to the Dream World in Latín America | Buenos Aires       | Argentina      | El Teatro de Flores                          |
| July 29, 2018      | Dreamcatcher                                                                         | Dreamcatcher Welcome to the Dream World in Latín America | Santiago           | Chile          | Club Chocolate                               |
| August 1, 2018     | Dreamcatcher                                                                         | Dreamcatcher Welcome to the Dream World in Latín America | Lima               | Peru           | Marcana                                      |
| August 3, 2018     | Dreamcatcher                                                                         | Dreamcatcher Welcome to the Dream World in Latín America | Bogotá             | Colombia       | Teatro ECCI El Dorado                        |
| August 5, 2018     | Dreamcatcher                                                                         | Dreamcatcher Welcome to the Dream World in Latín America | Panama City        | Panama         | Teatro La Huaca                              |
| August 3, 2018     | 24K                                                                                  | 24K 'Still With 24U' 2018 World Tour                     | Lisbon             | Portugal       | LAV – Lisboa ao Vivo                         |
| August 5, 2018     | 24K                                                                                  | 24K 'Still With 24U' 2018 World Tour                     | Berlin             | Germany        | Columbia Theater                             |
| August 7, 2018     | 24K                                                                                  | 24K 'Still With 24U' 2018 World Tour                     | Paris              | France         | Le Trabendo                                  |
| August 9, 2018     | 24K                                                                                  | 24K 'Still With 24U' 2018 World Tour                     | Prague             | Czech Republic | Retro                                        |
| August 11, 2018    | 24K                                                                                  | 24K 'Still With 24U' 2018 World Tour                     | Warsaw             | Poland         | Progresja                                    |
| August 13, 2018    | 24K                                                                                  | 24K 'Still With 24U' 2018 World Tour                     | Essen              | Germany        | Weststadthalle                               |
| August 15, 2018    | 24K                                                                                  | 24K 'Still With 24U' 2018 World Tour                     | Helsinki           | Finland        | Gloria                                       |
| August 24, 2018    | 24K                                                                                  | 24K 'Still With 24U' 2018 World Tour                     | Fortaleza          | Brazil         | Riomar Kennedy                               |
| August 26, 2018    | 24K                                                                                  | 24K 'Still With 24U' 2018 World Tour                     | Rio de Janeiro     | Brazil         | Tijuca Tenis Club                            |
| August 29, 2018    | 24K                                                                                  | 24K 'Still With 24U' 2018 World Tour                     | São Paulo          | Brazil         | Estação Marques                              |
| August 31, 2018    | 24K                                                                                  | 24K 'Still With 24U' 2018 World Tour                     | Santiago           | Chile          | Teatro Coliseo                               |
| September 9, 2018  | 24K                                                                                  | 24K 'Still With 24U' 2018 World Tour                     | Mexico City        | Mexico         | El Plaza Condesa                             |
| August 10, 2018    | DAY6                                                                                 | DAY6 1st World Tour "Youth" 2018                         | Melbourne          | Australia      | Palais Theatre                               |
| August 12, 2018    | DAY6                                                                                 | DAY6 1st World Tour "Youth" 2018                         | Sydney             | Australia      | Enmore Theatre                               |
| August 11, 2018    | Wanna One, Twice, Ailee, Dynamic Duo, Crush, Davichi, Momoland, Golden Child & IN2IT | KCON 2018 LA                                             | Los Angeles        | United States  | Trung tâm Staples                            |
| August 12, 2018    | SEVENTEEN, Chungha, NU'EST W, PENTAGON, fromis 9, Roy Kim, Dreamcatcher & IMFACT     | KCON 2018 LA                                             | Los Angeles        | United States  | Trung tâm Staples                            |
| August 17, 2018    | VAV                                                                                  | VAV Meet & Live Tour In U.S. 2018                        | Jersey City        | United States  | White Eagle Hall                             |
| August 19, 2018    | VAV                                                                                  | VAV Meet & Live Tour In U.S. 2018                        | Atlanta            | United States  | Buckhead Theatre                             |
| August 23, 2018    | VAV                                                                                  | VAV Meet & Live Tour In U.S. 2018                        | Chicago            | United States  | Copernicus Center                            |
| August 21, 2018    | VAV                                                                                  | VAV Meet & Live Tour In U.S. 2018                        | Dallas             | United States  | Granada Theater                              |
| September 5, 2018  | BTS                                                                                  | BTS World Tour: Love Yourself                            | Los Angeles        | United States  | Trung tâm Staples                            |
| September 6, 2018  | BTS                                                                                  | BTS World Tour: Love Yourself                            | Los Angeles        | United States  | Trung tâm Staples                            |
| September 8, 2018  | BTS                                                                                  | BTS World Tour: Love Yourself                            | Los Angeles        | United States  | Trung tâm Staples                            |
| September 9, 2018  | BTS                                                                                  | BTS World Tour: Love Yourself                            | Los Angeles        | United States  | Trung tâm Staples                            |
| September 12, 2018 | BTS                                                                                  | BTS World Tour: Love Yourself                            | Oakland            | United States  | Oracle Arena                                 |
| September 15, 2018 | BTS                                                                                  | BTS World Tour: Love Yourself                            | Fort Worth         | United States  | Fort Worth Convention Center                 |
| September 16, 2018 | BTS                                                                                  | BTS World Tour: Love Yourself                            | Fort Worth         | United States  | Fort Worth Convention Center                 |
| September 20, 2018 | BTS                                                                                  | BTS World Tour: Love Yourself                            | Hamilton           | Canada         | Trung tâm FirstOntario                       |
| September 22, 2018 | BTS                                                                                  | BTS World Tour: Love Yourself                            | Hamilton           | Canada         | Trung tâm FirstOntario                       |
| September 23, 2018 | BTS                                                                                  | BTS World Tour: Love Yourself                            | Hamilton           | Canada         | Trung tâm FirstOntario                       |
| September 28, 2018 | BTS                                                                                  | BTS World Tour: Love Yourself                            | Newark             | United States  | Trung tâm Prudential                         |
| September 29, 2018 | BTS                                                                                  | BTS World Tour: Love Yourself                            | Newark             | United States  | Trung tâm Prudential                         |
| October 2, 2018    | BTS                                                                                  | BTS World Tour: Love Yourself                            | Chicago            | United States  | Trung tâm United                             |
| October 3, 2018    | BTS                                                                                  | BTS World Tour: Love Yourself                            | Chicago            | United States  | Trung tâm United                             |
| October 6, 2018    | BTS                                                                                  | BTS World Tour: Love Yourself                            | New York City      | United States  | Citi Field                                   |
| October 9, 2018    | BTS                                                                                  | BTS World Tour: Love Yourself                            | London             | United Kingdom | The O2 Arena                                 |
| October 10, 2018   | BTS                                                                                  | BTS World Tour: Love Yourself                            | London             | United Kingdom | The O2 Arena                                 |
| October 13, 2018   | BTS                                                                                  | BTS World Tour: Love Yourself                            | Amsterdam          | Netherlands    | Ziggo Dome                                   |
| October 16, 2018   | BTS                                                                                  | BTS World Tour: Love Yourself                            | Berlin             | Germany        | Mercedes-Benz Arena                          |
| October 17, 2018   | BTS                                                                                  | BTS World Tour: Love Yourself                            | Berlin             | Germany        | Mercedes-Benz Arena                          |
| October 19, 2018   | BTS                                                                                  | BTS World Tour: Love Yourself                            | Paris              | France         | AccorHotels Arena                            |
| October 20, 2018   | BTS                                                                                  | BTS World Tour: Love Yourself                            | Paris              | France         | AccorHotels Arena                            |
| September 8, 2018  | KARD                                                                                 | 2018 WILD KARD TOUR In Latin America                     | Mexico City        | Mexico         | Auditorio Blackberry                         |
| September 11, 2018 | KARD                                                                                 | 2018 WILD KARD TOUR In Latin America                     | Bogotá             | Colombia       | Royal Center                                 |
| September 13, 2018 | KARD                                                                                 | 2018 WILD KARD TOUR In Latin America                     | Santiago           | Chile          | Teatro Coliseo                               |
| September 15, 2018 | KARD                                                                                 | 2018 WILD KARD TOUR In Latin America                     | Buenos Aires       | Argentina      | El Teatro de Flores                          |
| September 21, 2018 | KARD                                                                                 | 2018 WILD KARD TOUR In Latin America                     | Rio de Janeiro     | Brazil         | Vivo Rio                                     |
| September 30, 2018 | KARD                                                                                 | 2018 WILD KARD TOUR In Latin America                     | São Paulo          | Brazil         | Espaco Das Americas                          |
| September 11, 2018 | VICTON                                                                               | VICTON First Europe Tour 2018                            | Moscow             | Russia         | Mockba Hall                                  |
| September 13, 2018 | VICTON                                                                               | VICTON First Europe Tour 2018                            | London             | United Kingdom | 229 The Venue                                |
| September 15, 2018 | VICTON                                                                               | VICTON First Europe Tour 2018                            | Madrid             | Spain          | Gotham The Club                              |
| September 16, 2018 | VICTON                                                                               | VICTON First Europe Tour 2018                            | Milan              | Italy          | Magazzini Generali                           |
| September 18, 2018 | VICTON                                                                               | VICTON First Europe Tour 2018                            | Paris              | France         | Flow Paris                                   |
| September 20, 2018 | VICTON                                                                               | VICTON First Europe Tour 2018                            | Vienna             | Austria        | Reigen Live                                  |
| September 22, 2018 | VICTON                                                                               | VICTON First Europe Tour 2018                            | Essen              | Germany        | Turock                                       |
| September 23, 2018 | VICTON                                                                               | VICTON First Europe Tour 2018                            | Istanbul           | Turkey         | Uniq Hall                                    |
| September 15, 2018 | EXO, Wanna One, Stray Kids, Taemin, (G)I-DLE & Somi                                  | Music Bank World Tour                                    | Berlin             | Germany        | Hội trường Max Schmeling                     |
| September 19, 2018 | UP10TION                                                                             | UP10TION Europe Tour 2018                                | Cologne            | Germany        | Die Kantine                                  |
| September 21, 2018 | UP10TION                                                                             | UP10TION Europe Tour 2018                                | Warsaw             | Poland         | Progresja                                    |
| September 22, 2018 | UP10TION                                                                             | UP10TION Europe Tour 2018                                | Paris              | France         | Flow                                         |
| September 23, 2018 | UP10TION                                                                             | UP10TION Europe Tour 2018                                | London             | England        | 229 The Venue                                |
| September 26, 2018 | ZICO                                                                                 | ZICO "King Of The Zungle" World Tour                     | Madrid             | Spain          | Sala Riviera                                 |
| September 28, 2018 | ZICO                                                                                 | ZICO "King Of The Zungle" World Tour                     | London             | United Kingdom | O2 Shepherd's Bush Empire                    |
| September 30, 2018 | ZICO                                                                                 | ZICO "King Of The Zungle" World Tour                     | Berlin             | Germany        | Columbiahalle                                |
| October 3, 2018    | ZICO                                                                                 | ZICO "King Of The Zungle" World Tour                     | Warsaw             | Poland         | Progresja                                    |
| October 6, 2018    | ZICO                                                                                 | ZICO "King Of The Zungle" World Tour                     | Amsterdam          | Netherlands    | Melkweg                                      |
| October 7, 2018    | ZICO                                                                                 | ZICO "King Of The Zungle" World Tour                     | Moscow             | Russia         | Glavclub                                     |
| October 21, 2018   | ZICO                                                                                 | ZICO "King Of The Zungle" World Tour                     | Los Angeles        | United States  | The Novo                                     |
| October 24, 2018   | ZICO                                                                                 | ZICO "King Of The Zungle" World Tour                     | San Francisco      | United States  | The Warfield                                 |
| October 26, 2018   | ZICO                                                                                 | ZICO "King Of The Zungle" World Tour                     | Chicago            | United States  | The Vic Theatre                              |
| October 28, 2018   | ZICO                                                                                 | ZICO "King Of The Zungle" World Tour                     | New York City      | United States  | PlayStation Theater                          |
| October 25, 2018   | iKon                                                                                 | iKon 2018 Continue Tour                                  | Sydney             | Australia      | Big Top Sydney                               |
| October 27, 2018   | iKon                                                                                 | iKon 2018 Continue Tour                                  | Melbourne          | Australia      | Festival Hall                                |
| November 9, 2018   | DAY6                                                                                 | DAY6 1st World Tour "Youth" 2018                         | Toronto            | Canada         | Roy Thomson Hall                             |
| November 11, 2018  | DAY6                                                                                 | DAY6 1st World Tour "Youth" 2018                         | Minneapolis        | United States  | State Theatre                                |
| November 14, 2018  | DAY6                                                                                 | DAY6 1st World Tour "Youth" 2018                         | Atlanta            | United States  | Cobb Energy Performing Arts Centre           |
| November 16, 2018  | DAY6                                                                                 | DAY6 1st World Tour "Youth" 2018                         | Philadelphia       | United States  | Tower Theater                                |
| November 18, 2018  | DAY6                                                                                 | DAY6 1st World Tour "Youth" 2018                         | Los Angeles        | United States  | The Novo                                     |
| November 23, 2018  | DAY6                                                                                 | DAY6 1st World Tour "Youth" 2018                         | São Paulo          | Brazil         | Grande Auditorio-Anhembi                     |
| November 26, 2018  | DAY6                                                                                 | DAY6 1st World Tour "Youth" 2018                         | Santiago           | Chile          | Teatro Caupolican                            |
| November 14, 2018  | AlphaBat                                                                             | AlphaBat 2018 Europe Tour "New Beginning"                | Poznań             | Poland         | BaRock Club                                  |
| November 16, 2018  | AlphaBat                                                                             | AlphaBat 2018 Europe Tour "New Beginning"                | Lisbon             | Portugal       | Lisboa ao Vivo                               |
| November 18, 2018  | AlphaBat                                                                             | AlphaBat 2018 Europe Tour "New Beginning"                | Madrid             | Spain          | Silikona                                     |
| November 19, 2018  | AlphaBat                                                                             | AlphaBat 2018 Europe Tour "New Beginning"                | Essen              | Germany        | Studio Essen                                 |
| November 16, 2018  | The Rose                                                                             | The Rose – Paint It Rose 2018 In Europe: 2nd Coloring    | Kyiv               | Ukraine        | Atlas                                        |
| November 18, 2018  | The Rose                                                                             | The Rose – Paint It Rose 2018 In Europe: 2nd Coloring    | Berlin             | Germany        | Kesselhaus                                   |
| November 21, 2018  | The Rose                                                                             | The Rose – Paint It Rose 2018 In Europe: 2nd Coloring    | Cologne            | Germany        | Live Music Hall                              |
| November 24, 2018  | The Rose                                                                             | The Rose – Paint It Rose 2018 In Europe: 2nd Coloring    | Milan              | Italy          | Magazzini Generali                           |
| November 25, 2018  | The Rose                                                                             | The Rose – Paint It Rose 2018 In Europe: 2nd Coloring    | Paris              | France         | YOYO- Palais de Tokyo                        |
| November 27, 2018  | The Rose                                                                             | The Rose – Paint It Rose 2018 In Europe: 2nd Coloring    | Madrid             | Spain          | Sala But                                     |
| November 30, 2018  | The Rose                                                                             | The Rose – Paint It Rose 2018 In Europe: 2nd Coloring    | Stockholm          | Sweden         | Fryshuset Klubben                            |
| December 2, 2018   | The Rose                                                                             | The Rose – Paint It Rose 2018 In Europe: 2nd Coloring    | Helsinki           | Finland        | Nosturi                                      |
| November 16, 2018  | A.C.E                                                                                | A.C.E World Tour "TO BE AN ACE"                          | Buenos Aires       | Argentina      | El Teatro Flores                             |
| November 18, 2018  | A.C.E                                                                                | A.C.E World Tour "TO BE AN ACE"                          | Santiago           | Chile          | Teatro Coliseo                               |
| November 21, 2018  | A.C.E                                                                                | A.C.E World Tour "TO BE AN ACE"                          | Mexico City        | Mexico         | Auditorio BlackBerry                         |
| November 24, 2018  | A.C.E                                                                                | A.C.E World Tour "TO BE AN ACE"                          | Los Angeles        | United States  | The Fonda Theatre                            |
| November 28, 2018  | A.C.E                                                                                | A.C.E World Tour "TO BE AN ACE"                          | Seattle            | United States  | Showbox SoDo                                 |
| November 30, 2018  | A.C.E                                                                                | A.C.E World Tour "TO BE AN ACE"                          | San Francisco      | United States  | August Hall                                  |
| December 2, 2018   | A.C.E                                                                                | A.C.E World Tour "TO BE AN ACE"                          | Chicago            | United States  | The Vic Theatre                              |
| December 5, 2018   | A.C.E                                                                                | A.C.E World Tour "TO BE AN ACE"                          | Dallas             | United States  | Granada Theater                              |
| December 7, 2018   | A.C.E                                                                                | A.C.E World Tour "TO BE AN ACE"                          | Atlanta            | United States  | Center Stage Theater                         |
| December 9, 2018   | A.C.E                                                                                | A.C.E World Tour "TO BE AN ACE"                          | New York City      | United States  | Gramercy Theatre                             |
| December 11, 2018  | A.C.E                                                                                | A.C.E World Tour "TO BE AN ACE"                          | Miami              | United States  | James L. Knight Center                       |
| November 21, 2018  | Crush                                                                                | 2018 Crush On You Tour In North America                  | Toronto            | Canada         | Rebel                                        |
| November 23, 2018  | Crush                                                                                | 2018 Crush On You Tour In North America                  | New York City      | United States  | Hammerstein Ballroom                         |
| November 24, 2018  | Crush                                                                                | 2018 Crush On You Tour In North America                  | Dallas             | United States  | House of Blues                               |
| November 26, 2018  | Crush                                                                                | 2018 Crush On You Tour In North America                  | Chicago            | United States  | House of Blues                               |
| November 28, 2018  | Crush                                                                                | 2018 Crush On You Tour In North America                  | Los Angeles        | United States  | The Wiltern                                  |
| December 1, 2018   | Crush                                                                                | 2018 Crush On You Tour In North America                  | San Jose           | United States  | City National Civic                          |
| December 2, 2018   | Crush                                                                                | 2018 Crush On You Tour In North America                  | Seattle            | United States  | The Moore                                    |
| November 21, 2018  | Minzy                                                                                | Minzy Dance Break Tour 2018                              | San Francisco      | United States  | Regency Ballroom                             |
| November 23, 2018  | Minzy                                                                                | Minzy Dance Break Tour 2018                              | Los Angeles        | United States  | Novo                                         |
| November 26, 2018  | Minzy                                                                                | Minzy Dance Break Tour 2018                              | Houston            | United States  | White Oak Hall                               |
| November 27, 2018  | Minzy                                                                                | Minzy Dance Break Tour 2018                              | Dallas             | United States  | Canton Hall                                  |
| November 30, 2018  | Minzy                                                                                | Minzy Dance Break Tour 2018                              | Atlanta            | United States  | Center Stage                                 |
| December 2, 2018   | Minzy                                                                                | Minzy Dance Break Tour 2018                              | Washington         | United States  | 9:30 Club                                    |
| December 3, 2018   | Minzy                                                                                | Minzy Dance Break Tour 2018                              | New York City      | United States  | PlayStation Theater                          |
| December 5, 2018   | Minzy                                                                                | Minzy Dance Break Tour 2018                              | Chicago            | United States  | House of Blues                               |
| December 6, 2018   | Minzy                                                                                | Minzy Dance Break Tour 2018                              | Toronto            | Canada         | Queen Elizabeth Theatre                      |
| December 9, 2018   | Minzy                                                                                | Minzy Dance Break Tour 2018                              | Vancouver          | Canada         | Vogue Theatre                                |
| November 30, 2018  | B.A.P                                                                                | B.A.P "Forever With BABYz" 2018 Europe Tour              | Madrid             | Spain          | Palacio Vistalegre                           |
| December 2, 2018   | B.A.P                                                                                | B.A.P "Forever With BABYz" 2018 Europe Tour              | Paris              | France         | Bataclan                                     |
| December 4, 2018   | B.A.P                                                                                | B.A.P "Forever With BABYz" 2018 Europe Tour              | London             | United Kingdom | Troxy                                        |
| December 7, 2018   | B.A.P                                                                                | B.A.P "Forever With BABYz" 2018 Europe Tour              | Berlin             | Germany        | Velodrom Ufo                                 |
| December 9, 2018   | B.A.P                                                                                | B.A.P "Forever With BABYz" 2018 Europe Tour              | Düsseldorf         | Germany        | Mitsubishi Electric Halle                    |
| November 30, 2018  | Monsta X                                                                             | iHeartRadio Jingle Ball Tour 2018                        | Los Angeles        | United States  | The Forum                                    |
| December 1, 2018   | Monsta X                                                                             | iHeartRadio Jingle Ball Tour 2018                        | San Francisco      | United States  | Bill Graham Civic Auditorium                 |
| December 3, 2018   | Monsta X                                                                             | iHeartRadio Jingle Ball Tour 2018                        | Minneapolis        | United States  | Xcel Energy Center                           |
| December 4, 2018   | Monsta X                                                                             | iHeartRadio Jingle Ball Tour 2018                        | Boston             | United States  | TD Garden                                    |
| December 5, 2018   | Monsta X                                                                             | iHeartRadio Jingle Ball Tour 2018                        | Philadelphia       | United States  | Wells Fargo Center                           |
| December 9, 2018   | TEEN TOP                                                                             | 2018 TEEN TOP Night In USA                               | Los Angeles        | United States  | The Theatre at Ace Hotel                     |
| December 11, 2018  | TEEN TOP                                                                             | 2018 TEEN TOP Night In USA                               | Houston            | United States  | Stereo Live Houston                          |
| December 14, 2018  | TEEN TOP                                                                             | 2018 TEEN TOP Night In USA                               | Atlanta            | United States  | Center Stage Theater                         |
| December 15, 2018  | TEEN TOP                                                                             | 2018 TEEN TOP Night In USA                               | Jersey City        | United States  | White Eagle Hall                             |

## 2019
| Date               | Artist                                         | Tour                                                  | City               | Country         | Venue                             |
| ------------------ | ---------------------------------------------- | ----------------------------------------------------- | ------------------ | --------------- | --------------------------------- |
| January 18, 2019   | Oh My Girl                                     | OH MY GIRL First U.S. Tour 2019                       | Atlanta            | United States   | Center Stage Theater              |
| January 20, 2019   | Oh My Girl                                     | OH MY GIRL First U.S. Tour 2019                       | Chicago            | United States   | Park West Theater                 |
| January 22, 2019   | Oh My Girl                                     | OH MY GIRL First U.S. Tour 2019                       | Houston            | United States   | Stereo Live Houston               |
| January 26, 2019   | Oh My Girl                                     | OH MY GIRL First U.S. Tour 2019                       | Indio              | United States   | Fantasy Spring                    |
| January 27, 2019   | Oh My Girl                                     | OH MY GIRL First U.S. Tour 2019                       | San Jose           | United States   | Montgomery Theatre                |
| January 29, 2019   | Oh My Girl                                     | OH MY GIRL 1st Tour in Brazil                         | Rio de Janeiro     | Brazil          | Teatro Dercy Gonçalves            |
| January 30, 2019   | Oh My Girl                                     | OH MY GIRL 1st Tour in Brazil                         | Porto Alegre       | Brazil          | Auditório Elizabeth Lee           |
| January 31, 2019   | Oh My Girl                                     | OH MY GIRL 1st Tour in Brazil                         | Curitiba           | Brazil          | Teatro da FEP                     |
| February 3, 2019   | Oh My Girl                                     | OH MY GIRL 1st Tour in Brazil                         | São Paulo          | Brazil          | Tropical Butantã                  |
| February 3, 2019   | Oh My Girl                                     | OH MY GIRL 1st Tour in Brazil                         | São Paulo          | Brazil          | Teatro UMC                        |
| February 8, 2019   | Red Velvet                                     | Red Velvet 2nd Concert "Redmare"                      | Los Angeles        | United States   | Pasadena Civic Auditorium         |
| February 9, 2019   | Red Velvet                                     | Red Velvet 2nd Concert "Redmare"                      | Los Angeles        | United States   | Pasadena Civic Auditorium         |
| February 10, 2019  | Red Velvet                                     | Red Velvet 2nd Concert "Redmare"                      | Dallas             | United States   | The Theatre at Grand Prairie      |
| February 13, 2019  | Red Velvet                                     | Red Velvet 2nd Concert "Redmare"                      | Miami              | United States   | Fillmore Miami Beach              |
| February 15, 2019  | Red Velvet                                     | Red Velvet 2nd Concert "Redmare"                      | Chicago            | United States   | Chicago Theatre                   |
| February 17, 2019  | Red Velvet                                     | Red Velvet 2nd Concert "Redmare"                      | Newark             | United States   | New Jersey Performing Arts Center |
| February 19, 2019  | Red Velvet                                     | Red Velvet 2nd Concert "Redmare"                      | Toronto            | Canada          | Coca-Cola Coliseum                |
| February 21, 2019  | Red Velvet                                     | Red Velvet 2nd Concert "Redmare"                      | Vancouver          | Canada          | PNE Forum                         |
| February 21, 2019  | Stray Kids                                     | Unveil Tour "I am..."                                 | Melbourne          | Australia       | Festival Hall                     |
| February 24, 2019  | Stray Kids                                     | Unveil Tour "I am..."                                 | Sydney             | Australia       | Big Top Sydney                    |
| May 14, 2019       | Stray Kids                                     | Unveil Tour "I am..."                                 | Newark             | United States   | New Jersey Performing Arts Center |
| May 15, 2019       | Stray Kids                                     | Unveil Tour "I am..."                                 | Newark             | United States   | New Jersey Performing Arts Center |
| May 17, 2019       | Stray Kids                                     | Unveil Tour "I am..."                                 | Los Angeles        | United States   | Pasadena Civic Auditorium         |
| May 19, 2019       | Stray Kids                                     | Unveil Tour "I am..."                                 | Houston            | United States   | Revention Music Center            |
| July 28, 2019      | Stray Kids                                     | Unveil Tour "I am..."                                 | London             | England         | O2 Brixton Academy                |
| July 30, 2019      | Stray Kids                                     | Unveil Tour "I am..."                                 | Paris              | France          | Les Docks de Paris-Pullman        |
| August 2, 2019     | Stray Kids                                     | Unveil Tour "I am..."                                 | Berlin             | Germany         | Verti Music Hall                  |
| August 4, 2019     | Stray Kids                                     | Unveil Tour "I am..."                                 | Moscow             | Russia          | Adrenaline Stadium                |
| March 13, 2019     | iKon, Chungha, Hitchhiker, XXX, Kirara         | Korea Spotlight                                       | Austin, Texas      | United States   | ACL Live                          |
| March 15, 2019     | ATEEZ                                          | The Expedition Tour                                   | Los Angeles        | United States   | Globe Theatre                     |
| March 17, 2019     | ATEEZ                                          | The Expedition Tour                                   | Dallas             | United States   | Granada Theater                   |
| March 20, 2019     | ATEEZ                                          | The Expedition Tour                                   | Chicago            | United States   | Park West                         |
| March 22, 2019     | ATEEZ                                          | The Expedition Tour                                   | Atlanta            | United States   | Center Stage                      |
| March 24, 2019     | ATEEZ                                          | The Expedition Tour                                   | New York City      | United States   | Warsaw                            |
| April 3, 2019      | ATEEZ                                          | The Expedition Tour                                   | London             | United Kingdom  | O2 Forum Kentish Town             |
| April 5, 2019      | ATEEZ                                          | The Expedition Tour                                   | Lisbon             | Portugal        | Lisboa ao Vivo                    |
| April 7, 2019      | ATEEZ                                          | The Expedition Tour                                   | Paris              | France          | Le Bataclan                       |
| April 9, 2019      | ATEEZ                                          | The Expedition Tour                                   | Berlin             | Germany         | Astra Kulturhaus                  |
| April 12, 2019     | ATEEZ                                          | The Expedition Tour                                   | Amsterdam          | Netherlands     | Q Factory                         |
| April 14, 2019     | ATEEZ                                          | The Expedition Tour                                   | Milan              | Italy           | Magazzini Generali                |
| April 16, 2019     | ATEEZ                                          | The Expedition Tour                                   | Budapest           | Hungary         | Durer Kert                        |
| April 18, 2019     | ATEEZ                                          | The Expedition Tour                                   | Stockholm          | Sweden          | Fryshuset Klubben                 |
| April 19, 2019     | ATEEZ                                          | The Expedition Tour                                   | Warsaw             | Poland          | Palladium                         |
| April 21, 2019     | ATEEZ                                          | The Expedition Tour                                   | Moscow             | Russia          | Izvestia Hall                     |
| August 9, 2019     | ATEEZ                                          | The Expedition Tour                                   | Melbourne          | Australia       | Margaret Court Arena              |
| August 11, 2019    | ATEEZ                                          | The Expedition Tour                                   | Sydney             | Australia       | Big Top Sydney                    |
| March 19, 2019     | ASTRO                                          | ASTRO The 2nd ASTROAD TOUR [STAR LIGHT]               | Newark, New Jersey | United States   | New Jersey Performing Arts Center |
| March 21, 2019     | ASTRO                                          | ASTRO The 2nd ASTROAD TOUR [STAR LIGHT]               | Dallas             | United States   | Verizon Theatre                   |
| March 24, 2019     | ASTRO                                          | ASTRO The 2nd ASTROAD TOUR [STAR LIGHT]               | Los Angeles        | United States   | Hollywood Palladium               |
| March 26, 2019     | ASTRO                                          | ASTRO The 2nd ASTROAD TOUR [STAR LIGHT]               | San Francisco      | United States   | Warfield Theatre                  |
| April 1, 2019      | EPIK HIGH                                      | EPIK HIGH North American Tour 2019                    | Minneapolis        | United States   | First Avenue                      |
| April 3, 2019      | EPIK HIGH                                      | EPIK HIGH North American Tour 2019                    | Chicago            | United States   | House of Blues                    |
| April 4, 2019      | EPIK HIGH                                      | EPIK HIGH North American Tour 2019                    | Toronto            | Canada          | Phoenix Concert Theatre           |
| April 7, 2019      | EPIK HIGH                                      | EPIK HIGH North American Tour 2019                    | New York City      | United States   | Terminal 5                        |
| April 9, 2019      | EPIK HIGH                                      | EPIK HIGH North American Tour 2019                    | Boston             | United States   | Paradise Rock Club                |
| April 10, 2019     | EPIK HIGH                                      | EPIK HIGH North American Tour 2019                    | Philadelphia       | United States   | Union Transfer                    |
| April 12, 2019     | EPIK HIGH                                      | EPIK HIGH North American Tour 2019                    | Washington, D.C.   | United States   | The Fillmore Silver Spring        |
| April 13, 2019     | EPIK HIGH                                      | EPIK HIGH North American Tour 2019                    | Raleigh            | United States   | Lincoln Theatre                   |
| April 15, 2019     | EPIK HIGH                                      | EPIK HIGH North American Tour 2019                    | Atlanta            | United States   | Center Stage                      |
| April 18, 2019     | EPIK HIGH                                      | EPIK HIGH North American Tour 2019                    | Austin             | United States   | Emo's                             |
| April 19, 2019     | EPIK HIGH                                      | EPIK HIGH North American Tour 2019                    | Houston            | United States   | House of Blues                    |
| April 20, 2019     | EPIK HIGH                                      | EPIK HIGH North American Tour 2019                    | Dallas             | United States   | Canton Hall                       |
| April 23, 2019     | EPIK HIGH                                      | EPIK HIGH North American Tour 2019                    | San Diego          | United States   | The Observatory                   |
| April 26, 2019     | EPIK HIGH                                      | EPIK HIGH North American Tour 2019                    | Los Angeles        | United States   | The Wiltern                       |
| April 28, 2019     | EPIK HIGH                                      | EPIK HIGH North American Tour 2019                    | San Francisco      | United States   | Warfield Theatre                  |
| May 1, 2019        | EPIK HIGH                                      | EPIK HIGH North American Tour 2019                    | Seattle            | United States   | Showbox SoDo                      |
| May 2, 2019        | EPIK HIGH                                      | EPIK HIGH North American Tour 2019                    | Vancouver          | Canada          | Vogue Theatre                     |
| May 3, 2019        | EPIK HIGH                                      | EPIK HIGH North American Tour 2019                    | Vancouver          | Canada          | Vogue Theatre                     |
| April 13, 2019     | IMFACT                                         | IMFACT 1st European Tour                              | Madrid             | Spain           | Gotham The Club                   |
| April 14, 2019     | IMFACT                                         | IMFACT 1st European Tour                              | Amsterdam          | Netherlands     | P60                               |
| April 16, 2019     | IMFACT                                         | IMFACT 1st European Tour                              | Cologne            | Germany         | Die Kantine                       |
| April 18, 2019     | IMFACT                                         | IMFACT 1st European Tour                              | Warsaw             | Poland          | Progresja Music Zone              |
| April 19, 2019     | IMFACT                                         | IMFACT 1st European Tour                              | Berlin             | Germany         | Kesselhaus                        |
| April 21, 2019     | IMFACT                                         | IMFACT 1st European Tour                              | Athens             | Greece          | Fuzz Live Club                    |
| April 17, 2019     | Blackpink                                      | In Your Area World Tour                               | Los Angeles        | Hoa Kỳ          | The Forum                         |
| April 24, 2019     | Blackpink                                      | In Your Area World Tour                               | Chicago            | Hoa Kỳ          | Allstate Arena                    |
| April 27, 2019     | Blackpink                                      | In Your Area World Tour                               | Hamilton           | Canada          | Trung tâm FirstOntario            |
| May 1, 2019        | Blackpink                                      | In Your Area World Tour                               | Newark             | United States   | Trung tâm Prudential              |
| May 5, 2019        | Blackpink                                      | In Your Area World Tour                               | Atlanta            | United States   | Infinite Energy Arena             |
| May 8, 2019        | Blackpink                                      | In Your Area World Tour                               | Fort Worth         | United States   | Trung tâm Hội nghị Fort Worth     |
| May 18, 2019       | Blackpink                                      | In Your Area World Tour                               | Amsterdam          | Netherlands     | AFAS Live                         |
| May 21, 2019       | Blackpink                                      | In Your Area World Tour                               | Manchester         | England         | Manchester Arena                  |
| May 22, 2019       | Blackpink                                      | In Your Area World Tour                               | London             | England         | SSE Arena, Wembley                |
| May 24, 2019       | Blackpink                                      | In Your Area World Tour                               | Berlin             | Germany         | Hội trường Max Schmeling          |
| May 26, 2019       | Blackpink                                      | In Your Area World Tour                               | Paris              | France          | Zénith Paris                      |
| May 28, 2019       | Blackpink                                      | In Your Area World Tour                               | Barcelona          | Spain           | Palau Sant Jordi                  |
| June 13, 2019      | Blackpink                                      | In Your Area World Tour                               | Melbourne          | Australia       | Rod Laver Arena                   |
| June 15, 2019      | Blackpink                                      | In Your Area World Tour                               | Sydney             | Australia       | Qudos Bank Arena                  |
| April 24, 2019     | NCT 127                                        | NCT 127 1st Tour "NEO CITY – The Origin"              | Newark             | United States   | Trung tâm Prudential              |
| April 26, 2019     | NCT 127                                        | NCT 127 1st Tour "NEO CITY – The Origin"              | Atlanta            | United States   | Coca-Cola Roxy Theatre            |
| April 28, 2019     | NCT 127                                        | NCT 127 1st Tour "NEO CITY – The Origin"              | Miami              | United States   | Watsco Center                     |
| May 1, 2019        | NCT 127                                        | NCT 127 1st Tour "NEO CITY – The Origin"              | Dallas             | United States   | The Theatre at Grand Prairie      |
| May 3, 2019        | NCT 127                                        | NCT 127 1st Tour "NEO CITY – The Origin"              | Phoenix            | United States   | Comerica Theatre                  |
| May 5, 2019        | NCT 127                                        | NCT 127 1st Tour "NEO CITY – The Origin"              | Houston            | United States   | Smart Financial Centre            |
| May 7, 2019        | NCT 127                                        | NCT 127 1st Tour "NEO CITY – The Origin"              | Chicago            | United States   | Rosemont Theater                  |
| May 9, 2019        | NCT 127                                        | NCT 127 1st Tour "NEO CITY – The Origin"              | San Jose           | United States   | City National Civic               |
| May 12, 2019       | NCT 127                                        | NCT 127 1st Tour "NEO CITY – The Origin"              | Los Angeles        | United States   | Microsoft Theater                 |
| May 17, 2019       | NCT 127                                        | NCT 127 1st Tour "NEO CITY – The Origin"              | Toronto            | Canada          | Coca-Cola Coliseum                |
| May 19, 2019       | NCT 127                                        | NCT 127 1st Tour "NEO CITY – The Origin"              | Vancouver          | Canada          | Pacific Coliseum                  |
| May 21, 2019       | NCT 127                                        | NCT 127 1st Tour "NEO CITY – The Origin"              | Mexico City        | Mexico          | Teatro Metropólitan               |
| June 26, 2019      | NCT 127                                        | NCT 127 1st Tour "NEO CITY – The Origin"              | Saint Petersburg   | Russia          | Ice Palace                        |
| June 29, 2019      | NCT 127                                        | NCT 127 1st Tour "NEO CITY – The Origin"              | Moscow             | Russia          | Megasport Sport Palace            |
| July 7, 2019       | NCT 127                                        | NCT 127 1st Tour "NEO CITY – The Origin"              | London             | England         | SSE Arena, Wembley                |
| July 10, 2019      | NCT 127                                        | NCT 127 1st Tour "NEO CITY – The Origin"              | Paris              | France          | La Seine Musicale                 |
| April 25, 2019     | VAV                                            | VAV 2019 Meet & Live Tour in North America            | Toronto            | Canada          | Bluma Appel                       |
| April 27, 2019     | VAV                                            | VAV 2019 Meet & Live Tour in North America            | Jersey City        | United States   | White Eagle Hall                  |
| April 28, 2019     | VAV                                            | VAV 2019 Meet & Live Tour in North America            | San Juan           | United States   | Teatro Ambassador                 |
| April 30, 2019     | VAV                                            | VAV 2019 Meet & Live Tour in North America            | Chicago            | United States   | Park West                         |
| May 1, 2019        | VAV                                            | VAV 2019 Meet & Live Tour in North America            | Dallas             | United States   | South Side Music Hall             |
| May 3, 2019        | VAV                                            | VAV 2019 Meet & Live Tour in North America            | San Francisco      | United States   | The Chapel                        |
| May 5, 2019        | VAV                                            | VAV 2019 Meet & Live Tour in North America            | Los Angeles        | United States   | Avalon Hollywood                  |
| May 4, 2019        | BTS                                            | Love Yourself: Speak Yourself Tour                    | Pasadena           | United States   | Rose Bowl                         |
| May 5, 2019        | BTS                                            | Love Yourself: Speak Yourself Tour                    | Pasadena           | United States   | Rose Bowl                         |
| May 11, 2019       | BTS                                            | Love Yourself: Speak Yourself Tour                    | Chicago            | United States   | Soldier Field                     |
| May 12, 2019       | BTS                                            | Love Yourself: Speak Yourself Tour                    | Chicago            | United States   | Soldier Field                     |
| May 18, 2019       | BTS                                            | Love Yourself: Speak Yourself Tour                    | East Rutherford    | United States   | Sân vận động MetLife              |
| May 19, 2019       | BTS                                            | Love Yourself: Speak Yourself Tour                    | East Rutherford    | United States   | Sân vận động MetLife              |
| May 25, 2019       | BTS                                            | Love Yourself: Speak Yourself Tour                    | São Paulo          | Brazil          | Allianz Parque                    |
| June 1, 2019       | BTS                                            | Love Yourself: Speak Yourself Tour                    | London             | England         | Sân vận động Wembley              |
| June 2, 2019       | BTS                                            | Love Yourself: Speak Yourself Tour                    | London             | England         | Sân vận động Wembley              |
| June 7, 2019       | BTS                                            | Love Yourself: Speak Yourself Tour                    | Saint-Denis        | France          | Stade de France                   |
| June 8, 2019       | BTS                                            | Love Yourself: Speak Yourself Tour                    | Saint-Denis        | France          | Stade de France                   |
| May 9, 2019        | TXT                                            | Showcase: STAR in US                                  | New York           | United States   | PlayStation Theater               |
| May 12, 2019       | TXT                                            | Showcase: STAR in US                                  | Chicago            | United States   | The Vic Theatre                   |
| May 14, 2019       | TXT                                            | Showcase: STAR in US                                  | Orlando            | United States   | The Plaza Live                    |
| May 17, 2019       | TXT                                            | Showcase: STAR in US                                  | Atlanta            | United States   | Center Stage Theater              |
| May 19, 2019       | TXT                                            | Showcase: STAR in US                                  | Dallas             | United States   | The Bomb Factory                  |
| May 24, 2019       | TXT                                            | Showcase: STAR in US                                  | Los Angeles        | United States   | The Novo                          |
| May 29, 2019       | Hyolyn                                         | 2019 HyoLyn 1st WORLD TOUR [TRUE]                     | Berlin             | Germany         | Kesselhaus                        |
| May 31, 2019       | Hyolyn                                         | 2019 HyoLyn 1st WORLD TOUR [TRUE]                     | Amsterdam          | Netherlands     | Melkweg                           |
| June 2, 2019       | Hyolyn                                         | 2019 HyoLyn 1st WORLD TOUR [TRUE]                     | Paris              | France          | Alhambra                          |
| June 5, 2019       | Hyolyn                                         | 2019 HyoLyn 1st WORLD TOUR [TRUE]                     | Madrid             | Spain           | Joy Eslava                        |
| June 4, 2019       | Eric Nam                                       | Eric Nam 2019 European Tour                           | Lisbon             | Portugal        | Time Out Studio                   |
| June 5, 2019       | Eric Nam                                       | Eric Nam 2019 European Tour                           | Madrid             | Spain           | Cool Stage                        |
| June 8, 2019       | Eric Nam                                       | Eric Nam 2019 European Tour                           | Milan              | Italy           | Santería Social Club              |
| June 10, 2019      | Eric Nam                                       | Eric Nam 2019 European Tour                           | Prague             | Czech Republic  | Lucerna Music Bar                 |
| June 12, 2019      | Eric Nam                                       | Eric Nam 2019 European Tour                           | Warsaw             | Poland          | Progresja                         |
| June 13, 2019      | Eric Nam                                       | Eric Nam 2019 European Tour                           | Berlin             | Germany         | Lido                              |
| June 15, 2019      | Eric Nam                                       | Eric Nam 2019 European Tour                           | Cologne            | Germany         | Luxor                             |
| June 16, 2019      | Eric Nam                                       | Eric Nam 2019 European Tour                           | Brussels           | Belgium         | La Madeleine                      |
| June 18, 2019      | Eric Nam                                       | Eric Nam 2019 European Tour                           | Paris              | France          | Trabendo                          |
| June 20, 2019      | Eric Nam                                       | Eric Nam 2019 European Tour                           | Amsterdam          | Netherlands     | Melkweg                           |
| June 21, 2019      | Eric Nam                                       | Eric Nam 2019 European Tour                           | London             | England         | Islington Academy                 |
| June 5, 2019       | Monsta X                                       | We Are Here World Tour                                | Sydney             | Australia       | ICC Sydney Theatre                |
| June 8, 2019       | Monsta X                                       | We Are Here World Tour                                | Melbourne          | Australia       | Margaret Court Arena              |
| June 29, 2019      | Monsta X                                       | We Are Here World Tour                                | Madrid             | Spain           | Palacio Vistalegre                |
| July 3, 2019       | Monsta X                                       | We Are Here World Tour                                | Amsterdam          | Netherlands     | AFAS Live                         |
| July 6, 2019       | Monsta X                                       | We Are Here World Tour                                | Paris              | France          | La Seine Musicale                 |
| July 9, 2019       | Monsta X                                       | We Are Here World Tour                                | London             | United Kingdom  | The SSE Arena, Wembley            |
| July 13, 2019      | Monsta X                                       | We Are Here World Tour                                | Berlin             | Germany         | Mercedes-Benz Arena               |
| July 19, 2019      | Monsta X                                       | We Are Here World Tour                                | São Paulo          | Brazil          | Espaco Das Americas               |
| July 21, 2019      | Monsta X                                       | We Are Here World Tour                                | Mexico City        | Mexico          | Teatro Metropólitan               |
| July 25, 2019      | Monsta X                                       | We Are Here World Tour                                | Dallas             | United States   | Verizon Theatre                   |
| July 27, 2019      | Monsta X                                       | We Are Here World Tour                                | Houston            | United States   | Smart Financial Centre            |
| July 30, 2019      | Monsta X                                       | We Are Here World Tour                                | Atlanta            | United States   | Fox Theatre                       |
| August 3, 2019     | Monsta X                                       | We Are Here World Tour                                | New York City      | United States   | Hulu Theater                      |
| August 6, 2019     | Monsta X                                       | We Are Here World Tour                                | Chicago            | United States   | Rosemont Theatre                  |
| August 10, 2019    | Monsta X                                       | We Are Here World Tour                                | Los Angeles        | United States   | Trung tâm Staples                 |
| June 27, 2019      | Got7                                           | GOT7 2019 World Tour "KEEP SPINNING"                  | Newark             | United States   | Trung tâm Prudential              |
| June 30, 2019      | Got7                                           | GOT7 2019 World Tour "KEEP SPINNING"                  | Toronto            | Canada          | Scotiabank Arena                  |
| July 3, 2019       | Got7                                           | GOT7 2019 World Tour "KEEP SPINNING"                  | Dallas             | United States   | Trung tâm American Airlines       |
| July 6, 2019       | Got7                                           | GOT7 2019 World Tour "KEEP SPINNING"                  | Los Angeles        | United States   | The Forum                         |
| July 10, 2019      | Got7                                           | GOT7 2019 World Tour "KEEP SPINNING"                  | Oakland            | United States   | Oracle Arena                      |
| July 13, 2019      | Got7                                           | GOT7 2019 World Tour "KEEP SPINNING"                  | Mexico City        | Mexico          | Palacio de los Deportes           |
| July 16, 2019      | Got7                                           | GOT7 2019 World Tour "KEEP SPINNING"                  | Santiago           | Chile           | Movistar Arena                    |
| August 22, 2019    | Got7                                           | GOT7 2019 World Tour "KEEP SPINNING"                  | Sydney             | Australia       | Qudos Bank Arena                  |
| August 25, 2019    | Got7                                           | GOT7 2019 World Tour "KEEP SPINNING"                  | Melbourne          | Australia       | Rod Laver Arena                   |
| October 8, 2019    | Got7                                           | GOT7 2019 World Tour "KEEP SPINNING"                  | Amsterdam          | Netherlands     | Ziggo Dome                        |
| October 11, 2019   | Got7                                           | GOT7 2019 World Tour "KEEP SPINNING"                  | London             | United Kingdom  | The SSE Arena Wembley             |
| October 13, 2019   | Got7                                           | GOT7 2019 World Tour "KEEP SPINNING"                  | Berlin             | Germany         | Mercedes-Benz Arena               |
| October 16, 2019   | Got7                                           | GOT7 2019 World Tour "KEEP SPINNING"                  | Madrid             | Spain           | Wizink Center                     |
| October 19, 2019   | Got7                                           | GOT7 2019 World Tour "KEEP SPINNING"                  | Paris              | France          | AccorHotels Arena                 |
| June 30, 2019      | Momoland                                       | 2019 Hello, Merry Go Mexico                           | Mexico City        | Mexico          | El Plaza Condesa                  |
| July 17, 2019      | TWICE                                          | TWICE World Tour 2019 "TWICELIGHTS"                   | Los Angeles        | United States   | The Forum                         |
| July 19, 2019      | TWICE                                          | TWICE World Tour 2019 "TWICELIGHTS"                   | Mexico City        | Mexico          | Palacio de los Deportes           |
| July 21, 2019      | TWICE                                          | TWICE World Tour 2019 "TWICELIGHTS"                   | Newark             | United States   | Trung tâm Prudential              |
| July 23, 2019      | TWICE                                          | TWICE World Tour 2019 "TWICELIGHTS"                   | Chicago            | United States   | Wintrust Arena                    |
| August 29, 2019    | Dreamcatcher                                   | Dreamcatcher Concert "Invitation From Nightmare City" | Sydney             | Australia       | Factory Theatre                   |
| October 24, 2019   | Dreamcatcher                                   | Dreamcatcher Concert "Invitation From Nightmare City" | London             | United Kingdom  | ULU Live                          |
| October 27, 2019   | Dreamcatcher                                   | Dreamcatcher Concert "Invitation From Nightmare City" | Milan              | Italy           | Magazzini Generali                |
| October 30, 2019   | Dreamcatcher                                   | Dreamcatcher Concert "Invitation From Nightmare City" | Berlin             | Germany         | Kesselhaus                        |
| November 1, 2019   | Dreamcatcher                                   | Dreamcatcher Concert "Invitation From Nightmare City" | Warsaw             | Poland          | Palladium                         |
| November 3, 2019   | Dreamcatcher                                   | Dreamcatcher Concert "Invitation From Nightmare City" | Paris              | France          | Elysee Montmarte                  |
| November 5, 2019   | Dreamcatcher                                   | Dreamcatcher Concert "Invitation From Nightmare City" | Amsterdam          | Netherlands     | Melkweg                           |
| November 7, 2019   | Dreamcatcher                                   | Dreamcatcher Concert "Invitation From Nightmare City" | Helsinki           | Finland         | Nosturi                           |
| September 3, 2019  | PENTAGON                                       | 2019 Pentagon World Tour〈Prism〉                     | Toronto            | Canada          | Phoenix Concert Theatre           |
| September 5, 2019  | PENTAGON                                       | 2019 Pentagon World Tour〈Prism〉                     | New York City      | United States   | Beacon Theatre                    |
| September 6, 2019  | PENTAGON                                       | 2019 Pentagon World Tour〈Prism〉                     | Chicago            | United States   | House of Blues                    |
| September 8, 2019  | PENTAGON                                       | 2019 Pentagon World Tour〈Prism〉                     | Dallas             | United States   | House of Blues                    |
| September 10, 2019 | PENTAGON                                       | 2019 Pentagon World Tour〈Prism〉                     | Seattle            | United States   | Moore Theatre                     |
| September 12, 2019 | PENTAGON                                       | 2019 Pentagon World Tour〈Prism〉                     | Los Angeles        | United States   | The Wiltern                       |
| September 13, 2019 | PENTAGON                                       | 2019 Pentagon World Tour〈Prism〉                     | San Jose           | United States   | City National Civic               |
| September 15, 2019 | PENTAGON                                       | 2019 Pentagon World Tour〈Prism〉                     | São Paulo          | Brazil          | Tropical Butanta                  |
| September 20, 2019 | PENTAGON                                       | 2019 Pentagon World Tour〈Prism〉                     | Monterrey          | Mexico          | Auditorio Pabellon M              |
| September 22, 2019 | PENTAGON                                       | 2019 Pentagon World Tour〈Prism〉                     | Mexico City        | Mexico          | Auditorio Blackberry              |
| September 28, 2019 | Monsta X, K.A.R.D, Cosmic Girls, Jeong Se-woon | FINGER HEART FESTIVAL 2019                            | Mannheim           | Germany         | SAP Arena                         |
| November 11, 2019  | SuperM                                         | SuperM: We Are the Future Live                        | Fort Worth         | United States   | Dickies Arena                     |
| November 13, 2019  | SuperM                                         | SuperM: We Are the Future Live                        | Chicago            | United States   | Trung tâm United                  |
| November 15, 2019  | SuperM                                         | SuperM: We Are the Future Live                        | Duluth             | United States   | Trung tâm Infinite Energy         |
| November 17, 2019  | SuperM                                         | SuperM: We Are the Future Live                        | Fairfax            | United States   | EagleBank Arena                   |
| November 19, 2019  | SuperM                                         | SuperM: We Are the Future Live                        | New York City      | United States   | Madison Square Garden             |
| November 18, 2019  | VAV                                            | VAV 2019 Meet & Live Europe Tour                      | Cologne            | Germany         | Die Kantine                       |
| November 20, 2019  | VAV                                            | VAV 2019 Meet & Live Europe Tour                      | Budapest           | Hungary         | Durer Kert                        |
| November 23, 2019  | VAV                                            | VAV 2019 Meet & Live Europe Tour                      | Paris              | France          | Bataclan (theatre)                |
| November 24, 2019  | VAV                                            | VAV 2019 Meet & Live Europe Tour                      | London             | United Kingdom  | 02 Academy Islington              |
| November 25, 2019  | VAV                                            | VAV 2019 Meet & Live Europe Tour                      | Lisbon             | Portugal        | Estúdio Time Out                  |
| December 6, 2019   | Dreamcatcher                                   | Dreamcatcher Concert "Invitation From Nightmare City" | Los Angeles        | United States   | Globe Theatre                     |
| December 8, 2019   | Dreamcatcher                                   | Dreamcatcher Concert "Invitation From Nightmare City" | Chicago            | United States   | Concord Music Hall                |
| December 11, 2019  | Dreamcatcher                                   | Dreamcatcher Concert "Invitation From Nightmare City" | Dallas             | United States   | South Side Music Hall             |
| December 13, 2019  | Dreamcatcher                                   | Dreamcatcher Concert "Invitation From Nightmare City" | Orlando            | United States   | Plaza Live                        |
| December 15, 2019  | Dreamcatcher                                   | Dreamcatcher Concert "Invitation From Nightmare City" | Jersey City        | United States   | White Eagle Hall                  |
| December 6, 2019   | BTS                                            | iHeartRadio Jingle Ball 2019                          | Los Angeles        | United States   | The Forum                         |
| December 11, 2019  | Monsta X                                       | iHeartRadio Jingle Ball 2019                          | Philadelphia       | United States   | Wells Fargo Center                |
| December 13, 2019  | Monsta X                                       | iHeartRadio Jingle Ball 2019                          | New York City      | United States   | Madison Square Garden             |
| December 11, 2019  | The Boyz                                       | The Boyz Europe Dreamlike Tour                        | Berlin             | Germany         | Astra Kulturhaus                  |
| December 15, 2019  | The Boyz                                       | The Boyz Europe Dreamlike Tour                        | Paris              | France          | Le Bataclan                       |
| December 18, 2019  | The Boyz                                       | The Boyz Europe Dreamlike Tour                        | London             | England         | O2 Forum Kentish Town             |
| December 20, 2019  | The Boyz                                       | The Boyz Europe Dreamlike Tour                        | Amsterdam          | The Netherlands | Melkweg                           |

## 2020
| Date              | Artist     | Tour                                                          | City               | Country         | Venue                         |
| ----------------- | ---------- | ------------------------------------------------------------- | ------------------ | --------------- | ----------------------------- |
| January 8, 2020   | Day6       | DAY6 World Tour 'GRAVITY'                                     | Milan              | Italy           | Fabrique Milano               |
| January 10, 2020  | Day6       | DAY6 World Tour 'GRAVITY'                                     | Paris              | France          | Les Docks des Paris           |
| January 12, 2020  | Day6       | DAY6 World Tour 'GRAVITY'                                     | London             | United Kingdom  | O2 Academy Brixton            |
| January 16, 2020  | Day6       | DAY6 World Tour 'GRAVITY'                                     | Amsterdam          | The Netherlands | The Box                       |
| January 18, 2020  | Day6       | DAY6 World Tour 'GRAVITY'                                     | Berlin             | Germany         | Verti Music Hall              |
| January 22, 2020  | Day6       | DAY6 World Tour 'GRAVITY'                                     | Brussels           | Belgium         | The Cirque Royal              |
| January 24, 2020  | Day6       | DAY6 World Tour 'GRAVITY'                                     | Warsaw             | Poland          | Progresja                     |
| January 26, 2020  | Day6       | DAY6 World Tour 'GRAVITY'                                     | Moscow             | Russia          | Adrenaline Stadium            |
| January 29, 2020  | Day6       | DAY6 World Tour 'GRAVITY'                                     | Lisbon             | Portugal        | Sala Tejo                     |
| January 31, 2020  | Day6       | DAY6 World Tour 'GRAVITY'                                     | Madrid             | Spain           | Palacio Vistalegre            |
| January 10, 2020  | Seventeen  | SEVENTEEN World Tour "ODE TO YOU" 2020                        | New Jersey         | United States   | Trung tâm Prudential          |
| January 12, 2020  | Seventeen  | SEVENTEEN World Tour "ODE TO YOU" 2020                        | Chicago            | United States   | United Centre                 |
| January 14, 2020  | Seventeen  | SEVENTEEN World Tour "ODE TO YOU" 2020                        | Dallas             | United States   | Toyota Music Factory          |
| January 15, 2020  | Seventeen  | SEVENTEEN World Tour "ODE TO YOU" 2020                        | Houston            | United States   | Smart Financial Centre        |
| January 17, 2020  | Seventeen  | SEVENTEEN World Tour "ODE TO YOU" 2020                        | Mexico City        | Mexico          | Palacio de los Deportes       |
| January 19, 2020  | Seventeen  | SEVENTEEN World Tour "ODE TO YOU" 2020                        | Los Angeles        | United States   | The Forum                     |
| January 21, 2020  | Seventeen  | SEVENTEEN World Tour "ODE TO YOU" 2020                        | San Jose           | United States   | SAP Center                    |
| January 23, 2020  | Seventeen  | SEVENTEEN World Tour "ODE TO YOU" 2020                        | Seattle            | United States   | ShoWare Center                |
| January 17, 2020  | Vanner     | VANNER RISING In The US                                       | Chicago            | United States   | Avondale Music Hall           |
| January 19, 2020  | Vanner     | VANNER RISING In The US                                       | New York           | United States   | Roulette Intermedium          |
| January 20, 2020  | Vanner     | VANNER RISING In The US                                       | Atlanta            | United States   | Eddie Owen Presents           |
| January 22, 2020  | Vanner     | VANNER RISING In The US                                       | Denver             | United States   | The Oriental Theater          |
| January 24, 2020  | Vanner     | VANNER RISING In The US                                       | Los Angeles        | United States   | David Henry Hwang Theatre     |
| January 17, 2020  | ITZY       | ITZY PREMIERE SHOWCASE TOUR "ITZY? ITZY!"                     | Los Angeles        | United States   | The Novo                      |
| January 19, 2020  | ITZY       | ITZY PREMIERE SHOWCASE TOUR "ITZY? ITZY!"                     | Minneapolis        | United States   | State Theatre                 |
| January 22, 2020  | ITZY       | ITZY PREMIERE SHOWCASE TOUR "ITZY? ITZY!"                     | Houston            | United States   | Revention Music Center        |
| January 24, 2020  | ITZY       | ITZY PREMIERE SHOWCASE TOUR "ITZY? ITZY!"                     | Washington         | United States   | Warner Theatre                |
| January 26, 2020  | ITZY       | ITZY PREMIERE SHOWCASE TOUR "ITZY? ITZY!"                     | Brooklyn           | United States   | Kings Theatre                 |
| January 20, 2020  | Amber Liu  | Amber Liu Tour X                                              | Portland, OR       | United States   | Wonder Ballroom               |
| January 21, 2020  | Amber Liu  | Amber Liu Tour X                                              | Seattle            | United States   | Showbox at the Market         |
| January 25, 2020  | Amber Liu  | Amber Liu Tour X                                              | Salt Lake City, UT | United States   | The Complex - UT              |
| January 28, 2020  | Amber Liu  | Amber Liu Tour X                                              | Minneapolis, MN    | United States   | Varsity Theater               |
| January 31, 2020  | Amber Liu  | Amber Liu Tour X                                              | Indianapolis, IN   | United States   | Old National Centre           |
| February 1, 2020  | Amber Liu  | Amber Liu Tour X                                              | Chicago            | United States   | House of Blues Chicago        |
| February 4, 2020  | Amber Liu  | Amber Liu Tour X                                              | Boston             | United States   | Paradise Rock Club            |
| February 5, 2020  | Amber Liu  | Amber Liu Tour X                                              | Philadelphia       | United States   | Theatre of Living Arts        |
| February 7, 2020  | Amber Liu  | Amber Liu Tour X                                              | New York           | United States   | Terminal 5                    |
| February 8, 2020  | Amber Liu  | Amber Liu Tour X                                              | Silver Spring      | United States   | The Fillmore Silver Spring    |
| February 9, 2020  | Amber Liu  | Amber Liu Tour X                                              | Pittsburgh         | United States   | Rex Theater                   |
| February 11, 2020 | Amber Liu  | Amber Liu Tour X                                              | Detroit            | United States   | Saint Andrews Hall            |
| February 13, 2020 | Amber Liu  | Amber Liu Tour X                                              | Columbus           | United States   | Newport Music Hall            |
| February 14, 2020 | Amber Liu  | Amber Liu Tour X                                              | Atlanta            | United States   | The Masquerade - Heaven       |
| February 17, 2020 | Amber Liu  | Amber Liu Tour X                                              | Houston            | United States   | House of Blues Houston        |
| February 21, 2020 | Amber Liu  | Amber Liu Tour X                                              | Los Angeles        | United States   | The Wiltern                   |
| January 24, 2020  | Bewhy      | BewhY 2020 North American "The Movie Star 2020"               | Atlanta            | United States   | Center Stage                  |
| January 26, 2020  | Bewhy      | BewhY 2020 North American "The Movie Star 2020"               | Dallas             | United States   | Canton Hall                   |
| January 29, 2020  | Bewhy      | BewhY 2020 North American "The Movie Star 2020"               | Berkley            | United States   | The UC Theatre                |
| January 30, 2020  | Bewhy      | BewhY 2020 North American "The Movie Star 2020"               | Los Angeles        | United States   | Ace Theatre                   |
| January 29, 2020  | Stray Kids | Stray Kids World Tour "District 9 : Unlock" 2020              | New York City      | United States   | Hulu Theater                  |
| January 31, 2020  | Stray Kids | Stray Kids World Tour "District 9 : Unlock" 2020              | Atlanta            | United States   | Fox Theatre                   |
| February 2, 2020  | Stray Kids | Stray Kids World Tour "District 9 : Unlock" 2020              | Dallas             | United States   | The Theatre at Grand Prairie  |
| February 5, 2020  | Stray Kids | Stray Kids World Tour "District 9 : Unlock" 2020              | Chicago            | United States   | Rosemont Theatre              |
| February 7, 2020  | Stray Kids | Stray Kids World Tour "District 9 : Unlock" 2020              | Miami              | United States   | Watsco Center                 |
| February 9, 2020  | Stray Kids | Stray Kids World Tour "District 9 : Unlock" 2020              | Phoenix            | United States   | Arizona Federal Theatre       |
| February 13, 2020 | Stray Kids | Stray Kids World Tour "District 9 : Unlock" 2020              | San Jose           | United States   | Provident Credit Union Center |
| February 16, 2020 | Stray Kids | Stray Kids World Tour "District 9 : Unlock" 2020              | Los Angeles        | United States   | Microsoft Theater             |
| January 30, 2020  | SuperM     | SuperM: We Are the Future Live                                | San Diego          | United States   | Viejas Arena                  |
| February 1, 2020  | SuperM     | SuperM: We Are the Future Live                                | Los Angeles        | United States   | The Forum                     |
| February 2, 2020  | SuperM     | SuperM: We Are the Future Live                                | San Jose           | United States   | SAP Center                    |
| February 4, 2020  | SuperM     | SuperM: We Are the Future Live                                | Kent               | United States   | accesso ShoWare Center        |
| February 6, 2020  | SuperM     | SuperM: We Are the Future Live                                | Vancouver          | Canada          | Rogers Arena                  |
| February 9, 2020  | SuperM     | SuperM: We Are the Future Live                                | Mexico City        | Mexico          | Mexico City Arena             |
| February 1, 2020  | Eric Nam   | Eric Nam BEFORE WE BEGIN WORLD TOUR 2020                      | San Diego          | United States   | House of Blues                |
| February 2, 2020  | Eric Nam   | Eric Nam BEFORE WE BEGIN WORLD TOUR 2020                      | Phoenix            | United States   | The Van Buren                 |
| February 5, 2020  | Eric Nam   | Eric Nam BEFORE WE BEGIN WORLD TOUR 2020                      | Dallas             | United States   | Granada Theater               |
| February 7, 2020  | Eric Nam   | Eric Nam BEFORE WE BEGIN WORLD TOUR 2020                      | Austin             | United States   | Scoot Inn                     |
| February 8, 2020  | Eric Nam   | Eric Nam BEFORE WE BEGIN WORLD TOUR 2020                      | Houston            | United States   | House of Blues                |
| February 10, 2020 | Eric Nam   | Eric Nam BEFORE WE BEGIN WORLD TOUR 2020                      | Nashville          | United States   | The Basement East             |
| February 12, 2020 | Eric Nam   | Eric Nam BEFORE WE BEGIN WORLD TOUR 2020                      | Orlando            | United States   | The Beacham                   |
| February 13, 2020 | Eric Nam   | Eric Nam BEFORE WE BEGIN WORLD TOUR 2020                      | Atlanta            | United States   | The Tabernacle                |
| February 15, 2020 | Eric Nam   | Eric Nam BEFORE WE BEGIN WORLD TOUR 2020                      | Raleigh            | United States   | Lincoln Theatre               |
| February 16, 2020 | Eric Nam   | Eric Nam BEFORE WE BEGIN WORLD TOUR 2020                      | Silver Spring      | United States   | The Fillmore Silver Spring    |
| February 18, 2020 | Eric Nam   | Eric Nam BEFORE WE BEGIN WORLD TOUR 2020                      | New York City      | United States   | Webster Hall                  |
| February 19, 2020 | Eric Nam   | Eric Nam BEFORE WE BEGIN WORLD TOUR 2020                      | New York City      | United States   | Webster Hall                  |
| February 21, 2020 | Eric Nam   | Eric Nam BEFORE WE BEGIN WORLD TOUR 2020                      | Boston             | United States   | Royale                        |
| February 22, 2020 | Eric Nam   | Eric Nam BEFORE WE BEGIN WORLD TOUR 2020                      | Philadelphia       | United States   | Union Transfer                |
| February 24, 2020 | Eric Nam   | Eric Nam BEFORE WE BEGIN WORLD TOUR 2020                      | Toronto            | Canada          | Danforth Music Hall           |
| February 25, 2020 | Eric Nam   | Eric Nam BEFORE WE BEGIN WORLD TOUR 2020                      | Detroit            | United States   | St. Andrew's Hall             |
| February 26, 2020 | Eric Nam   | Eric Nam BEFORE WE BEGIN WORLD TOUR 2020                      | Indianapolis       | United States   | Deluxe at Old National Centre |
| February 28, 2020 | Eric Nam   | Eric Nam BEFORE WE BEGIN WORLD TOUR 2020                      | Chicago            | United States   | Vic Theatre                   |
| February 29, 2020 | Eric Nam   | Eric Nam BEFORE WE BEGIN WORLD TOUR 2020                      | St. Paul           | United States   | Palace Theatre                |
| March 3, 2020     | Eric Nam   | Eric Nam BEFORE WE BEGIN WORLD TOUR 2020                      | Calgary            | Canada          | MacEwan Hall                  |
| March 5, 2020     | Eric Nam   | Eric Nam BEFORE WE BEGIN WORLD TOUR 2020                      | Seattle            | United States   | Neptune Theatre               |
| March 6, 2020     | Eric Nam   | Eric Nam BEFORE WE BEGIN WORLD TOUR 2020                      | Vancouver          | Canada          | Vogue Theatre                 |
| March 7, 2020     | Eric Nam   | Eric Nam BEFORE WE BEGIN WORLD TOUR 2020                      | Portland           | United States   | Wonder Ballroom               |
| March 10, 2020    | Eric Nam   | Eric Nam BEFORE WE BEGIN WORLD TOUR 2020                      | San Francisco      | United States   | The Warfield                  |
| February 14, 2020 | VAV        | VAV GRAND AMERICA TOUR                                        | San Francisco      | United States   | Cowell Theatre                |
| February 16, 2020 | VAV        | VAV GRAND AMERICA TOUR                                        | Chicago            | United States   | Concord Music Hall            |
| February 17, 2020 | VAV        | VAV GRAND AMERICA TOUR                                        | New York City      | United States   | Melrose Ballroom              |
| February 19, 2020 | VAV        | VAV GRAND AMERICA TOUR                                        | Toronto            | Canada          | Phoenix Concert Theatre       |
| February 21, 2020 | VAV        | VAV GRAND AMERICA TOUR                                        | Dallas             | United States   | South Side Music Hall         |
| February 23, 2020 | VAV        | VAV GRAND AMERICA TOUR                                        | Atlanta            | United States   | The Masquerade                |
| February 28, 2020 | VAV        | VAV GRAND AMERICA TOUR                                        | Ciudad de México   | Mexico          | Teatro Manolo Fàbregas        |
| March 1, 2020     | VAV        | VAV GRAND AMERICA TOUR                                        | Monterrey          | Mexico          | Teatro de la Anda             |
| March 7, 2020     | VAV        | VAV GRAND AMERICA TOUR                                        | Mérida             | Mexico          | Teatro Fantasio de Carlos     |
| March 8, 2020     | VAV        | VAV GRAND AMERICA TOUR                                        | Mérida             | Mexico          | Teatro Fantasio de Carlos     |
| March 11, 2020    | VAV        | VAV GRAND AMERICA TOUR                                        | Bogota             | Colombia        | Auditorio Mayor CUN           |
| February 23, 2020 | ONE        | One: Prvt Only in London                                      | London             | United Kingdom  | XOYO                          |
| February 24, 2020 | ONE        | One: Prvt Only in London                                      | Paris              | France          | La Bellevilloise              |
| February 26, 2020 | SuperM     | SuperM: We Are The Future Live                                | Paris              | France          | AccorHotels Arena             |
| February 28, 2020 | SuperM     | SuperM: We Are The Future Live                                | London             | England         | The O2 Arena                  |
| March 4, 2020     | Changmo    | ChangMo Underground Rockstar World Tour 2020 In North America | Seattle            | United States   | The Crocodile                 |
| March 6, 2020     | Changmo    | ChangMo Underground Rockstar World Tour 2020 In North America | Vancouver          | Canada          | VENUE                         |
| March 8, 2020     | Changmo    | ChangMo Underground Rockstar World Tour 2020 In North America | Los Angeles        | United States   | Teragram Ballroom             |
| March 12, 2020    | Changmo    | ChangMo Underground Rockstar World Tour 2020 In North America | Washington DC      | United States   | U Street Music Hall           |
| March 13, 2020    | Changmo    | ChangMo Underground Rockstar World Tour 2020 In North America | New York           | United States   | Music Hall of Williamsburg    |
| March 15, 2020    | Changmo    | ChangMo Underground Rockstar World Tour 2020 In North America | Toronto            | Canada          | Mod Club                      |
| March 18, 2020    | Changmo    | ChangMo Underground Rockstar World Tour 2020 In North America | Dallas             | United States   | Gas Monkey Live!              |
| March 6, 2020     | 1Team      | 1TEAM US Tour "Hello! Just One"                               | Chicago            | United States   | Avondale Music Hall           |
| March 8, 2020     | 1Team      | 1TEAM US Tour "Hello! Just One"                               | New York           | United States   | Music Hall of Williamsburg    |
| March 10, 2020    | 1Team      | 1TEAM US Tour "Hello! Just One"                               | Atlanta            | United States   | Masquerade Hall               |
| March 13, 2020    | 1Team      | 1TEAM US Tour "Hello! Just One"                               | Dallas             | United States   | South Side Music Hall         |
| March 15, 2020    | 1Team      | 1TEAM US Tour "Hello! Just One"                               | Los Angeles        | United States   | Teragram Ballroom             |
| March 6, 2020     | Everglow   | EVERLASTING TOUR IN USA                                       | Dallas             | United States   | South Side Music Hall         |
| March 8, 2020     | Everglow   | EVERLASTING TOUR IN USA                                       | Atlanta            | United States   | Center Stage                  |
| March 11, 2020    | Everglow   | EVERLASTING TOUR IN USA                                       | Chicago            | United States   | Vic Theatre                   |
| March 13, 2020    | Everglow   | EVERLASTING TOUR IN USA                                       | Jersey City        | United States   | White Eagle Hall              |
| March 10, 2020    | NCT 127    | Houston Rodeo                                                 | Houston            | United States   | NRG Stadium                   |

## 2021
| Ngày                 | Nghệ sĩ  | Chuyến lưu diễn                   | Thành phố          | Quốc gia | Địa điểm                        |
| -------------------- | -------- | --------------------------------- | ------------------ | -------- | ------------------------------- |
| 27 tháng 11 năm 2021 | BTS      | Permission to Dance on Stage — LA | Inglewood          | Hoa Kỳ   | Sân vận động SoFi               |
| 28 tháng 11 năm 2021 | BTS      | Permission to Dance on Stage — LA | Inglewood          | Hoa Kỳ   | Sân vận động SoFi               |
| 1 tháng 12 năm 2021  | BTS      | Permission to Dance on Stage — LA | Inglewood          | Hoa Kỳ   | Sân vận động SoFi               |
| 2 tháng 12 năm 2021  | BTS      | Permission to Dance on Stage — LA | Inglewood          | Hoa Kỳ   | Sân vận động SoFi               |
| 5 tháng 12 năm 2021  | Verivery | VERIVERY 1st Tour in U.S.         | Los Angeles        | Hoa Kỳ   | The Vermont Hollywood           |
| 6 tháng 12 năm 2021  | Verivery | VERIVERY 1st Tour in U.S.         | Tempe              | Hoa Kỳ   | Nhà hát Marquee                 |
| 9 tháng 12 năm 2021  | Verivery | VERIVERY 1st Tour in U.S.         | Dallas             | Hoa Kỳ   | Hội trường âm nhạc South Side   |
| 10 tháng 12 năm 2021 | Verivery | VERIVERY 1st Tour in U.S.         | Houston            | Hoa Kỳ   | Warehouse Live                  |
| 12 tháng 12 năm 2021 | Verivery | VERIVERY 1st Tour in U.S.         | St. Louis          | Hoa Kỳ   | Red Flag                        |
| 15 tháng 12 năm 2021 | Verivery | VERIVERY 1st Tour in U.S.         | Fort Wayne         | Hoa Kỳ   | Piere's                         |
| 17 tháng 12 năm 2021 | Verivery | VERIVERY 1st Tour in U.S.         | Cleveland          | Hoa Kỳ   | Phòng khiêu vũ và nhà hát Agora |
| 19 tháng 12 năm 2021 | Verivery | VERIVERY 1st Tour in U.S.         | Harrisburg         | Hoa Kỳ   | HMAC                            |
| 20 tháng 12 năm 2021 | Verivery | VERIVERY 1st Tour in U.S.         | Thành phố New York | Hoa Kỳ   | Hội trường Sony                 |

## 2022

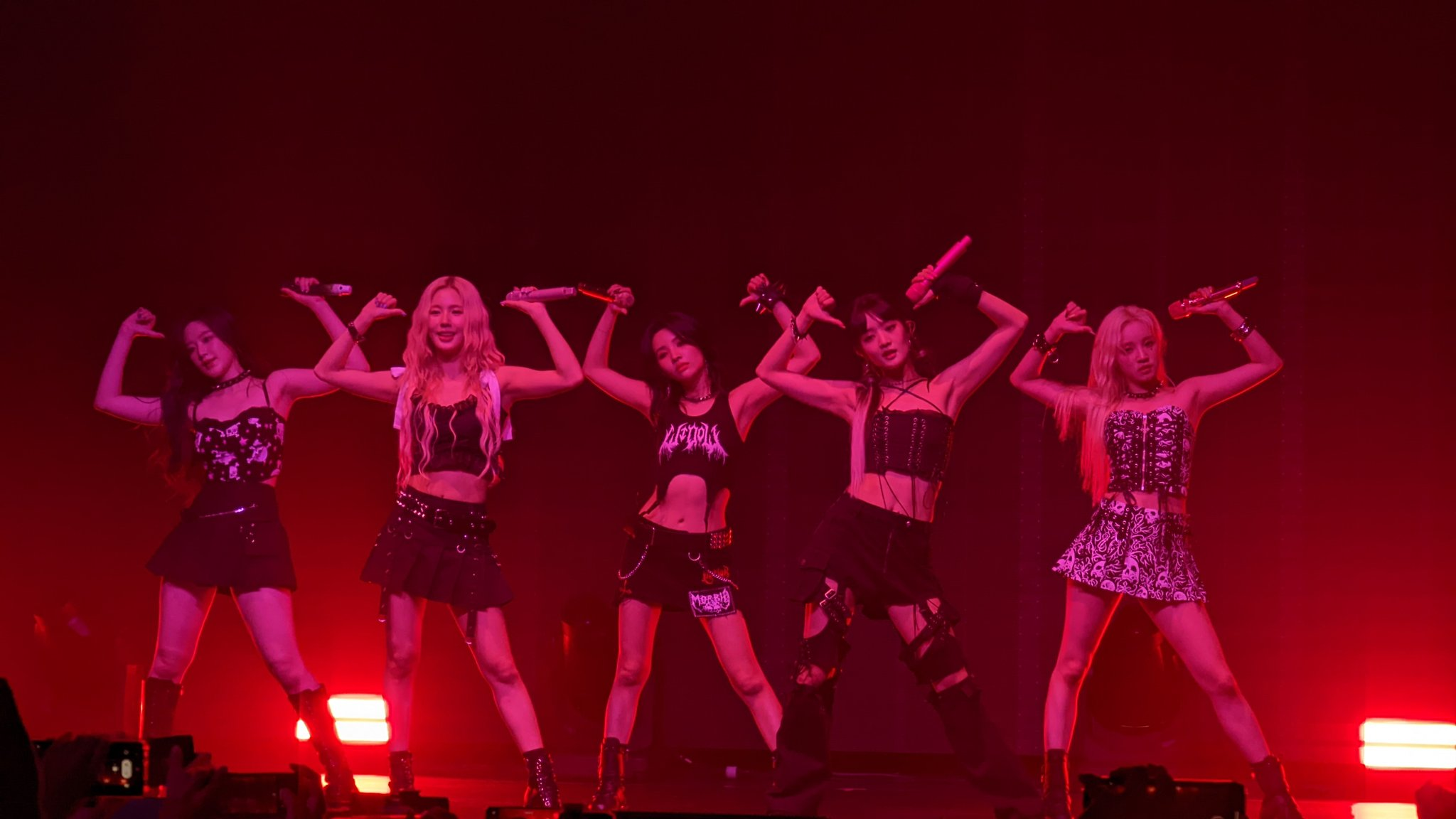
(G)I-dle 2022 Just Me I-dle World Tour in San Francisco

| Date               | Artist                                                       | Tour                                                 | City             | Country         | Venue                                |
| ------------------ | ------------------------------------------------------------ | ---------------------------------------------------- | ---------------- | --------------- | ------------------------------------ |
| January 18, 2022   | Ateez                                                        | The Fellowship: Beginning of the End                 | Chicago          | United States   | Wintrust Arena                       |
| January 20, 2022   | Ateez                                                        | The Fellowship: Beginning of the End                 | Atlanta          | United States   | Gas South Arena                      |
| January 24, 2022   | Ateez                                                        | The Fellowship: Beginning of the End                 | Newark           | United States   | Trung tâm Prudential                 |
| January 27, 2022   | Ateez                                                        | The Fellowship: Beginning of the End                 | Dallas           | United States   | Texas Trust CU Theatre               |
| January 30, 2022   | Ateez                                                        | The Fellowship: Beginning of the End                 | Inglewood        | United States   | The Forum                            |
| January 31, 2022   | Ateez                                                        | The Fellowship: Beginning of the End                 | Inglewood        | United States   | The Forum                            |
| February 15, 2022  | Twice                                                        | Twice 4th World Tour "III"                           | Inglewood        | United States   | The Forum                            |
| February 16, 2022  | Twice                                                        | Twice 4th World Tour "III"                           | Inglewood        | United States   | The Forum                            |
| February 18, 2022  | Twice                                                        | Twice 4th World Tour "III"                           | Oakland          | United States   | Oakland Arena                        |
| February 22, 2022  | Twice                                                        | Twice 4th World Tour "III"                           | Fort Worth       | United States   | Dickies Arena                        |
| February 24, 2022  | Twice                                                        | Twice 4th World Tour "III"                           | Atlanta          | United States   | State Farm Arena                     |
| February 26, 2022  | Twice                                                        | Twice 4th World Tour "III"                           | New York City    | United States   | UBS Arena                            |
| February 27, 2022  | Twice                                                        | Twice 4th World Tour "III"                           | New York City    | United States   | UBS Arena                            |
| April 8, 2022      | BTS                                                          | Permission to Dance on Stage — Las Vegas             | Paradise         | United States   | Sân vận động Allegiant               |
| April 9, 2022      | BTS                                                          | Permission to Dance on Stage — Las Vegas             | Paradise         | United States   | Sân vận động Allegiant               |
| April 15, 2022     | BTS                                                          | Permission to Dance on Stage — Las Vegas             | Paradise         | United States   | Sân vận động Allegiant               |
| April 16, 2022     | BTS                                                          | Permission to Dance on Stage — Las Vegas             | Paradise         | United States   | Sân vận động Allegiant               |
| April 23, 2022     | Ateez                                                        | The Fellowship: Beginning of the End                 | Madrid           | Spain           | Palacio Vistalegre                   |
| April 24, 2022     | Ateez                                                        | The Fellowship: Beginning of the End                 | Madrid           | Spain           | Palacio Vistalegre                   |
| April 30, 2022     | Ateez                                                        | The Fellowship: Beginning of the End                 | London           | England         | OVO Arena Wembley                    |
| May 1, 2022        | Ateez                                                        | The Fellowship: Beginning of the End                 | London           | England         | OVO Arena Wembley                    |
| May 4, 2022        | Ateez                                                        | The Fellowship: Beginning of the End                 | Paris            | France          | Accor Arena                          |
| May 8, 2022        | Ateez                                                        | The Fellowship: Beginning of the End                 | Berlin           | Germany         | Mercedes-Benz Arena                  |
| May 9, 2022        | Ateez                                                        | The Fellowship: Beginning of the End                 | Berlin           | Germany         | Mercedes-Benz Arena                  |
| May 12, 2022       | Ateez                                                        | The Fellowship: Beginning of the End                 | Amsterdam        | Netherlands     | AFAS Live                            |
| May 5, 2022        | Yugyeom                                                      | Yugyeom Meets Germany - The Tour                     | Berlin           | Germany         | Verti Music Hall                     |
| May 7, 2022        | Yugyeom                                                      | Yugyeom Meets Germany - The Tour                     | Munich           | Germany         | Backstage                            |
| May 8, 2022        | Yugyeom                                                      | Yugyeom Meets Germany - The Tour                     | Oberhausen       | Germany         | Turbinenhalle                        |
| May 10, 2022       | Yugyeom                                                      | "London Got YuGyeom" Concert                         | London           | United Kingdom  | Heaven                               |
| May 11, 2022       | Yugyeom                                                      | "Paris Got YuGyeom" Concert                          | Paris            | France          | Bataclan                             |
| May 14, 2022       | Twice                                                        | Twice 4th World Tour "III"                           | Los Angeles      | United States   | Sân vận động Banc of California      |
| May 15, 2022       | Twice                                                        | Twice 4th World Tour "III"                           | Los Angeles      | United States   | Sân vận động Banc of California      |
| May 14, 2022       | AB6IX, Enhypen, (G)I-dle, Ive, Kai, Mamamoo, NCT Dream       | KPOP.FLEX                                            | Frankfurt        | Germany         | Deutsche Bank Park                   |
| May 15, 2022       | AB6IX, Dreamcatcher, (G)I-dle, Ive, Mamamoo, Monsta X, Oneus | KPOP.FLEX                                            | Frankfurt        | Germany         | Deutsche Bank Park                   |
| May 21, 2022       | Monsta X                                                     | No Limit Tour                                        | New York City    | United States   | Radio City Music Hall                |
| May 24, 2022       | Monsta X                                                     | No Limit Tour                                        | Fairfax          | United States   | EagleBank Arena                      |
| May 26, 2022       | Monsta X                                                     | No Limit Tour                                        | Detroit          | United States   | Fox Theatre                          |
| May 28, 2022       | Monsta X                                                     | No Limit Tour                                        | Chicago          | United States   | Chicago Theatre                      |
| June 1, 2022       | Monsta X                                                     | No Limit Tour                                        | Sunrise          | United States   | FLA Live Arena                       |
| June 4, 2022       | Monsta X                                                     | No Limit Tour                                        | Duluth           | United States   | Gas South Arena                      |
| June 6, 2022       | Monsta X                                                     | No Limit Tour                                        | Fort Worth       | United States   | Dickies Arena                        |
| June 8, 2022       | Monsta X                                                     | No Limit Tour                                        | Phoenix          | United States   | Arizona Federal Theatre              |
| June 11, 2022      | Monsta X                                                     | No Limit Tour                                        | Inglewood        | United States   | The Forum                            |
| May 29, 2022       | The Boyz                                                     | The Boyz World Tour: The B-Zone                      | Los Angeles      | United States   | Pasadena Civic Auditorium            |
| June 1, 2022       | The Boyz                                                     | The Boyz World Tour: The B-Zone                      | Chicago          | United States   | Rosemont Theatre                     |
| June 3, 2022       | The Boyz                                                     | The Boyz World Tour: The B-Zone                      | Newark           | United States   | NJ Performing Arts Center            |
| June 5, 2022       | The Boyz                                                     | The Boyz World Tour: The B-Zone                      | Atlanta          | United States   | Coca-Cola Roxy                       |
| June 8, 2022       | The Boyz                                                     | The Boyz World Tour: The B-Zone                      | Dallas           | United States   | Texas Trust CU Theatre               |
| June 10, 2022      | The Boyz                                                     | The Boyz World Tour: The B-Zone                      | San Jose         | United States   | San Jose Civic                       |
| June 20, 2022      | The Boyz                                                     | The Boyz World Tour: The B-Zone                      | London           | United Kingdom  | OVO Arena, Wembley                   |
| June 22, 2022      | The Boyz                                                     | The Boyz World Tour: The B-Zone                      | Rotterdam        | Netherlands     | AHOY, RTM Stage                      |
| June 25, 2022      | The Boyz                                                     | The Boyz World Tour: The B-Zone                      | Paris            | France          | La Seine Musicale                    |
| June 28, 2022      | The Boyz                                                     | The Boyz World Tour: The B-Zone                      | Berlin           | Germany         | Verti Music Hall                     |
| June 28, 2022      | Dreamcatcher                                                 | [Apocalypse: Save Us] 2022 Dreamcatcher World Tour   | New York City    | United States   | Palladium Times Square               |
| July 1, 2022       | Dreamcatcher                                                 | [Apocalypse: Save Us] 2022 Dreamcatcher World Tour   | Reading          | United States   | Santander Arena                      |
| July 3, 2022       | Dreamcatcher                                                 | [Apocalypse: Save Us] 2022 Dreamcatcher World Tour   | Louisville       | United States   | Old Forester's Paristown Hall        |
| July 7, 2022       | Dreamcatcher                                                 | [Apocalypse: Save Us] 2022 Dreamcatcher World Tour   | Chicago          | United States   | Radius Chicago                       |
| July 9, 2022       | Dreamcatcher                                                 | [Apocalypse: Save Us] 2022 Dreamcatcher World Tour   | Minneapolis      | United States   | Skyway Theater                       |
| July 12, 2022      | Dreamcatcher                                                 | [Apocalypse: Save Us] 2022 Dreamcatcher World Tour   | Denver           | United States   | Fillmore Auditorium                  |
| July 14, 2022      | Dreamcatcher                                                 | [Apocalypse: Save Us] 2022 Dreamcatcher World Tour   | San Francisco    | United States   | The Midway                           |
| July 16, 2022      | Dreamcatcher                                                 | [Apocalypse: Save Us] 2022 Dreamcatcher World Tour   | Los Angeles      | United States   | The Wiltern                          |
| July 17, 2022      | Dreamcatcher                                                 | [Apocalypse: Save Us] 2022 Dreamcatcher World Tour   | Los Angeles      | United States   | The Wiltern                          |
| July 20, 2022      | Dreamcatcher                                                 | [Apocalypse: Save Us] 2022 Dreamcatcher World Tour   | Mexico City      | Mexico          | Auditorio BB                         |
| June 28, 2022      | Stray Kids                                                   | Stray Kids 2nd World Tour "Maniac"                   | Newark           | United States   | Trung tâm Prudential                 |
| June 29, 2022      | Stray Kids                                                   | Stray Kids 2nd World Tour "Maniac"                   | Newark           | United States   | Trung tâm Prudential                 |
| July 1, 2022       | Stray Kids                                                   | Stray Kids 2nd World Tour "Maniac"                   | Chicago          | United States   | Trung tâm United                     |
| July 9, 2022       | Stray Kids                                                   | Stray Kids 2nd World Tour "Maniac"                   | Inglewood        | United States   | Kia Forum                            |
| July 10, 2022      | Stray Kids                                                   | Stray Kids 2nd World Tour "Maniac"                   | Inglewood        | United States   | Kia Forum                            |
| July 12, 2022      | Stray Kids                                                   | Stray Kids 2nd World Tour "Maniac"                   | Oakland          | United States   | Oakland Arena                        |
| July 14, 2022      | Stray Kids                                                   | Stray Kids 2nd World Tour "Maniac"                   | Seattle          | United States   | Climate Pledge Arena                 |
| July 15, 2022      | Stray Kids                                                   | Stray Kids 2nd World Tour "Maniac"                   | Seattle          | United States   | Climate Pledge Arena                 |
| July 19, 2022      | Stray Kids                                                   | Stray Kids 2nd World Tour "Maniac"                   | Anaheim          | United States   | Honda Center                         |
| July 20, 2022      | Stray Kids                                                   | Stray Kids 2nd World Tour "Maniac"                   | Anaheim          | United States   | Honda Center                         |
| July 7, 2022       | Tomorrow X Together                                          | Act: Lovesick                                        | Chicago          | United States   | Rosemont Theatre                     |
| July 9, 2022       | Tomorrow X Together                                          | Act: Lovesick                                        | New York         | United States   | Hulu Theater                         |
| July 12, 2022      | Tomorrow X Together                                          | Act: Lovesick                                        | Atlanta          | United States   | Fox Theatre                          |
| July 14, 2022      | Tomorrow X Together                                          | Act: Lovesick                                        | Dallas           | United States   | Texas Trust CU Theatre               |
| July 17, 2022      | Tomorrow X Together                                          | Act: Lovesick                                        | Houston          | United States   | Smart Financial Centre               |
| July 21, 2022      | Tomorrow X Together                                          | Act: Lovesick                                        | San Francisco    | United States   | Bill Graham Civic Auditorium         |
| July 23, 2022      | Tomorrow X Together                                          | Act: Lovesick                                        | Los Angeles      | United States   | Microsoft Theater                    |
| July 24, 2022      | Tomorrow X Together                                          | Act: Lovesick                                        | Los Angeles      | United States   | Microsoft Theater                    |
| July 22, 2022      | (G)I-dle                                                     | Just Me ( )I-dle World Tour                          | Los Angeles      | United States   | The Novo                             |
| July 24, 2022      | (G)I-dle                                                     | Just Me ( )I-dle World Tour                          | San Francisco    | United States   | The Warfield                         |
| July 27, 2022      | (G)I-dle                                                     | Just Me ( )I-dle World Tour                          | Seattle          | United States   | Showbox Sodo                         |
| July 30, 2022      | (G)I-dle                                                     | Just Me ( )I-dle World Tour                          | Dallas           | United States   | The Factory in Deep Ellum            |
| August 1, 2022     | (G)I-dle                                                     | Just Me ( )I-dle World Tour                          | Houston          | United States   | The Hobby Center                     |
| August 3, 2022     | (G)I-dle                                                     | Just Me ( )I-dle World Tour                          | Chicago          | United States   | Radius                               |
| August 5, 2022     | (G)I-dle                                                     | Just Me ( )I-dle World Tour                          | New York         | United States   | Terminal 5                           |
| August 7, 2022     | (G)I-dle                                                     | Just Me ( )I-dle World Tour                          | Atlanta          | United States   | Cobb Energy Centre                   |
| August 10, 2022    | (G)I-dle                                                     | Just Me ( )I-dle World Tour                          | Santiago         | Chile           | Teatro Caupolicán                    |
| August 12, 2022    | (G)I-dle                                                     | Just Me ( )I-dle World Tour                          | Mexico City      | Mexico          | Pepsi Center WTC                     |
| August 14, 2022    | (G)I-dle                                                     | Just Me ( )I-dle World Tour                          | Monterrey        | Mexico          | Showcenter Complex                   |
| July 27, 2022      | Kard                                                         | 2022 Wild Kard in Mexico & Chile                     | Santiago         | Chile           | Teatro Caupolicán                    |
| July 31, 2022      | Kard                                                         | 2022 Wild Kard in Mexico & Chile                     | Mexico City      | Mexico          | Auditorio BB                         |
| August 1, 2022     | Loona                                                        | 2022 Loona 1st World Tour: Loonatheworld             | Los Angeles      | United States   | The Wiltern                          |
| August 2, 2022     | Loona                                                        | 2022 Loona 1st World Tour: Loonatheworld             | Los Angeles      | United States   | The Wiltern                          |
| August 4, 2022     | Loona                                                        | 2022 Loona 1st World Tour: Loonatheworld             | San Francisco    | United States   | The Midway                           |
| August 6, 2022     | Loona                                                        | 2022 Loona 1st World Tour: Loonatheworld             | Denver           | United States   | Fillmore Auditorium                  |
| August 8, 2022     | Loona                                                        | 2022 Loona 1st World Tour: Loonatheworld             | Kansas City      | United States   | Uptown Theater                       |
| August 11, 2022    | Loona                                                        | 2022 Loona 1st World Tour: Loonatheworld             | Chicago          | United States   | Radius Chicago                       |
| August 13, 2022    | Loona                                                        | 2022 Loona 1st World Tour: Loonatheworld             | Louisville       | United States   | Old Forester's Paristown Hall        |
| August 15, 2022    | Loona                                                        | 2022 Loona 1st World Tour: Loonatheworld             | Reading          | United States   | Santander Arena                      |
| August 17, 2022    | Loona                                                        | 2022 Loona 1st World Tour: Loonatheworld             | Washington DC    | United States   | MGM National Harbor                  |
| August 19, 2022    | Loona                                                        | 2022 Loona 1st World Tour: Loonatheworld             | New York City    | United States   | Palladium Times Square               |
| August 23, 2022    | Loona                                                        | 2022 Loona 1st World Tour: Loonatheworld             | Atlanta          | United States   | Coca-Cola Roxy                       |
| August 25, 2022    | Loona                                                        | 2022 Loona 1st World Tour: Loonatheworld             | Dallas           | United States   | Music Hall at Fair Park              |
| August 26, 2022    | Loona                                                        | 2022 Loona 1st World Tour: Loonatheworld             | Houston          | United States   | 713 Music Hall                       |
| August 28, 2022    | Loona                                                        | 2022 Loona 1st World Tour: Loonatheworld             | Mexico City      | Mexico          | Pepsi Center                         |
| September 6, 2022  | Loona                                                        | 2022 Loona 1st World Tour: Loonatheworld             | Warsaw           | Poland          | Arena COS Torwar                     |
| September 8, 2022  | Loona                                                        | 2022 Loona 1st World Tour: Loonatheworld             | Amsterdam        | The Netherlands | AFAS Live                            |
| September 11, 2022 | Loona                                                        | 2022 Loona 1st World Tour: Loonatheworld             | Frankfurt        | Germany         | Jahrhunderthalle                     |
| September 13, 2022 | Loona                                                        | 2022 Loona 1st World Tour: Loonatheworld             | Paris            | France          | Le Zenith                            |
| September 16, 2022 | Loona                                                        | 2022 Loona 1st World Tour: Loonatheworld             | London           | United Kingdom  | O2 Academy Brixton                   |
| August 10, 2022    | Seventeen                                                    | Seventeen World Tour "Be the Sun"                    | Vancouver        | Canada          | Rogers Arena                         |
| August 12, 2022    | Seventeen                                                    | Seventeen World Tour "Be the Sun"                    | Seattle          | United States   | Climate Pledge Arena                 |
| August 14, 2022    | Seventeen                                                    | Seventeen World Tour "Be the Sun"                    | Oakland          | United States   | Oakland Arena                        |
| August 17, 2022    | Seventeen                                                    | Seventeen World Tour "Be the Sun"                    | Inglewood        | United States   | Kia Forum                            |
| August 20, 2022    | Seventeen                                                    | Seventeen World Tour "Be the Sun"                    | Houston          | United States   | Trung tâm Toyota                     |
| August 23, 2022    | Seventeen                                                    | Seventeen World Tour "Be the Sun"                    | Fort Worth       | United States   | Dickies Arena                        |
| August 25, 2022    | Seventeen                                                    | Seventeen World Tour "Be the Sun"                    | Chicago          | United States   | Trung tâm United                     |
| August 28, 2022    | Seventeen                                                    | Seventeen World Tour "Be the Sun"                    | Washington, D.C. | United States   | Capital One Arena                    |
| August 30, 2022    | Seventeen                                                    | Seventeen World Tour "Be the Sun"                    | Atlanta          | United States   | State Farm Arena                     |
| September 1, 2022  | Seventeen                                                    | Seventeen World Tour "Be the Sun"                    | Belmont Park     | United States   | UBS Arena                            |
| September 3, 2022  | Seventeen                                                    | Seventeen World Tour "Be the Sun"                    | Toronto          | Canada          | Scotiabank Arena                     |
| September 6, 2022  | Seventeen                                                    | Seventeen World Tour "Be the Sun"                    | Newark           | United States   | Trung tâm Prudential                 |
| August 14, 2022    | Sunmi                                                        | 2022 Sunmi Tour 'Good Girl Gone Mad'                 | Warsaw           | Poland          | Progresja                            |
| August 17, 2022    | Sunmi                                                        | 2022 Sunmi Tour 'Good Girl Gone Mad'                 | Madrid           | Spain           | Palacio Vistalegre                   |
| August 19, 2022    | Sunmi                                                        | 2022 Sunmi Tour 'Good Girl Gone Mad'                 | Offenbach        | Germany         | Capitol Theater                      |
| August 21, 2022    | Sunmi                                                        | 2022 Sunmi Tour 'Good Girl Gone Mad'                 | London           | England         | Troxy                                |
| August 23, 2022    | Sunmi                                                        | 2022 Sunmi Tour 'Good Girl Gone Mad'                 | Amsterdam        | Netherlands     | Melkweg                              |
| August 26, 2022    | Sunmi                                                        | 2022 Sunmi Tour 'Good Girl Gone Mad'                 | Paris            | France          | Salle Pleyel                         |
| August 28, 2022    | Sunmi                                                        | 2022 Sunmi Tour 'Good Girl Gone Mad'                 | Helsinki         | Finland         | Kulttuuritalo                        |
| September 2, 2022  | Sunmi                                                        | 2022 Sunmi Tour 'Good Girl Gone Mad'                 | Chicago          | United States   | Riviera Theatre                      |
| September 4, 2022  | Sunmi                                                        | 2022 Sunmi Tour 'Good Girl Gone Mad'                 | New York City    | United States   | Terminal 5                           |
| September 6 2022   | Sunmi                                                        | 2022 Sunmi Tour 'Good Girl Gone Mad'                 | Toronto          | Canada          | Massey Hall                          |
| September 8, 2022  | Sunmi                                                        | 2022 Sunmi Tour 'Good Girl Gone Mad'                 | Atlanta          | United States   | Tabernacle                           |
| September 10, 2022 | Sunmi                                                        | 2022 Sunmi Tour 'Good Girl Gone Mad'                 | Seattle          | United States   | Showbox SoDo                         |
| September 12, 2022 | Sunmi                                                        | 2022 Sunmi Tour 'Good Girl Gone Mad'                 | Los Angeles      | United States   | Wiltern Theatre                      |
| September 13, 2022 | Sunmi                                                        | 2022 Sunmi Tour 'Good Girl Gone Mad'                 | San Francisco    | United States   | Warfield Theatre                     |
| September 15, 2022 | Sunmi                                                        | 2022 Sunmi Tour 'Good Girl Gone Mad'                 | Vancouver        | Canada          | Queen Elizabeth Theatre              |
| October 2, 2022    | Enhypen                                                      | 1st World Tour "Manifesto"                           | Anaheim          | United States   | Honda Center                         |
| October 6, 2022    | Enhypen                                                      | 1st World Tour "Manifesto"                           | Fort Worth       | United States   | Dickies Arena                        |
| October 8, 2022    | Enhypen                                                      | 1st World Tour "Manifesto"                           | Houston          | United States   | Smart Financial Centre               |
| October 11, 2022   | Enhypen                                                      | 1st World Tour "Manifesto"                           | Atlanta          | United States   | Gas South Arena                      |
| October 13, 2022   | Enhypen                                                      | 1st World Tour "Manifesto"                           | Chicago          | United States   | Wintrust Arena                       |
| October 15, 2022   | Enhypen                                                      | 1st World Tour "Manifesto"                           | New York City    | United States   | Radio City Music Hall                |
| October 6, 2022    | NCT 127                                                      | NCT 127 2nd Tour 'Neo City - The Link'               | Los Angeles      | United States   | Crypto.com Arena                     |
| October 13, 2022   | NCT 127                                                      | NCT 127 2nd Tour 'Neo City - The Link'               | Newark           | United States   | Trung tâm Prudential                 |
| October 13, 2022   | The Rose                                                     | Heal Together World Tour                             | Chicago          | United States   | Radius                               |
| October 15, 2022   | The Rose                                                     | Heal Together World Tour                             | Minneapolis      | United States   | The Fillmore                         |
| October 18, 2022   | The Rose                                                     | Heal Together World Tour                             | Boston           | United States   | Roadrunner                           |
| October 19, 2022   | The Rose                                                     | Heal Together World Tour                             | New York         | United States   | Terminal 5                           |
| October 24, 2022   | The Rose                                                     | Heal Together World Tour                             | Toronto          | Canada          | History                              |
| October 27, 2022   | The Rose                                                     | Heal Together World Tour                             | Washington       | United States   | Warner Theatre                       |
| October 29, 2022   | The Rose                                                     | Heal Together World Tour                             | Atlanta          | United States   | Buckhead Theatre                     |
| November 1, 2022   | The Rose                                                     | Heal Together World Tour                             | Houston          | United States   | Bayou Music Center                   |
| November 3, 2022   | The Rose                                                     | Heal Together World Tour                             | Dallas           | United States   | The Factory in Deep Ellum            |
| November 6, 2022   | The Rose                                                     | Heal Together World Tour                             | Phoenix          | United States   | Phoenix Orpheum                      |
| November 7, 2022   | The Rose                                                     | Heal Together World Tour                             | Las Vegas        | United States   | House of Blues                       |
| November 9, 2022   | The Rose                                                     | Heal Together World Tour                             | San Francisco    | United States   | The Warfield                         |
| November 13, 2022  | The Rose                                                     | Heal Together World Tour                             | Seattle          | United States   | Showbox SoDo                         |
| November 16, 2022  | The Rose                                                     | Heal Together World Tour                             | Anaheim          | United States   | House of Blues                       |
| November 20, 2022  | The Rose                                                     | Heal Together World Tour                             | Los Angeles      | United States   | Hollywood Palladium                  |
| November 26, 2022  | The Rose                                                     | Heal Together World Tour                             | Mexico City      | Mexico          | Auditorio BB                         |
| November 28, 2022  | The Rose                                                     | Heal Together World Tour                             | Santiago         | Chile           | Teatro Coliseo                       |
| November 30, 2022  | The Rose                                                     | Heal Together World Tour                             | Lima             | Peru            | Arena Bar                            |
| December 2, 2022   | The Rose                                                     | Heal Together World Tour                             | Lima             | Peru            | Arena Bar                            |
| December 4, 2022   | The Rose                                                     | Heal Together World Tour                             | São Paulo        | Brazil          | Espaço Unimed                        |
| December 6, 2022   | The Rose                                                     | Heal Together World Tour                             | Buenos Aires     | Argentina       | C Complejo Art Media                 |
| October 25, 2022   | Blackpink                                                    | Born Pink World Tour                                 | Dallas           | United States   | Trung tâm American Airlines          |
| October 26, 2022   | Blackpink                                                    | Born Pink World Tour                                 | Dallas           | United States   | Trung tâm American Airlines          |
| October 29, 2022   | Blackpink                                                    | Born Pink World Tour                                 | Houston          | United States   | Trung tâm Toyota                     |
| October 30, 2022   | Blackpink                                                    | Born Pink World Tour                                 | Houston          | United States   | Trung tâm Toyota                     |
| November 2, 2022   | Blackpink                                                    | Born Pink World Tour                                 | Atlanta          | United States   | State Farm Arena                     |
| November 3, 2022   | Blackpink                                                    | Born Pink World Tour                                 | Atlanta          | United States   | State Farm Arena                     |
| November 6, 2022   | Blackpink                                                    | Born Pink World Tour                                 | Hamilton         | Canada          | Trung tâm FirstOntario               |
| November 7, 2022   | Blackpink                                                    | Born Pink World Tour                                 | Hamilton         | Canada          | Trung tâm FirstOntario               |
| November 10, 2022  | Blackpink                                                    | Born Pink World Tour                                 | Chicago          | United States   | Trung tâm United                     |
| November 11, 2022  | Blackpink                                                    | Born Pink World Tour                                 | Chicago          | United States   | Trung tâm United                     |
| November 14, 2022  | Blackpink                                                    | Born Pink World Tour                                 | Newark           | United States   | Trung tâm Prudential                 |
| November 15, 2022  | Blackpink                                                    | Born Pink World Tour                                 | Newark           | United States   | Trung tâm Prudential                 |
| November 19, 2022  | Blackpink                                                    | Born Pink World Tour                                 | Los Angeles      | United States   | Sân vận động Banc of California      |
| November 20, 2022  | Blackpink                                                    | Born Pink World Tour                                 | Los Angeles      | United States   | Sân vận động Banc of California      |
| October 26, 2022   | Itzy                                                         | Checkmate World Tour                                 | Los Angeles      | United States   | Youtube Theater                      |
| October 29, 2022   | Itzy                                                         | Checkmate World Tour                                 | Phoenix          | United States   | Arizona Federal Theater              |
| November 1, 2022   | Itzy                                                         | Checkmate World Tour                                 | Dallas           | United States   | The Pavilion at Toyota Music Factory |
| November 3, 2022   | Itzy                                                         | Checkmate World Tour                                 | Houston          | United States   | Smart Financial Centre at Sugar Land |
| November 5, 2022   | Itzy                                                         | Checkmate World Tour                                 | Atlanta          | United States   | Fox Theater                          |
| November 7, 2022   | Itzy                                                         | Checkmate World Tour                                 | Chicago          | United States   | Rosemont Theater                     |
| November 10, 2022  | Itzy                                                         | Checkmate World Tour                                 | Boston           | United States   | MGM Music Hall at Fenway             |
| November 13, 2022  | Itzy                                                         | Checkmate World Tour                                 | New York City    | United States   | Hulu Theater                         |
| November 5, 2022   | Ateez                                                        | The Fellowship: Break the Wall                       | Oakland          | United States   | Oakland Arena                        |
| November 7, 2022   | Ateez                                                        | The Fellowship: Break the Wall                       | Anaheim          | United States   | Honda Center                         |
| November 8, 2022   | Ateez                                                        | The Fellowship: Break the Wall                       | Anaheim          | United States   | Honda Center                         |
| November 10, 2022  | Ateez                                                        | The Fellowship: Break the Wall                       | Glendale         | United States   | Desert Diamond Arena                 |
| November 16, 2022  | Ateez                                                        | The Fellowship: Break the Wall                       | Fort Worth       | United States   | Dickies Arena                        |
| November 19, 2022  | Ateez                                                        | The Fellowship: Break the Wall                       | Chicago          | United States   | Wintrust Arena                       |
| November 21, 2022  | Ateez                                                        | The Fellowship: Break the Wall                       | Atlanta          | United States   | State Farm Arena                     |
| November 22, 2022  | Ateez                                                        | The Fellowship: Break the Wall                       | Atlanta          | United States   | State Farm Arena                     |
| November 27, 2022  | Ateez                                                        | The Fellowship: Break the Wall                       | Newark           | United States   | Trung tâm Prudential                 |
| November 28, 2022  | Ateez                                                        | The Fellowship: Break the Wall                       | Newark           | United States   | Trung tâm Prudential                 |
| December 2, 2022   | Ateez                                                        | The Fellowship: Break the Wall                       | Hamilton         | Canada          | Trung tâm FirstOntario               |
| November 12, 2022  | Ateez, (G)I-dle, NCT Dream, STAYC, The Boyz, TXT             | Music Bank World Tour                                | Santiago         | Chile           | Estadio Monumental David Arellano    |
| November 14, 2022  | Dreamcatcher                                                 | [Apocalypse: Follow Us] 2022 Dreamcatcher World Tour | Berlin           | Germany         | Verti Music Hall                     |
| November 17, 2022  | Dreamcatcher                                                 | [Apocalypse: Follow Us] 2022 Dreamcatcher World Tour | Tilburg          | The Netherlands | 013                                  |
| November 20, 2022  | Dreamcatcher                                                 | [Apocalypse: Follow Us] 2022 Dreamcatcher World Tour | Warsaw           | Poland          | Palladium                            |
| November 22, 2022  | Dreamcatcher                                                 | [Apocalypse: Follow Us] 2022 Dreamcatcher World Tour | London           | United Kingdom  | Brixton Academy                      |
| November 24, 2022  | Dreamcatcher                                                 | [Apocalypse: Follow Us] 2022 Dreamcatcher World Tour | Paris            | France          | Le Zénith                            |
| November 30, 2022  | Blackpink                                                    | Born Pink World Tour                                 | London           | England         | The O2 Arena                         |
| December 1, 2022   | Blackpink                                                    | Born Pink World Tour                                 | London           | England         | The O2 Arena                         |
| December 5, 2022   | Blackpink                                                    | Born Pink World Tour                                 | Barcelona        | Spain           | Palau Sant Jordi                     |
| December 8, 2022   | Blackpink                                                    | Born Pink World Tour                                 | Cologne          | Germany         | Lanxess Arena                        |
| December 11, 2022  | Blackpink                                                    | Born Pink World Tour                                 | Paris            | France          | Accor Arena                          |
| December 12, 2022  | Blackpink                                                    | Born Pink World Tour                                 | Paris            | France          | Accor Arena                          |
| December 15, 2022  | Blackpink                                                    | Born Pink World Tour                                 | Copenhagen       | Denmark         | Royal Arena                          |
| December 19, 2022  | Blackpink                                                    | Born Pink World Tour                                 | Berlin           | Germany         | Mercedes-Benz Arena                  |
| December 20, 2022  | Blackpink                                                    | Born Pink World Tour                                 | Berlin           | Germany         | Mercedes-Benz Arena                  |
| December 22, 2022  | Blackpink                                                    | Born Pink World Tour                                 | Amsterdam        | Netherlands     | Ziggo Dome                           |

## 2023
| Date              | Artist   | Tour                     | City       | Country        | Venue                    |
| ----------------- | -------- | ------------------------ | ---------- | -------------- | ------------------------ |
| January 23, 2023  | The Rose | Heal Together World Tour | Brussels   | Belgium        | La Madeleine             |
| January 25, 2023  | The Rose | Heal Together World Tour | Zurich     | Switzerland    | Volkshaus                |
| January 26, 2023  | The Rose | Heal Together World Tour | Milan      | Italy          | Alcatraz                 |
| January 29, 2023  | The Rose | Heal Together World Tour | Munich     | Germany        | Muffathalle              |
| January 31, 2023  | The Rose | Heal Together World Tour | Warsaw     | Poland         | Stodola                  |
| February 2, 2023  | The Rose | Heal Together World Tour | Berlin     | Germany        | Huxleys                  |
| February 5, 2023  | The Rose | Heal Together World Tour | Oslo       | Norway         | Sentrum Scene            |
| February 6, 2023  | The Rose | Heal Together World Tour | Copenhagen | Denmark        | Amager Bio               |
| February 8, 2023  | The Rose | Heal Together World Tour | Stockholm  | Sweden         | Arenan Fryshuset         |
| February 10, 2023 | The Rose | Heal Together World Tour | Cologne    | Germany        | Live Music Hall          |
| February 12, 2023 | The Rose | Heal Together World Tour | Utrecht    | Netherlands    | TivoliVredenburg - Ronda |
| February 14, 2023 | The Rose | Heal Together World Tour | London     | United Kingdom | O2 Forum Kentish Town    |
| February 16, 2023 | The Rose | Heal Together World Tour | Paris      | France         | Le Bataclan              |
| February 19, 2023 | The Rose | Heal Together World Tour | Barcelona  | Spain          | Razzmatazz Room 1        |

## Định kỳ
| Ngày     | Nghệ sĩ       | Chuyến lưu diễn            | Thành phố   | Quốc gia | Địa điểm       |
| -------- | ------------- | -------------------------- | ----------- | -------- | -------------- |
| 2003–nay | Nhiều nghệ sĩ | Korea Times Music Festival | Los Angeles | Hoa Kỳ   | Hollywood Bowl |